# Kraków
Kraków, Stołeczne Królewskie Miasto Kraków – miasto na prawach powiatu położone w południowej Polsce nad Wisłą, drugie co do liczby mieszkańców. Formalna stolica Polski do 1795 roku i miasto koronacyjne oraz nekropolia królów Polski. Od 1000 roku nieprzerwanie stolica diecezji krakowskiej (jednej z pięciu w ówczesnej Polsce), a od 1925 archidiecezji i metropolii. Lokowany przed 1228 rokiem, ponownie w 1257 r.. Od odzyskania niepodległości w 1918 r. miasto wojewódzkie (od 1999 r. siedziba władz województwa małopolskiego), jest także centralnym ośrodkiem metropolitalnym aglomeracji krakowskiej i Krakowskiego Obszaru Metropolitalnego. Kraków jest stolicą historycznej Małopolski. Leży na obszarze Bramy Krakowskiej, Niecki Nidziańskiej i Pogórza Zachodniobeskidzkiego.
W Krakowie mieszczą się główne siedziby m.in.: Polskiej Akademii Umiejętności, Narodowego Centrum Nauki, Instytutu Nafty i Gazu – Państwowego Instytutu Badawczego, Instytutu Zootechniki – Państwowego Instytutu Badawczego, Krajowej Szkoły Sądownictwa i Prokuratury, struktury dowodzącej Wojskami Specjalnymi, Centrum Operacji Lądowych – Dowództwa Komponentu Lądowego, Polskiego Związku Narciarskiego, Operacyjno-Strategicznego Dowództwa Unii Europejskiej, Centrum Eksperckiego Kontrwywiadu NATO, Narodowego Centrum Radioterapii Hadronowej, Centralnego Ośrodka Turystyki Górskiej i Instytutu Ekspertyz Sądowych im. Prof. dra Jana Sehna.
W mieście od 1364 roku działa najstarsza polska uczelnia – Uniwersytet Jagielloński oraz działają placówki kulturalne o znaczeniu i statusie narodowym m.in.: Zamek Królewski na Wawelu, Narodowy Stary Teatr, Teatr im. Juliusza Słowackiego w Krakowie, Muzeum Narodowe, Panteon Narodowy, Krypta Zasłużonych na Skałce, Krypta Wieszczów Narodowych na Wawelu, Archiwum Narodowe, Biblioteka Jagiellońska, Instytut Książki, Instytut Literatury, Narodowe Centrum Nauki, Narodowe Centrum Rugby, Europa Nostra.
Miasto na prawach powiatu pełni funkcję centrum administracyjnego, kulturalnego, edukacyjnego, naukowego, gospodarczego, usługowego i turystycznego. Kraków jest drugim co do wielkości, po Warszawie, rynkiem nowoczesnej powierzchni biurowej (ponad milion metrów kwadratowych powierzchni biurowej), a także jednym z kluczowych węzłów kolejowych w Polsce.

## Położenie
Kraków jest położony w południowej Polsce, w środkowo-zachodniej części województwa małopolskiego nad Wisłą; na jego terenie znajdują się ujścia wiślanych dopływów: Białuchy (dolny bieg Prądnika), Rudawy, Dłubni, Drwiny Długiej i Wilgi. Kraków jest położony u zbiegu kilku krain geograficznych: Bramy Krakowskiej, Kotliny Oświęcimskiej, Kotliny Sandomierskiej, Pogórza Zachodniobeskidzkiego, Wyżyny Krakowsko-Częstochowskiej. Położenie Krakowa sprawia, że jest on bazą dla wycieczek w polskie góry, czy wypadów do malowniczej Jury Krakowsko-Częstochowskiej.
Miasto ma rozciągłość południkową 18 kilometrów i równoleżnikową 31 kilometrów. W granicach administracyjnych Krakowa przecinają się południk 20°E z równoleżnikiem 50°N (jedyny przypadek przecięcia o pełnych dziesiątkach stopni w Polsce).
Z Krakowem sąsiadują gminy: Igołomia-Wawrzeńczyce, Kocmyrzów-Luborzyca, Koniusza, Liszki, Michałowice, Mogilany, Niepołomice, Skawina, Świątniki Górne, Wieliczka, Wielka Wieś, Zabierzów, Zielonki. Gminy te należą do trzech powiatów sąsiadujących z Krakowem: krakowskiego, wielickiego oraz proszowickiego.

## Środowisko naturalne
Wydłużoną równoleżnikowo oś miasta stanowi dolina Wisły. Sieć rzeczną tworzy Wisła, jej prawy dopływ Wilga oraz dopływy lewe: Rudawa, Białucha, Dłubnia, Sanka i inne. Kraków leży w strefie klimatu umiarkowanego. Najwyższym szczytem miasta jest Wzgórze Sowiniec (358 m n.p.m.).

### Klimat
Rekord ciepła: 38,4 °C (30 czerwca 1833)
Rekord zimna: −38,1 °C (Mydlniki, 10 lutego 1929), −35,5 °C (Rakowice, 10 lutego 1929), −33,1 °C (Obserwatorium Astronomiczne UJ, 10 lutego 1929)
Rekord opadów: 313 mm (lipiec 1903)
Wartości średnie dla kolejnych miesięcy roku:
| Miesiąc                                      | Sty  | Lut  | Mar  | Kwi  | Maj  | Cze  | Lip  | Sie  | Wrz  | Paź  | Lis  | Gru  | Roczna |
| -------------------------------------------- | ---- | ---- | ---- | ---- | ---- | ---- | ---- | ---- | ---- | ---- | ---- | ---- | ------ |
| Średnie temperatury w dzień [°C]             | 1.2  | 3.0  | 7.8  | 14.4 | 19.8 | 22.3 | 24.6 | 24.1 | 18.9 | 13.9 | 6.9  | 2.1  | 13,3   |
| Średnie dobowe temperatury [°C]              | −2.1 | −0.6 | 3.5  | 8.9  | 14.2 | 16.9 | 19.0 | 18.5 | 14.0 | 9.2  | 3.5  | −0.9 | 8,7    |
| Średnie temperatury w nocy [°C]              | −5.3 | −4.2 | −0.9 | 3.4  | 8.5  | 11.5 | 13.4 | 12.8 | 9.0  | 4.5  | 0.0  | −3.8 | 4,1    |
| Opady [mm]                                   | 37.5 | 29.7 | 40.2 | 46.4 | 81.2 | 86.4 | 87.9 | 75.7 | 62.4 | 43.2 | 42.1 | 38.8 | 671,5  |
| Średnia liczba dni z opadami                 | 16   | 16   | 15   | 13   | 15   | 15   | 15   | 13   | 12   | 13   | 16   | 17   | 175    |
| Źródło: Światowa Organizacja Meteorologiczna |      |      |      |      |      |      |      |      |      |      |      |      |        |

### Struktura użytkowania terenu
| Rodzaj                       | Powierzchnia | %      |
| ---------------------------- | ------------ | ------ |
| Użytki rolne                 | 10 345 ha    | 31,65% |
| Lasy i grunty leśne          | 1172 ha      | 3,59%  |
| Pozostałe grunty i nieużytki | 21 167 ha    | 64,76% |
| Razem (Σ)                    | 32 684 ha    | 100%   |

| Rodzaj           | Powierzchnia | %      |
| ---------------- | ------------ | ------ |
| Grunty orne      | 8272 ha      | 79,96% |
| Łąki             | 1500 ha      | 14,50% |
| Pastwiska        | 370 ha       | 3,58%  |
| Sady             | 203 ha       | 1,96%  |
| Użytki rolne (Σ) | 10 345 ha    | 100%   |

### Przyroda

#### Parki i ochrona przyrody

Park Lotników Polskich – największy park miejski w Krakowie.

W Krakowie znajdują się 43 parki, które łącznie zajmują ok. 397 ha, co stanowi nieco ponad 1% całkowitej powierzchni miasta.
W Krakowie jest 5 rezerwatów przyrody o łącznej powierzchni 48,6 ha (0,15% powierzchni miasta).
Na obszarze miasta Krakowa znajdują się niewielkie zielone obszary wchodzące w skład Zespołu Jurajskich Parków Krajobrazowych. Zespół ten zajmuje się ochroną terenów Jury Krakowsko-Częstochowskiej m.in. fragmenty parku Bielańsko-Tynieckiego, Tenczyńskiego oraz Dolinek Krakowskich, wraz z ich otulinami. Ponadto ostoja przyrodnicza Jury Krakowsko-Częstochowskiej wchodzi w skład programu CORINE biotopes ze względu na swoją florę, faunę, geomorfologię i krajobraz.
Zachodnia część Krakowa stanowi tzw. Obszar Krakowski i podlega polskiej sieci ekologicznej, a część obszaru miasta usytuowana jest w zasięgu korytarza ekologicznego rzeki Wisły. Rzeki, ich doliny oraz zbiorniki wodne to jedne z najciekawszych z przyrodniczego punktu widzenia miejsc w Krakowie. W południowej części stoków wzgórz wapiennych oferują one warunki do rozwoju roślinności ciepłolubnej muraw i zarośli kserotermicznych.

#### Rezerwaty i pomniki przyrody
| Nazwa rezerwatu       | Powierzchnia | Przedmiot ochrony |
| --------------------- | ------------ | --- |
| Bielańskie Skałki     | 1,73 ha      | spontaniczne procesy sukcesji biocenoz leśnych na skalistym, dawniej pozbawionym lasu terenie                                                     |
| Bonarka               | 2,29 ha      | rezerwat geologiczny, uskoki geologiczno-tektoniczne, powierzchnie abrazyjne, odsłonięte utwory jurajskie, kredowe i trzeciorzędowe               |
| Panieńskie Skały      | 6,41 ha      | wąwóz jurajski z wychodniami skał wapiennych, naturalny las bukowy i grądowy.                                                                     |
| Skałki Przegorzalskie | 1,38 ha      | skała z roślinnością kserotermiczną |
| Skołczanka            | 36,77 ha     | zrębowe wzgórze wapienne ze zróżnicowanymi biocenozami, stanowisko fauny środowisk kserotermicznych, w tym rzadkich i zagrożonych gatunków owadów |

W Krakowie jest 260 pomników przyrody, w większości drzew. Źródło Świętojańskie w Tyńcu oraz głaz narzutowy przy ul. Spółdzielców są pomnikami przyrody nieożywionej.

#### Użytki ekologiczne

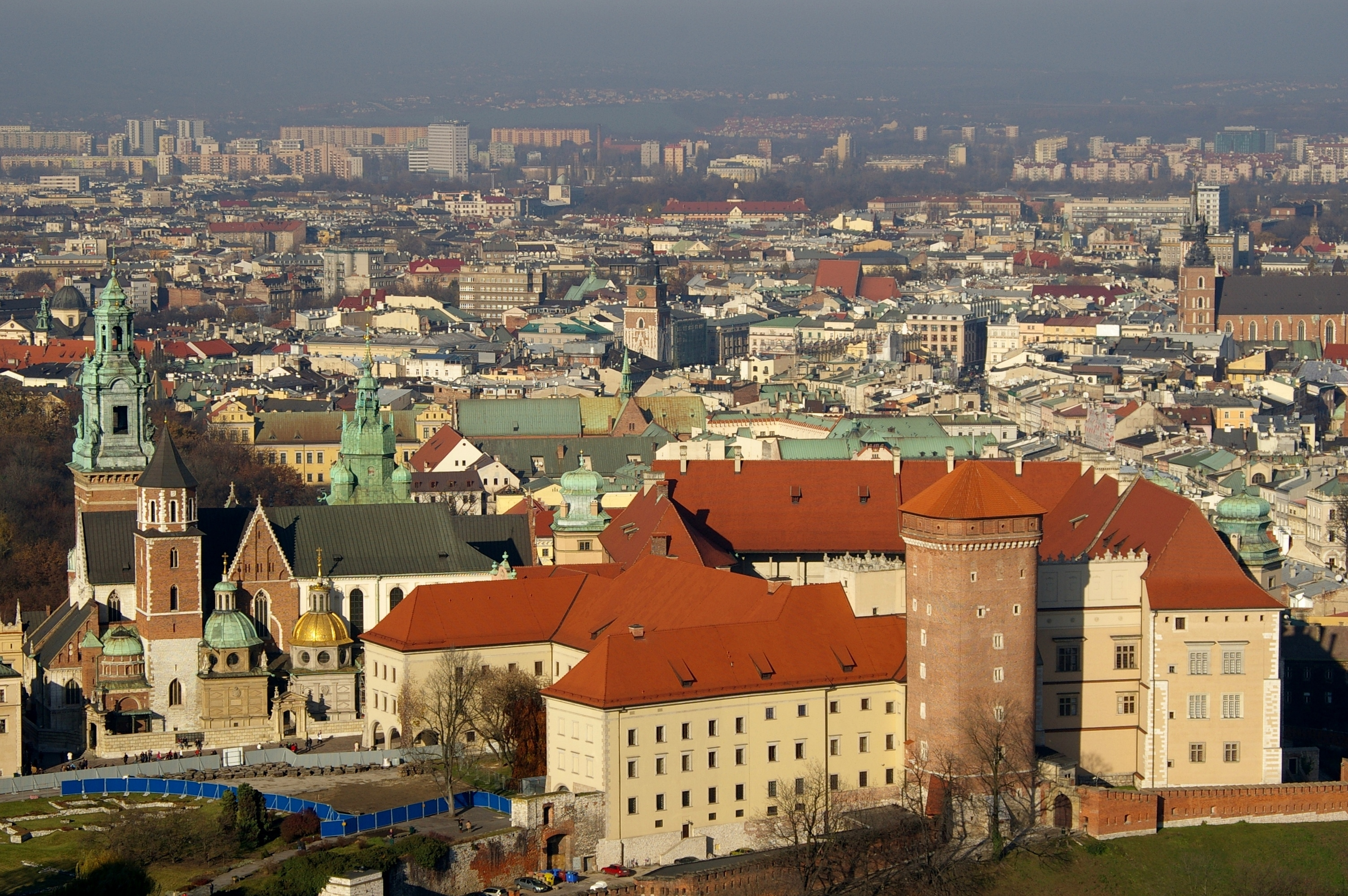
Widok Krakowa w kierunku północnym. Na pierwszym planie Wawel z katedrą i zamkiem, dalej Stare Miasto z wieżą ratuszową i kościołem Mariackim. W głębi zabudowania Kleparza oraz osiedla Krowodrza Górka i Prądnik Biały

- Widok Krakowa w kierunku północnym. Na pierwszym planie Wawel z katedrą i zamkiem, dalej Stare Miasto z wieżą ratuszową i kościołem Mariackim. W głębi zabudowania Kleparza oraz osiedla Krowodrza Górka i Prądnik BiałyUroczysko w Rząsce – teren częściowo położony w gminie Kraków, a częściowo na terenie Zabierzowa, zajmuje około 59 ha. Celem utworzenia użytku była ochrona fiołka bagiennego – gatunku zagrożonego wyginięciem, który w 2001 r. został wpisany na listę Polskiej czerwonej księgi roślin. Użytek chroni także pozostałość ekosystemów leśnych oraz wodnych na tym terenie.
- Łąki Nowohuckie – teren o powierzchni około 57 ha. Użytek ten został uchwalony w 2003 r. przez Radę Miasta Krakowa, położony jest w pobliżu Placu Centralnego. Utworzony został w celu ochrony półnaturalnych zbiorowisk roślinnych (łąk podmokłych) w dolinie Wisły.
- Staw Dąbski – teren o powierzchni 2,53 ha. Użytek ten został uchwalony w 2010 roku przez Radę Miasta Krakowa[35], położony jest w Dzielnicy II Grzegórzki (Dąbie), w sąsiedztwie sklepu Decathlon. Głównym przedmiotem ochrony jest ekosystem stawu wraz z rzadkimi gatunkami zwierząt, np. szczeżują wielką (Anodonta cygnea) i różanką (Rhodesus sericeus) – symbiotycznymi gatunkami małży i ryby, wymienionymi w Polskiej czerwonej księdze zwierząt.Rynek Główny z kościołami Mariackim i św. Wojciecha. W głębi Kamienica Mennica, Szara Kamienica i Dom Włoski

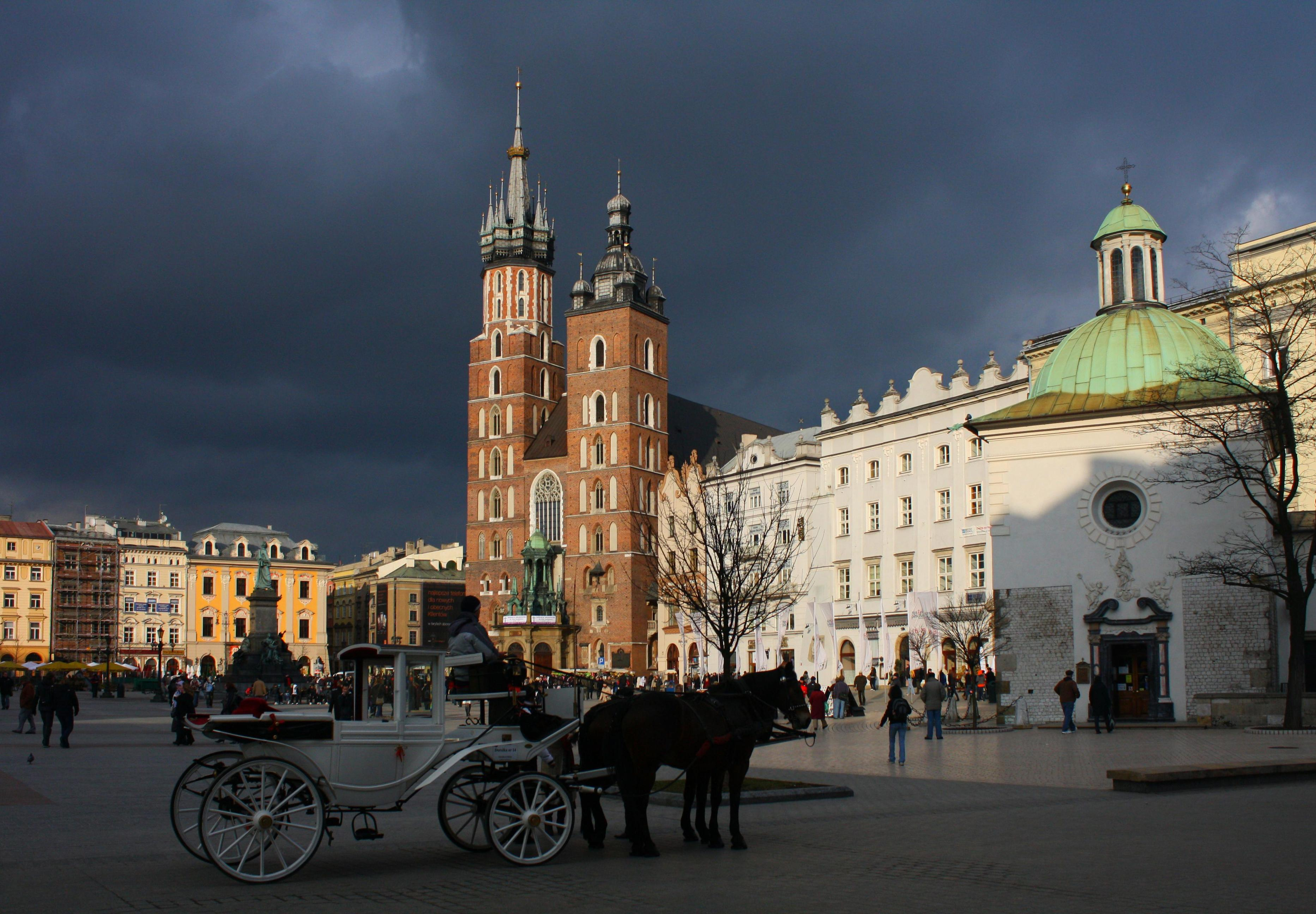
Rynek Główny z kościołami Mariackim i św. Wojciecha. W głębi Kamienica Mennica, Szara Kamienica i Dom Włoski

- Dolina Prądnika – teren o powierzchni ok. 14,15 ha (14,145) utworzony uchwałą Rady Miasta Krakowa nr LX/782/08 z dnia 17 grudnia 2008 r.[36] Położony jest wzdłuż rzeki Prądnik (Białuchy) od ul. Górnickiego do granic miasta Krakowa. Głównym celem powołania użytku jest zachowanie naturalnie meandrującego koryta rzeki Prądnik, wraz z siedliskiem m.in. 19 gatunków ssaków (m.in. borowca wielkiego, bobra i wydry) oraz 51 gatunków ptaków (m.in. pliszki górskiej – jedyne stwierdzone miejsce występowania w Krakowie).Budynek Sukiennic od strony kościoła Mariackiego

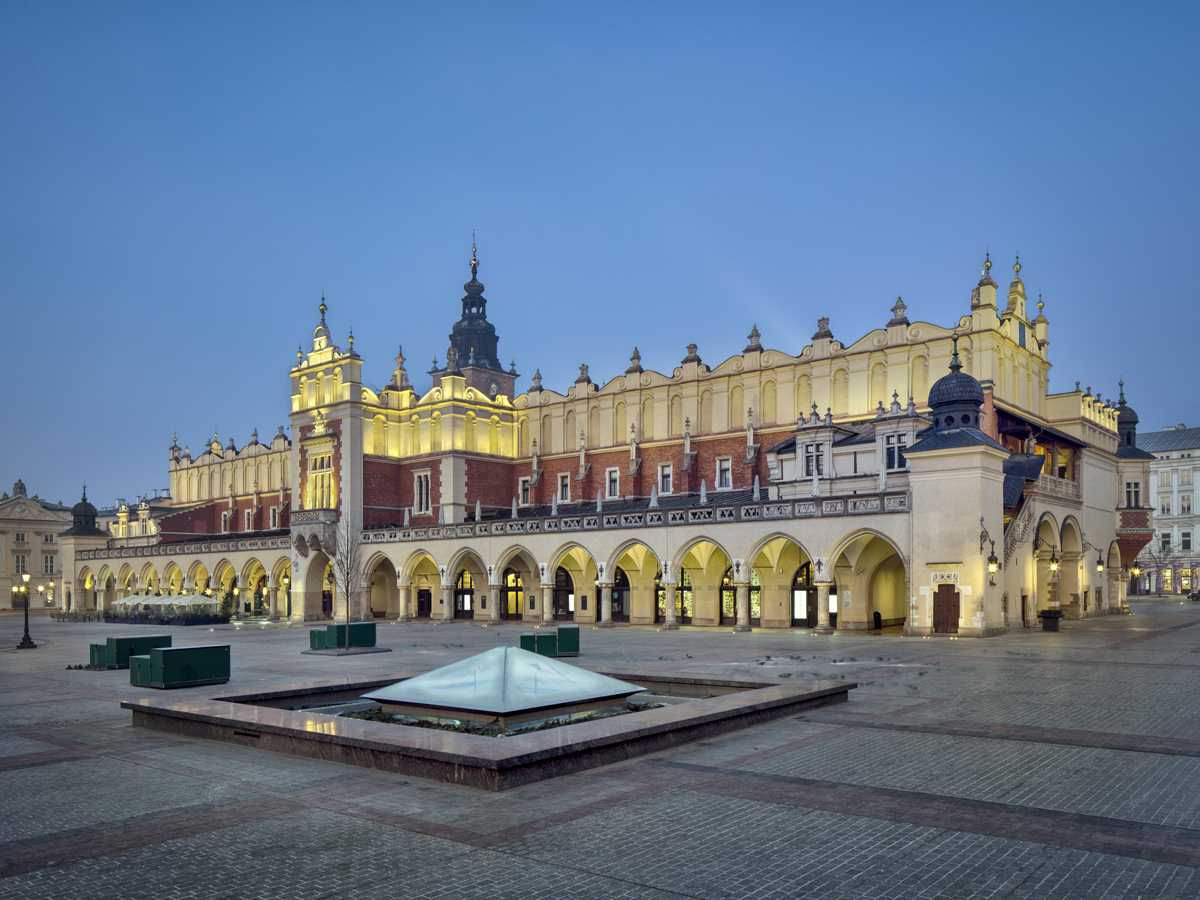
Budynek Sukiennic od strony kościoła Mariackiego

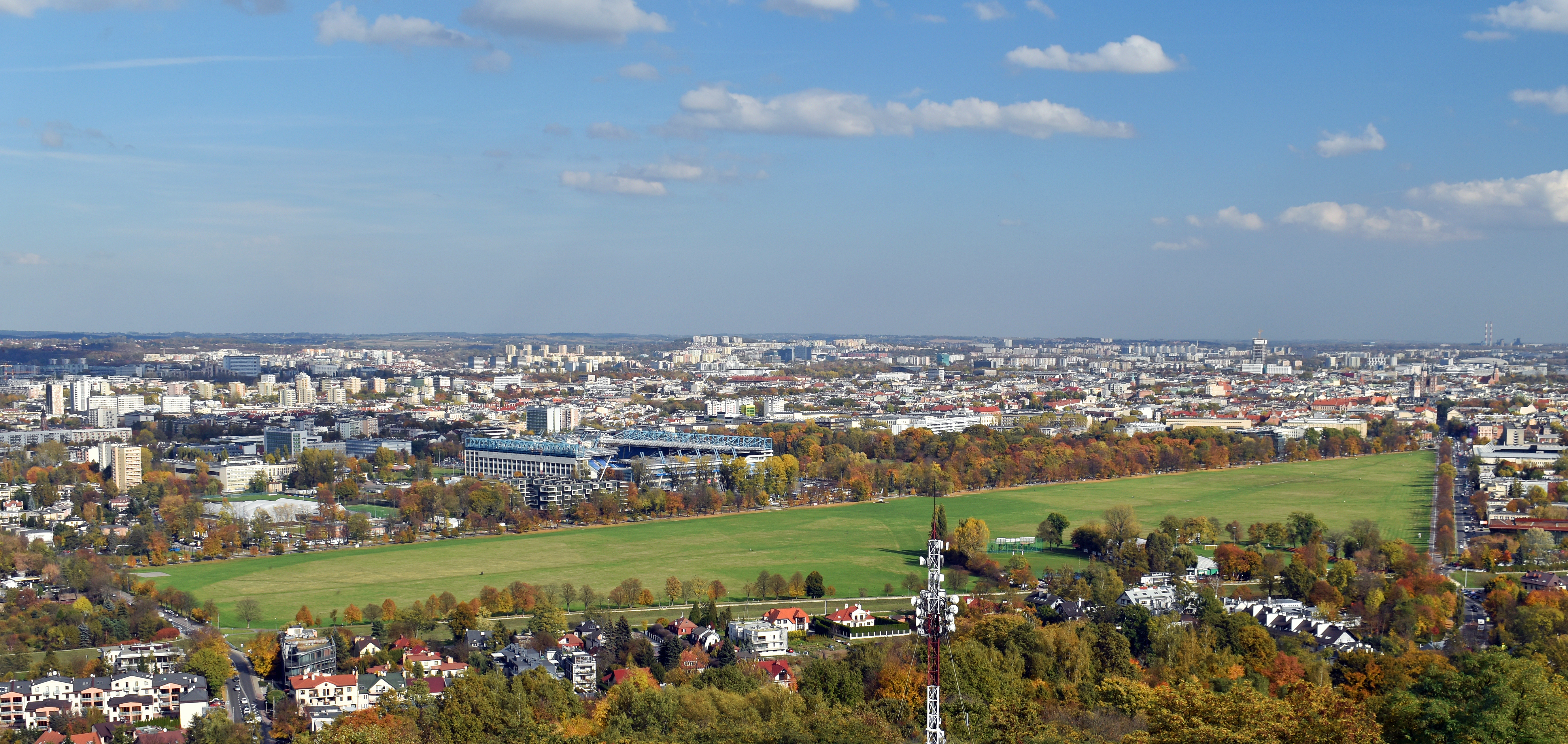
Błonia krakowskie z Kopca Kościuszki

- Błonia krakowskie z Kopca KościuszkiStaw przy ul. Kaczeńcowej – teren o powierzchni 0,82 ha, utworzony uchwałą Rady Miasta Krakowa z dnia 19 grudnia 2007 roku. Jest to staw położony w dolinie rzeki Dłubni w Nowej Hucie – Bieńczycach w Dzielnicy XVI Bieńczyce. Utworzony został dla ochrony ostoi kilkudziesięciu gatunków ptaków, motyli, mięczaków. Ochronie podlega staw wraz z otoczeniem.
- Rozlewisko potoku Rzewnego – teren o powierzchni 2,77 ha, utworzony został uchwałą Rady Miasta Krakowa z dnia 19 grudnia 2007 roku. Powstał dla ochrony trzech rodzajów siedlisk: leśnego (las mieszany i ols), łąkowego i szuwarowego. Obszar ten stanowi ostoję wielu gatunków ptaków, wśród których liczną grupę stanowią ptaki drapieżne i sowy. Znajduje się pomiędzy cmentarzem w Borku Fałęckim a ul. Jeleniogórską i obejmuje część doliny niewielkiego potoku Rzewnego.
- Uroczysko Kowadza – teren o powierzchni 1,82 ha, utworzony został uchwałą Rady Miasta Krakowa z dnia 17 grudnia 2008 roku. Utworzony dla ochrony muraw kserotermicznych z fauną rzadkich gatunków owadów w Tyńcu przy ul. Świętojańskiej.
- Las w Witkowicach.

#### Uzdrowiska

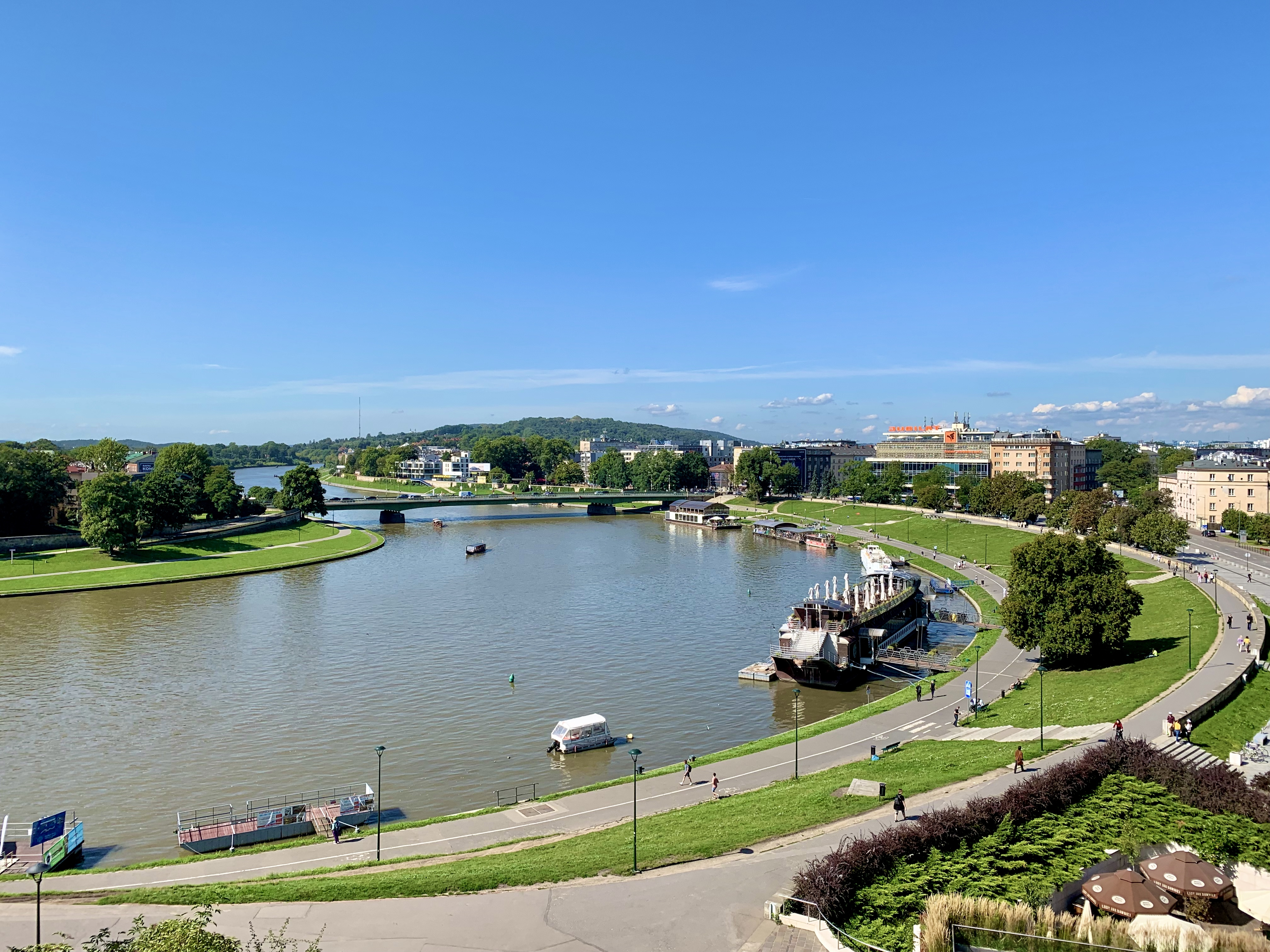
Wisła oraz Most Dębnicki i bulwary ze Wzgórza Wawelskiego

Na terenie Krakowa znajdują się 2 uzdrowiska (w obu znajdują się parki):
- W Swoszowicach – na jego terenie znajdują się dwa źródła wody leczniczej Zdrój Główny i Napoleon, które dostarczają unikatowych wód mineralnych bogatych w anion siarczanowy, anion wodorowęglanowy, kation wapniowy, kation magnezowy. Zawartość siarki w wodach klasyfikuje Swoszowice na 5. miejscu na świecie, a 4. w Europie. W uzdrowisku leczy się także schorzenia reumatyczne za pomocą kąpieli z wykorzystaniem wód siarczanych i borowiny.Planty – park miejski otaczający Stare Miasto

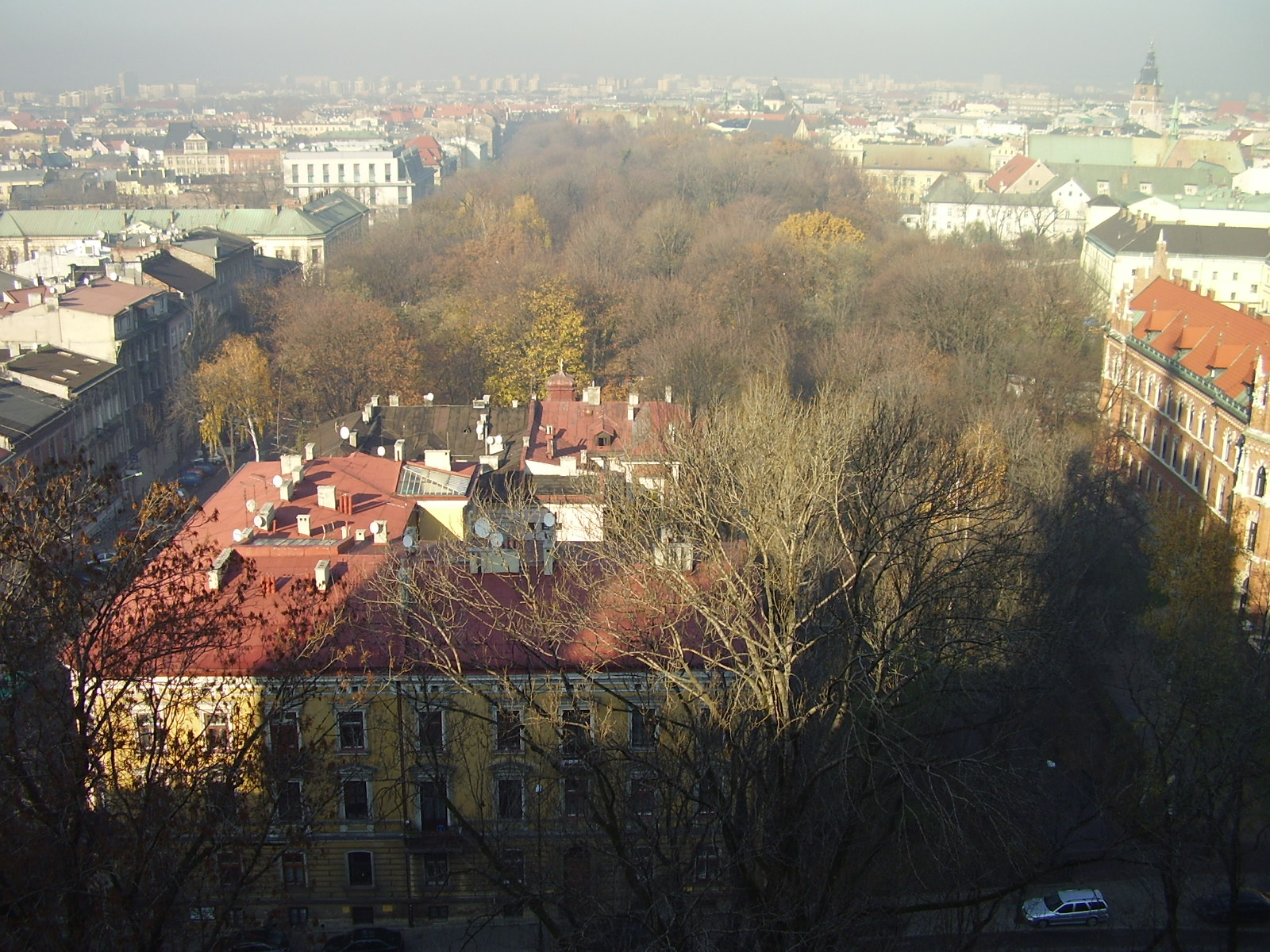
Planty – park miejski otaczający Stare Miasto

- W uzdrowisku Mateczny wykonywane są zabiegi odnowy biologicznej, balneologii.

#### Zanieczyszczenie powietrza
Według raportu Światowej Organizacji Zdrowia w 2016 roku Kraków został sklasyfikowany jako jedenaste najbardziej zanieczyszczone miasto Unii Europejskiej.

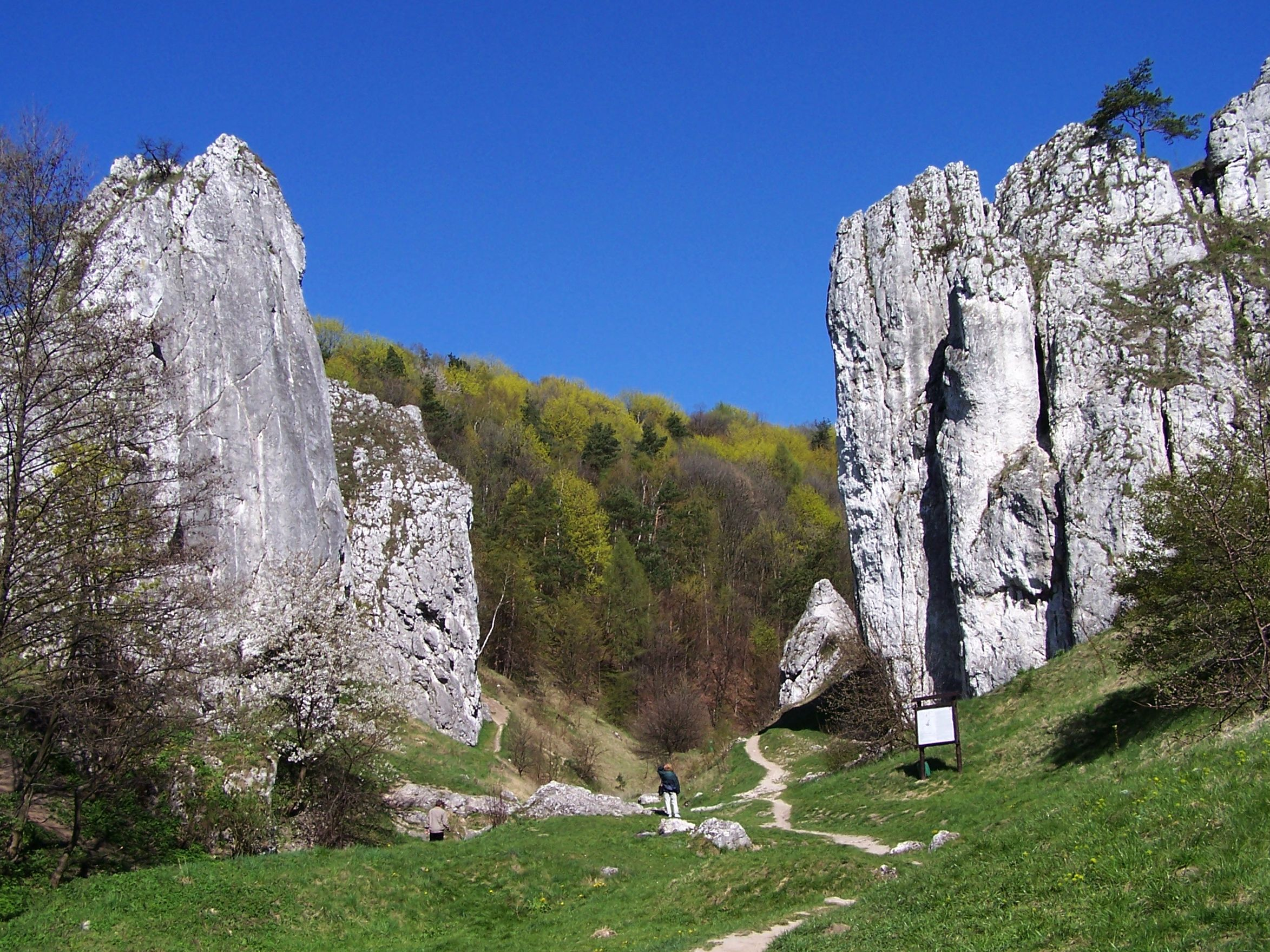
Dolinki Krakowskie

Położenie geograficzne utrudnia wentylację miasta, przez co często spowija je smog, szczególnie w sezonie grzewczym. Kraków znajduje się w czołówce rankingu europejskich miast z najbardziej zanieczyszczonym powietrzem. Krakowskie powietrze zanieczyszczone jest przede wszystkim pyłem PM10 i PM2,5 oraz toksycznym benzo(a)pirenem. Skutkiem zanieczyszczenia pyłem, poza oczywistymi konsekwencjami zdrowotnymi, jest zauważalne zmniejszenie przejrzystości powietrza w mieście.

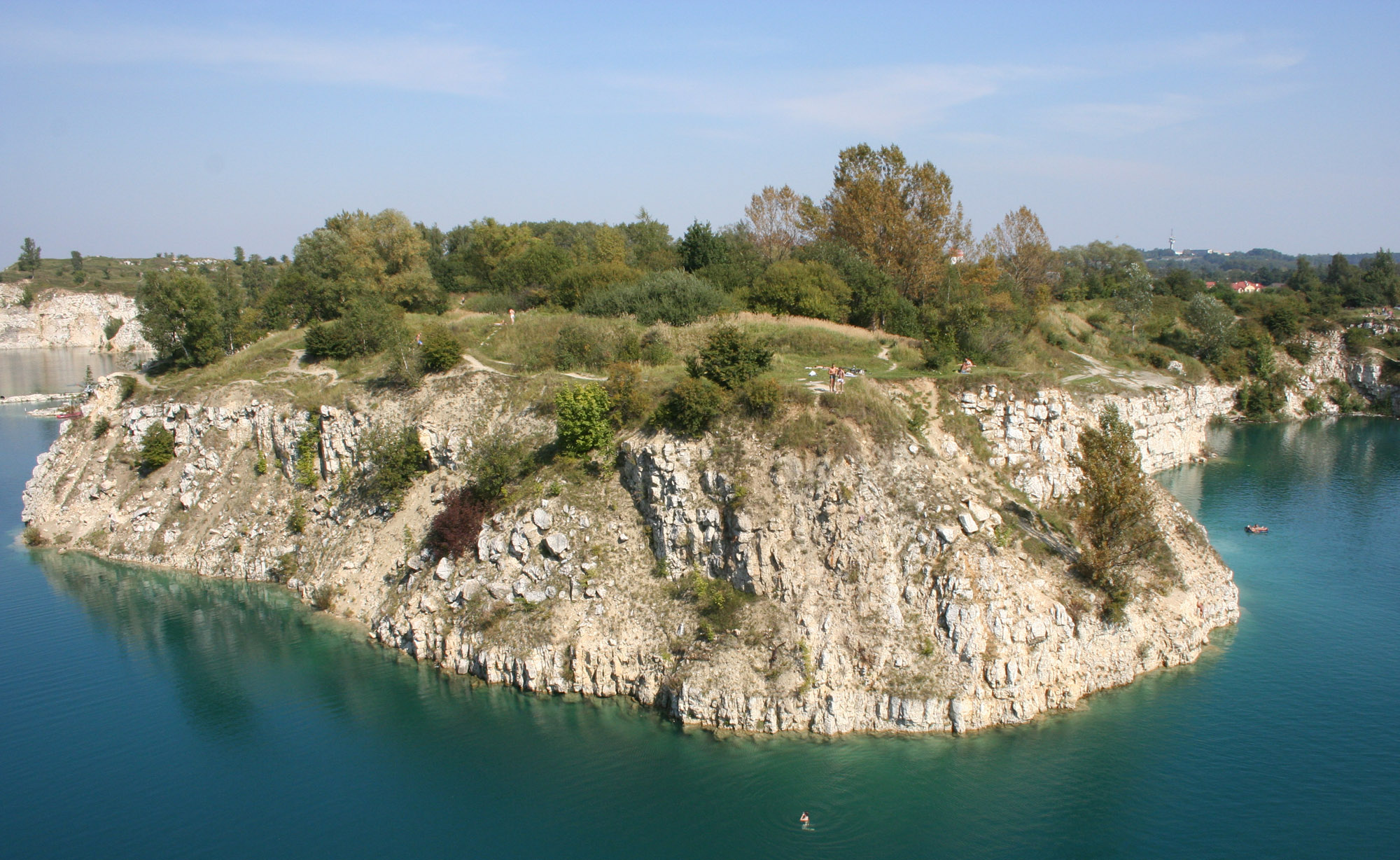
Zalew Zakrzówek

Źródłem zanieczyszczeń są przede wszystkim piece na paliwa stałe (34%) i napływ pyłu spoza miasta (36%), ale także przemysł lokalny (17%) oraz samochody (13%). Piece grzewcze odpowiadają także za 68 proc. emisji rakotwórczego benzo(a)pirenu, którego – jak wynika z wyliczeń Krakowskiego Alarmu Smogowego – wdychana przez krakowian ilość w ciągu roku jest taka sama, jak w przypadku wypalenia ok. 2500 papierosów.

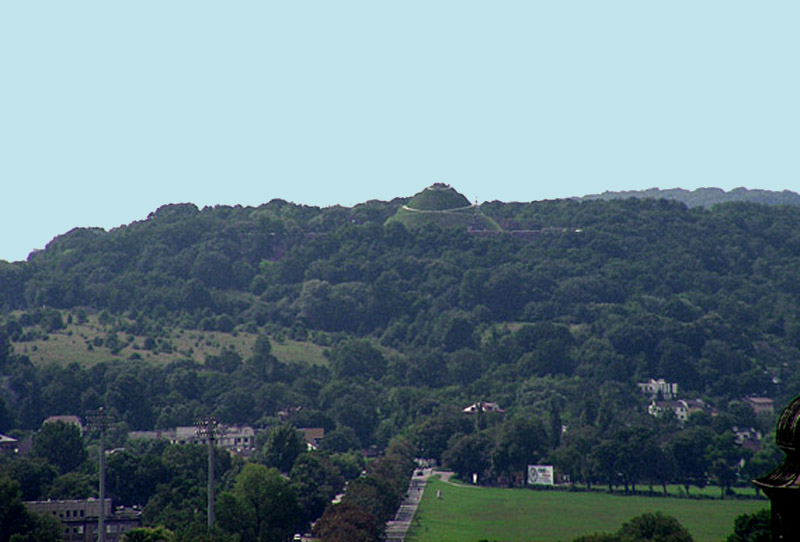
Kopiec Kościuszki i krakowskie Błonia, w tle Las Wolski

Z badań przeprowadzonych przez naukowców Collegium Medicum Uniwersytetu Jagiellońskiego oraz Columbia University w Nowym Jorku wynika, że mieszkanki Krakowa, które w okresie ciąży były eksponowane na PM2.5 powyżej 35 µg/m³, rodziły dzieci z masą urodzeniową niższą średnio o 128 gramów, mniejszą długością ciała oraz mniejszym o przeciętnie 0,3 cm obwodem główki. W zimie, mieszkańcom Krakowa zaleca się skracanie czasu przebywania na otwartym powietrzu oraz odradza się wysiłku fizycznego, na przykład biegania. Równocześnie Kraków w 2015 r. zanotował najkorzystniejsze parametry trwania życia spośród polskich podregionów.

Miasto zwiększyło budżet na walkę ze smogiem, uchwalono także przepis zakazujący spalania węgla w piecach grzewczych. Zakaz miał wejść w życie w 2018 r., jednak w sierpniu 2014 r. został uchylony przez Wojewódzki Sąd Administracyjny w Krakowie. Kolejną próbę wprowadzenia zakazu podjęto w styczniu 2016. Według przyjętej wtedy uchwały od 1 września 2019 r. na terenie Krakowa nie można palić m.in. węglem oraz drewnem.

Stężenie PM10 w Krakowie przy Al. Krasińskiego

## Toponimia
Za pełny tytuł miasta przedstawia się Stołeczne Królewskie Miasto Kraków. Kraków jest depozytariuszem polskiego godła. Jako jedyne miasto w Polsce ma prawo używać w herbie godła Państwa Polskiego. Taka możliwość, według symboliki heraldycznej, przysługuje jedynie miastom i regionom stołecznym.
Autorem pierwszego źródła piśmiennego, w którym w 966 pojawia się Kraków jest Ibrahim ibn Jakub. W dokumentach łacińskich w 973 występuje w formie Cracoua.
Językoznawca Jerzy Nalepa twierdzi, że rdzeń krak oznacza odgałęzienie rzeczne.
Miasta o podobnych nazwach znajdują się we wschodnich Niemczech i w Austrii, zamieszkałych niegdyś przez Słowian: np. Cracau – prawobrzeżna dzielnica Magdeburga, Krackow, kilka kilometrów od granicy polsko-niemieckiej, na południowy zachód od Szczecina, Krakow am See, na południe od Rostocku, Krakau – 100 km na zachód od Graz, 30 km na północ od Villach i Klagenfurtu. W Czechach, w powiecie Rakownickim jest miejscowość Krakov, z niedalekim zamkiem Krakovec, kilkadziesiąt kilometrów na zachód od Pragi. Ukraiński Krakowiec, na granicy polsko-ukraińskiej leży na południowy wschód od Lubaczowa.
Według legendy zapisanej w końcu XII wieku przez Wincentego Kadłubka nazwa Krakowa pochodzi od imienia księcia Kraka, natomiast w legendach czeskich występuje postać księcia Kroka.
Do historycznej funkcji Krakowa odnosi się jego pełna nazwa – Stołeczne Królewskie Miasto Kraków usankcjonowana prawnie przez Radę Ministrów, jak i wcześniej przez naczelne władze państwowe II Rzeczypospolitej, które używały tej nazwy w swoich aktach prawnych. Również nazwy skróconej, tj.: st. król. miasto Kraków, st.kr. miasto Kraków albo stoł. król. miasto Kraków. Niektóre z tych aktów prawnych obowiązują do dzisiaj. Na arenie międzynarodowej Kraków postrzegany jest jako „duchowe i naukowe serce Polski”.

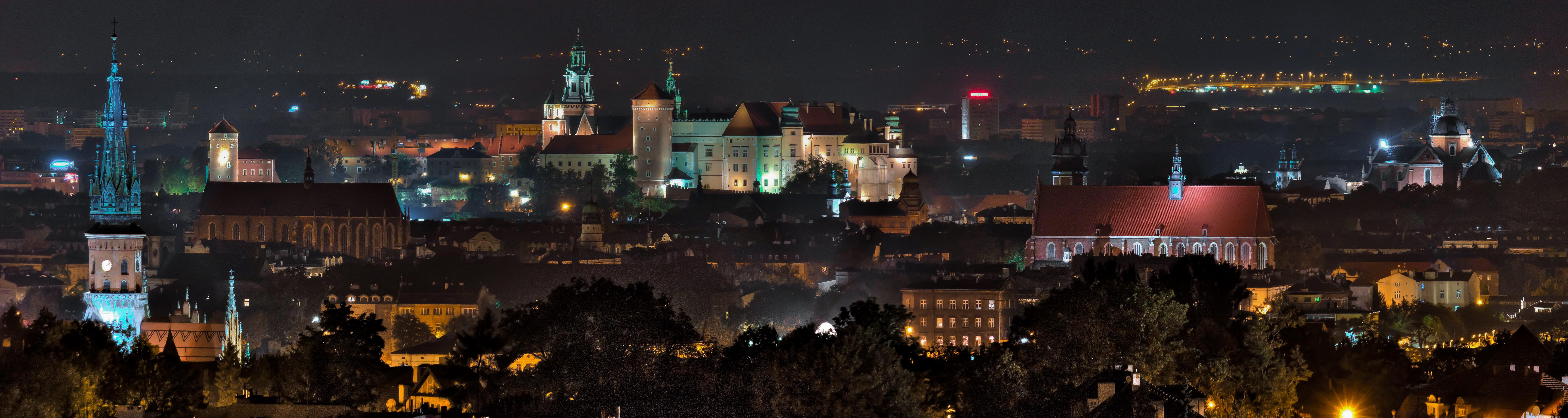
Panorama centrum miasta nocą

## Historia

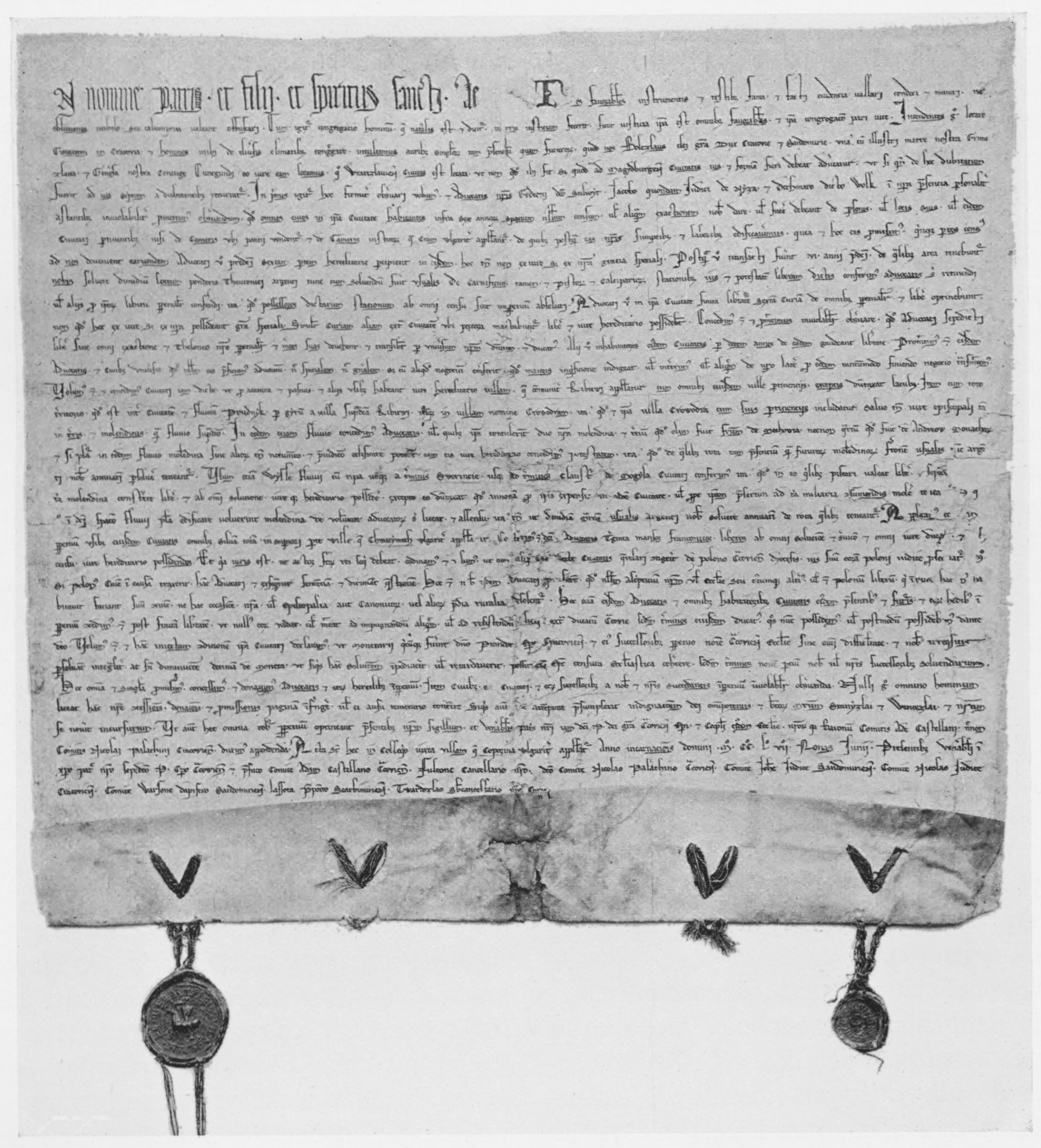
Przywilej lokacyjny Krakowa z 1257 r.

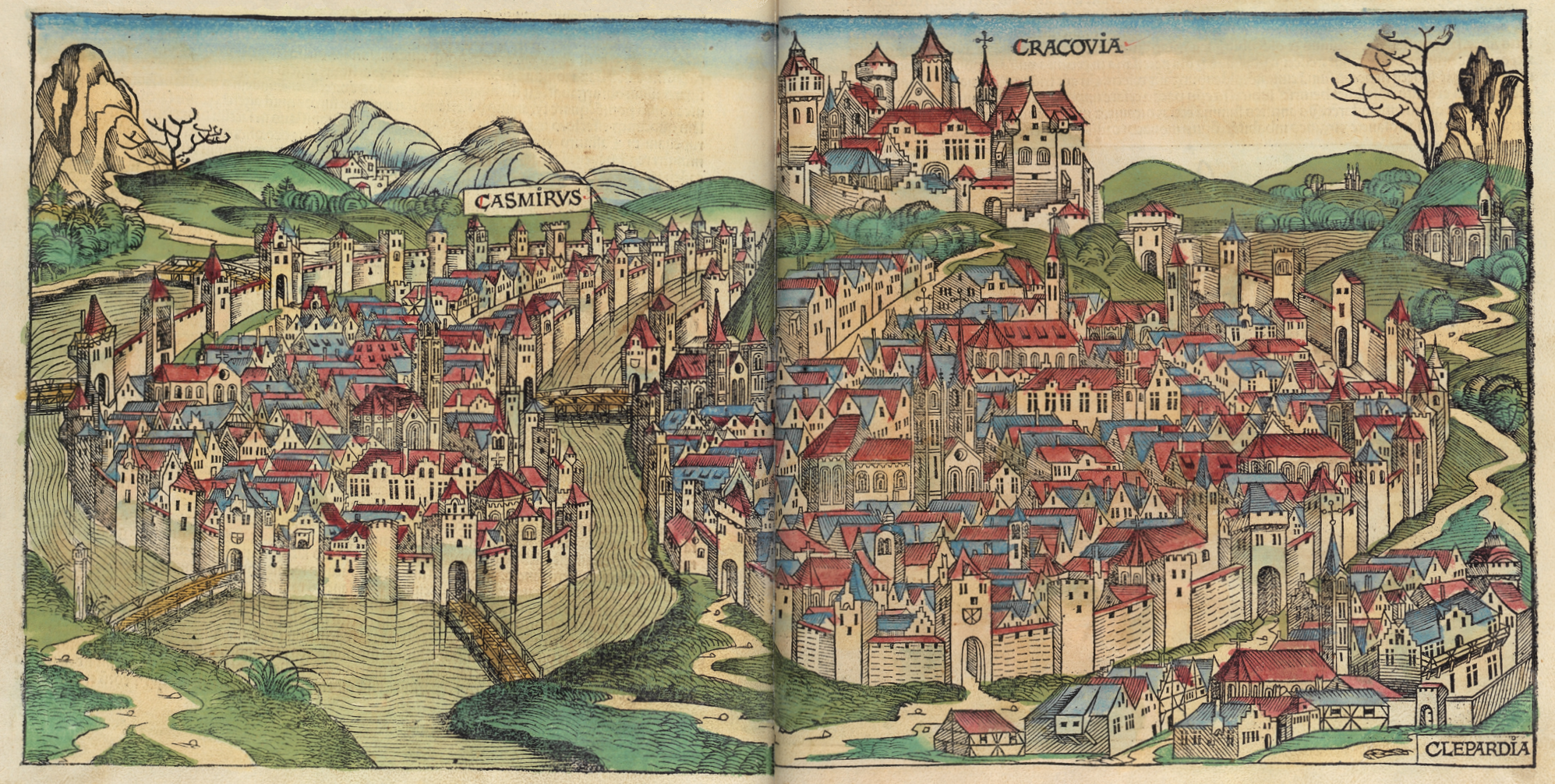
Widok Krakowa w Kronice Hartmanna Schedla, 1493

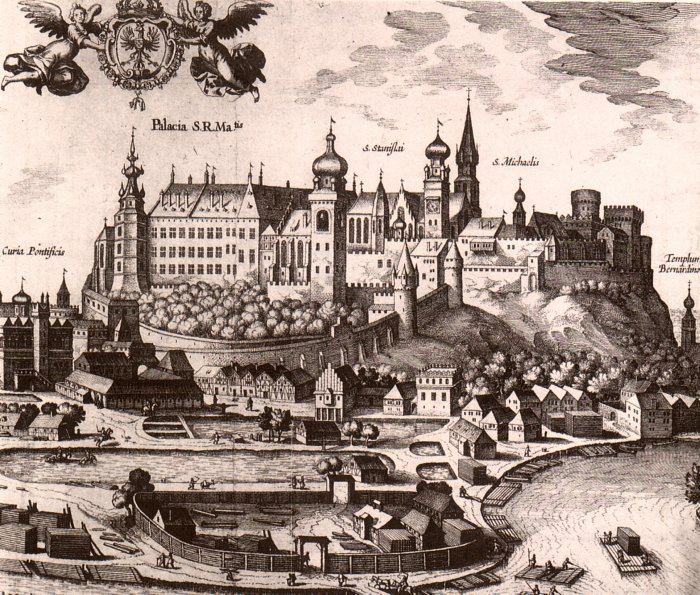
Panorama Wawelu pod koniec XVI w., ilustracja w Civitates Orbis Terrarum Brauna i Hogenberga.

Kraków i okoliczne miejscowości, Civitates orbis terrarum, 1618

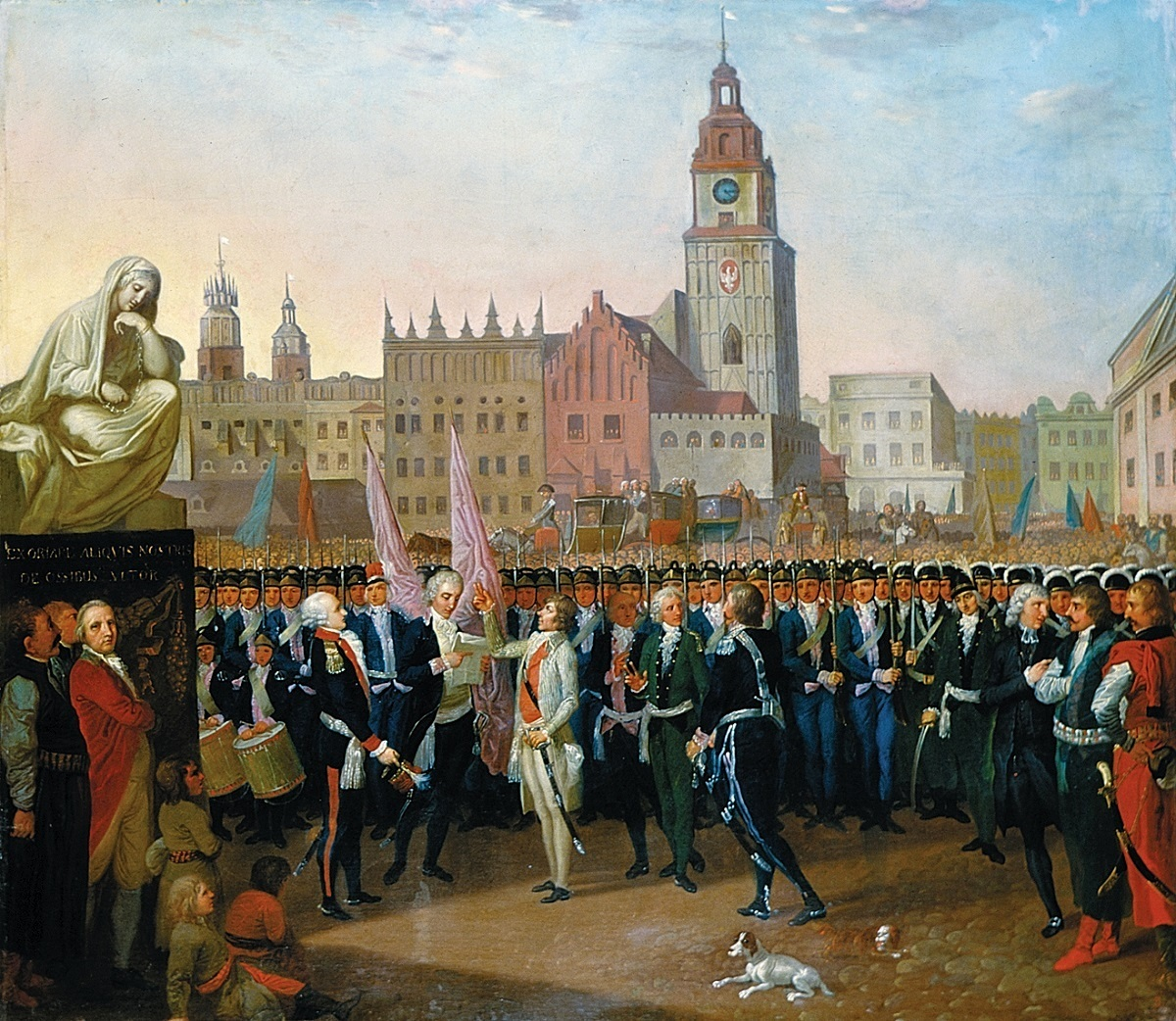
Przysięga Tadeusza Kościuszki na rynku w Krakowie – 24 marca 1794 r. – obraz Franciszka Smuglewicza

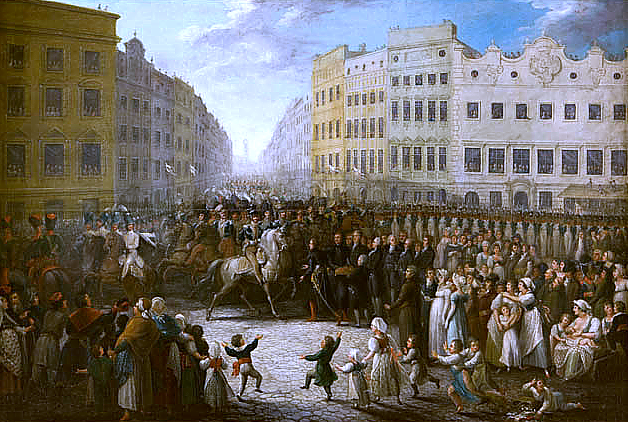
Przybycie Józefa Poniatowskiego do Krakowa – 14 lipca 1809 r. – obraz Michała Stachowicza

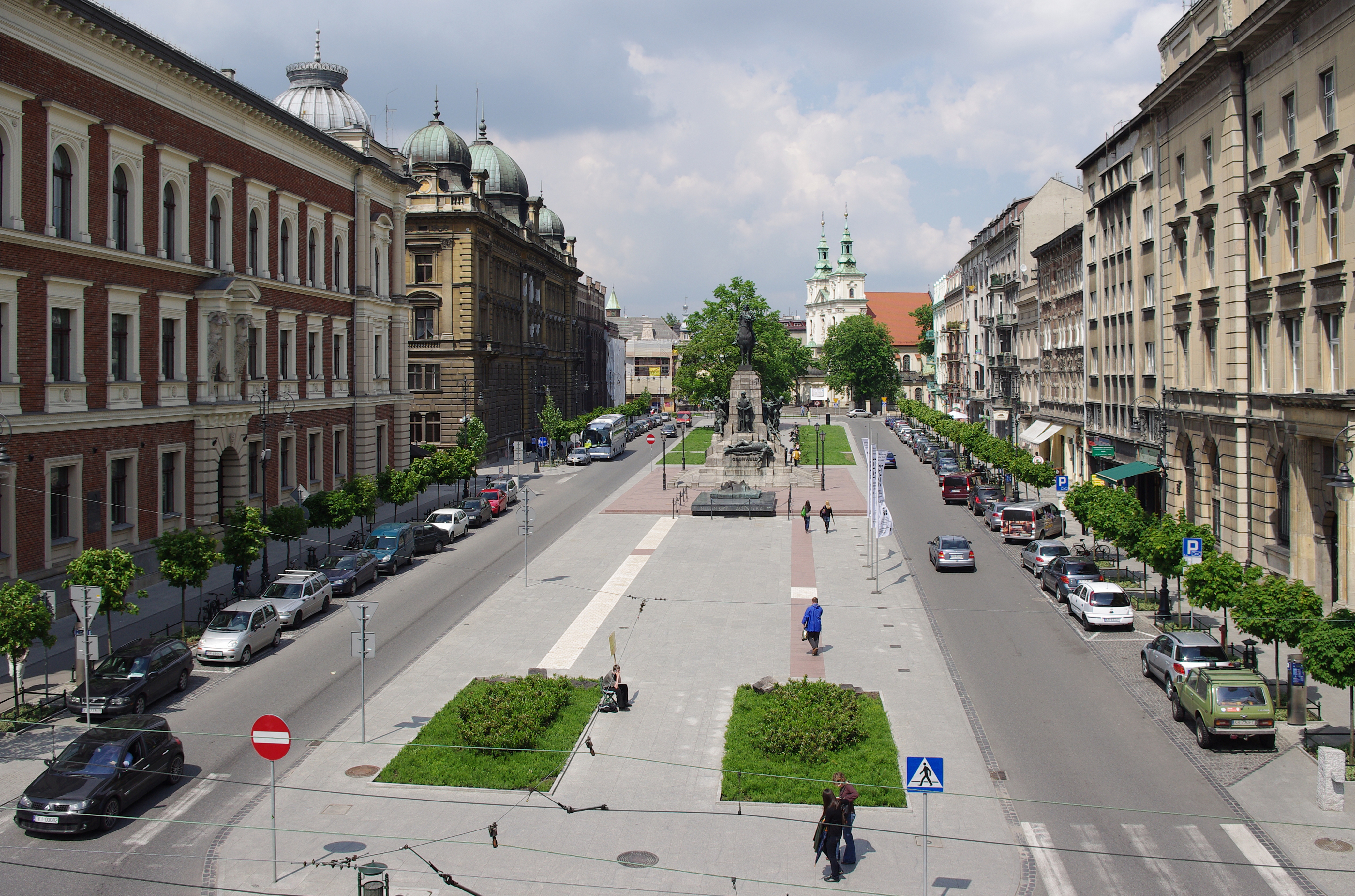
Plac Jana Matejki powstał w XIX w. w okresie modernizacji i przebudowy miasta

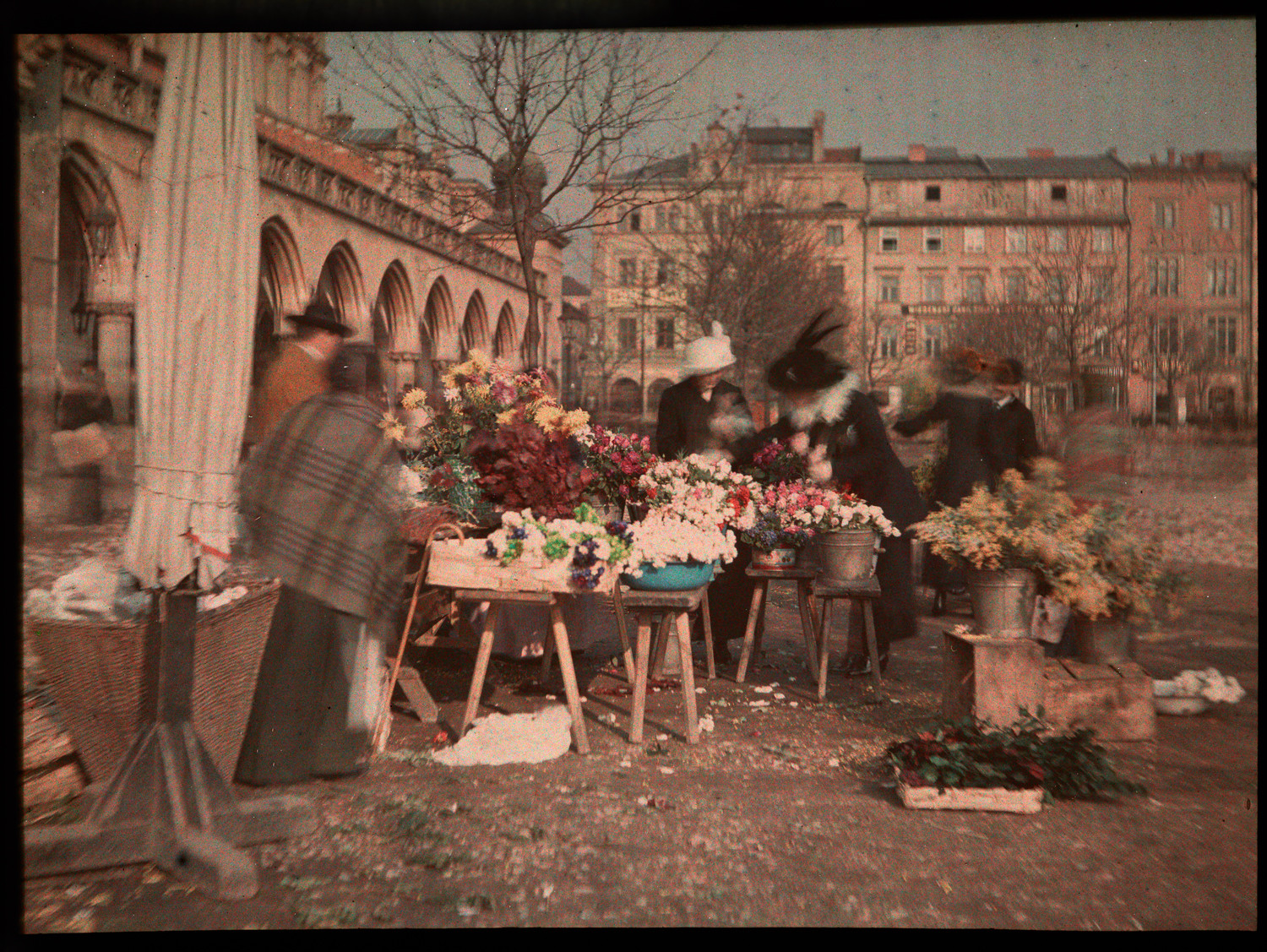
Kraków w 1915 r. na jednej z pierwszych w Polsce fotografii barwnych

Kraków jest jednym z najstarszych miast Polski, z wieloma wartościowymi obiektami architektonicznymi. Działa w nim wiele instytucji i placówek kulturalnych gromadzących bezcenne zabytki. W przeszłości miasto należało do Ligi Hanzeatyckiej zrzeszającej najważniejsze ośrodki handlowe w Europie.
Do 1795 r. Kraków był formalnie stolicą Polski, a do 1611 r. siedzibą władców państwa polskiego. Był miastem królewskim Korony Królestwa Polskiego. Miasto posiadało prawo do czynnego uczestnictwa w akcie wyboru króla.

### Średniowiecze
Pierwszą udokumentowaną wzmianką o Krakowie jest relacja kordobańskiego kupca Ibrahima ibn Jakuba z 965 r., w której wspomina o otoczonym lasami bogatym grodzie, leżącym na skrzyżowaniu szlaków handlowych.
Najstarszy ośrodek osadniczy znajdował się m.in. na obronnym Wawelu i był jednym z grodów w plemiennym państwie Wiślan. Ziemie Wiślan mogły przez pewien czas, w ostatniej ćwierci IX w., znajdować się pod władaniem Państwa Wielkomorawskiego, nie ma jednak na to bezpośrednich dowodów. Przypuszczalnie w X w. (najprawdopodobniej w latach ok. 960 – ok. 986) Kraków wszedł w zależność od Czech, jednakże teza o przynależności grodu do Czech jest też podważana. Około 990 r. gród znalazł się w granicach państwa piastowskiego, stając się z czasem jedną z głównych siedzib królestwa (łac. sedes regni principalis); próby dokładnego ustalenia czasu wcielenia do państwa Piastów oscylują pomiędzy 987 a 989. Pierwsza wiarygodna pisemna wzmianka o Krakowie pochodzi z dokumentu Dagome iudex z ok. 992 r. Nad Wisłą obok Wawelu, niewielkim wzgórzu z jurajskiego wapienia, według legendy stała niegdyś świątynia pogańska, na miejscu której zbudowano następnie kościół romański pw. św. Michała Archanioła. Co najmniej od 1000 w Krakowie znajdowała się siedziba biskupstwa, a za panowania Kazimierza Odnowiciela Kraków stał się główną siedzibą książęcą.
W okresie rozbicia dzielnicowego Kraków był siedzibą księcia seniora, z czasem jednak książęta krakowscy stracili faktyczne zwierzchnictwo nad innymi władcami piastowskimi. W 1241 r. miasto zostało zniszczone podczas najazdu mongolskiego. Mogło to zadecydować o niepowodzeniu pierwszej lokacji Krakowa, którą najprawdopodobniej planowano na początku XIII wieku. W dniu 5 czerwca 1257 r., wzorując się na Wrocławiu, książę Bolesław V Wstydliwy, jego matka Grzymisława i żona św. Kinga nadali miastu przywilej lokacyjny na prawie magdeburskim w Koperni koło Pińczowa. Zasadźcami byli trzej wójtowie: Gedko Stilvoyt, Jakub z Nysy i Dytmar Wolk z Wrocławia. Nowo wytyczone miasto zostało zasiedlone głównie przez przybyszów ze Śląska i Niemiec, co tłumaczy fakt posługiwania się językiem niemieckim przez mieszczaństwo krakowskie do XVI w. Wtedy też powstał charakterystyczny szachownicowy układ miasta, w który wpasowano zachowane elementy wcześniejsze (ul. Grodzka, kościół Mariacki). Pomiędzy Krakowem a Wawelem istniała osada Okół, dawne podgrodzie, która została wcielona do Krakowa przez króla Władysława Łokietka po buncie wójta Alberta.
Kraków uzyskał prawo składu w 1306 r.
W 1320 r. w katedrze wawelskiej koronowano Władysława Łokietka, kończąc symbolicznie okres rozbicia dzielnicowego. Odtąd, aż do 1734 r., Kraków był miejscem koronacji królów Polski.
W XIV wieku na przedmieściach Krakowa powstały dwa kolejne miasta: na południu Kazimierz (1335) i na północy Kleparz (1366).
Jako stolica jednego z mocarstw europejskich w XV i XVI wieku, Kraków rozwijał się pod względem architektonicznym, handlowym, rzemieślniczym, kulturalnym i naukowym. Kompleks zamkowy na Wawelu przebudowano i rozbudowano w stylu renesansowym. Odnowiono powstały w 1364 r. uniwersytet. Zbudowany został również Barbakan razem z okręgiem murów miejskich.

### Dzieje nowożytne (druga połowa XV wieku–XIX wiek)

#### Kraków po przeniesieniu dworu królewskiego
Od 1493 roku obywatelstwo Krakowa dawało przywilej do posiadania ziemi.
Po unii lubelskiej i powstaniu Rzeczypospolitej Obojga Narodów Kraków znalazł się na uboczu wielkiego państwa. Sejmy i elekcje nowych monarchów odbywały się pod Warszawą, położoną mniej więcej w połowie drogi między stolicami Korony i Litwy.
Od 1596 r. rozpoczął się proces przenoszenia dworu królewskiego Zygmunta III Wazy z Krakowa do Warszawy, zakończony ok. 1611 r. Warszawa uzyskiwała tytuł miasta rezydencjalnego Jego Królewskiej Mości, jednak Kraków do ostatniego rozbioru Polski pozostawał formalną stolicą Rzeczypospolitej. Katedra na Wawelu pozostała miejscem koronacji i pochówków królów Polski, zaś Kraków – stołecznym i królewskim miastem, w którym funkcjonowały pozostałe instytucje stołeczne takie jak np. skarbiec koronny. Nawet w czasach późniejszych wezyr turecki Kara Mustafa, pisał w korespondencji do związanego z Wilanowem Jana III Sobieskiego: „zniszczę Twój Kraków...”.
Wraz z upadkiem Rzeczypospolitej rozpoczął się upadek Krakowa. Zniszczenia wojenne mocno nadszarpnęły pozycję miasta i zahamowały jego rozwój. Po raz pierwszy Kraków został zniszczony przez obce wojska w 1655 r., podczas „potopu szwedzkiego” (przedmieścia ucierpiały jednak mocno już w 1587, podczas próby zdobycia miasta przez arcyksięcia Maksymiliana III Habsburga). W latach 1656–1657 nastąpiło kolejne oblężenie miasta, tym razem bronionego przez Szwedów.

#### Austro-Węgry i Galicja

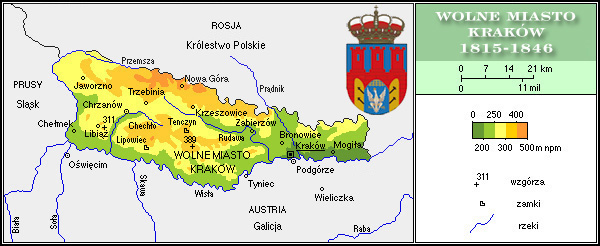
Mapa Wolnego Miasta Krakowa (1815–1846)

W XVIII w. Kraków był zdobywany przez wojska pruskie, szwedzkie, austriackie i rosyjskie. 24 marca 1794 na rynku krakowskim przysięgę Narodowi złożył naczelnik Tadeusz Kościuszko rozpoczynając tym samym powstanie.

15 czerwca 1794 r. do Krakowa wkroczyły wojska pruskie. Prusacy obsadzili Wawel i założyli tam składy wojskowe. Zrabowano klejnoty i insygnia koronacyjne ze skarbca koronnego, które przewieziono do Berlina, a następnie częściowo włączono do skarbca pruskiego oraz przetopione lub spieniężone na potrzeby wojenne. Prusacy opuścili Kraków w 1795 r.

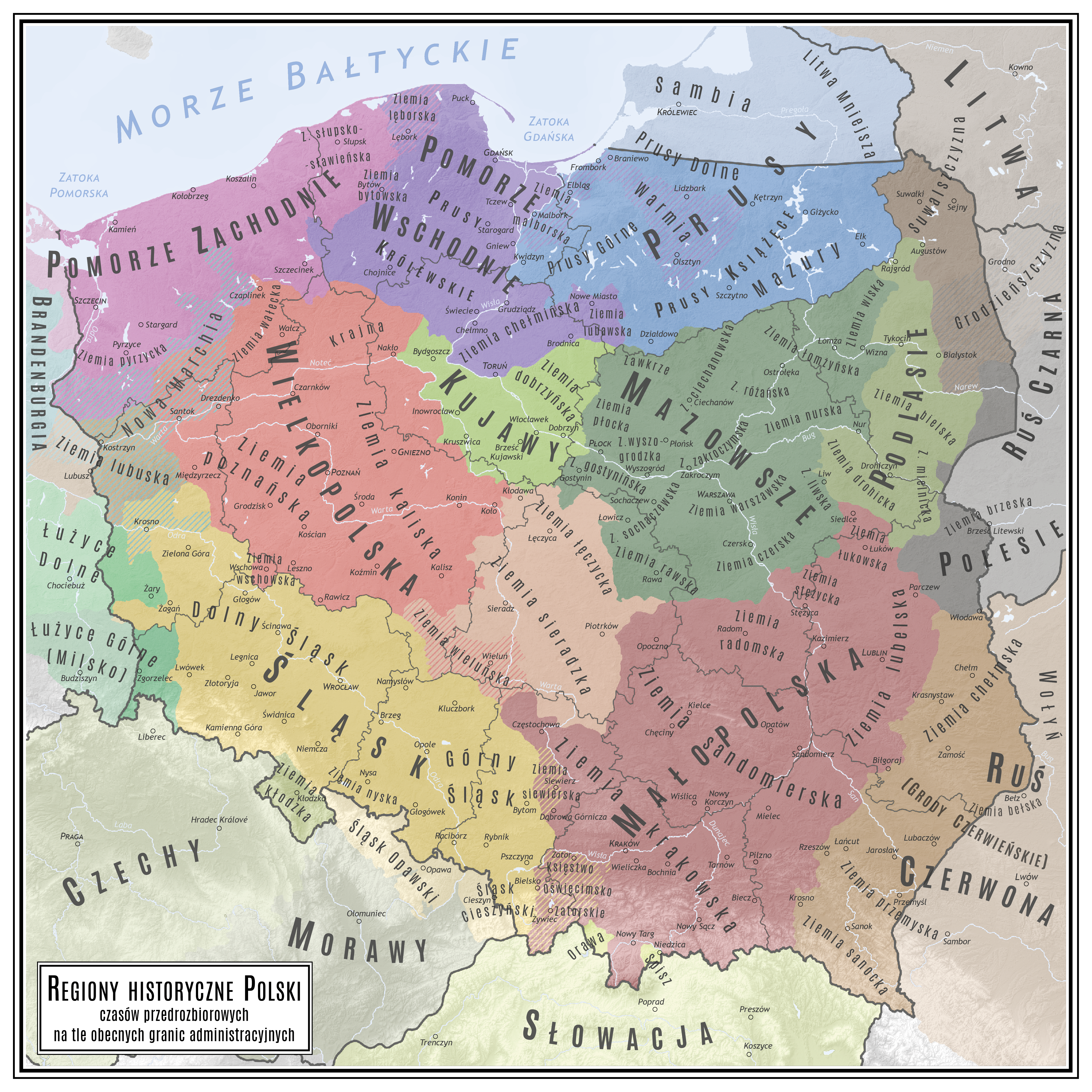
Kraków, ziemia krakowska, Małopolska i inne krainy historyczne Polski na tle współczesnych granic administracyjnych

Po III rozbiorze Polski Kraków zajęli Austriacy. Aleksander Rożniecki – dowódca kawalerii uczestnicząc w wojnie austriacko-polskiej, począwszy od Raszyna, z oddziałem – forpocztą, dotarł do Krakowa 14 lipca 1809 r. (dzień przed ks. Poniatowskim) i przełamał ostatni opór Austriaków przed zwycięskim wkroczeniem księcia.
14 października 1809 r., na mocy traktatu z Schönbrunn, Kraków i Podgórze zostały przyłączone do Księstwa Warszawskiego jako stolica departamentu. W 1813 r. został siedzibą rządu Księstwa Warszawskiego. W latach 1815–1846 stanowił stolicę niewielkiego powierzchniowo, formalnie niepodległego państwa – Rzeczypospolitej Krakowskiej. W tym okresie rozpoczęła się gruntowna modernizacja i przebudowa miasta, które wciąż tkwiło w średniowiecznym układzie urbanistycznym. Zburzono większość murów miejskich, zasypano fosę, na miejscu której powstał park – Planty. Po powstaniu krakowskim, zorganizowanym przeciwko dominacji austriackiej, ale i faktycznie przeciwko trzem zaborcom naraz (czyli tzw. „państw opiekuńczych” Rzeczypospolitej Krakowskiej), miasto zostało w 1846 r. zaanektowane przez Austrię, w której granicach pozostawało do 1918 r. Nazwę Rzeczpospolita Krakowska zastąpiono nową: Wielkie Księstwo Krakowskie. Odtąd cesarz austriacki używał tytułu Wielki Książę Krakowa.
W 1850 wielki pożar zniszczył ok. 10% powierzchni miasta.
Według austriackiego spisu ludności z 1900 r. w 2099 budynkach w Krakowie na obszarze 832 hektarów mieszkały 91 323 osoby, z czego 64 209 (70,3%) było katolikami, 25 670 (28,1%) wyznawcami judaizmu, 727 (0,8%) grekokatolikami, a 717 (0,8%) innej religii lub wyznania, 78 563 (86%) było polsko-, 6576 (7,2%) niemiecko-, 219 (0,2%) rusko-, a 1092 (1,2%) innojęzycznymi.

### XX wiek

#### Początek XX wieku i dwudziestolecie międzywojenne

Anglojęzyczny plakat zachęcający zagranicznych turystów do odwiedzenia Krakowa i okolic, 1931

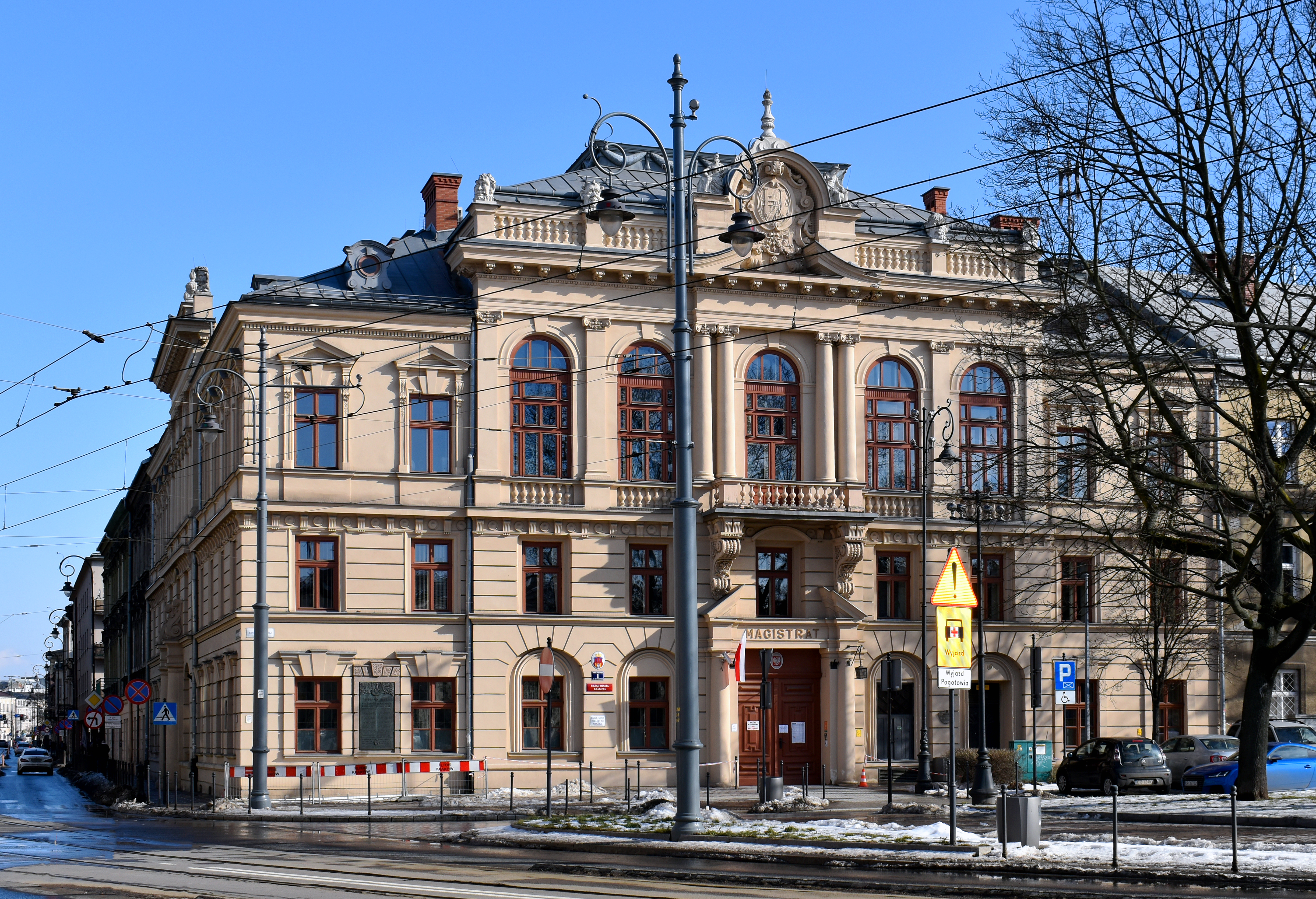
Nowy ratusz (Magistrat) d. miasta Podgórza, które do 1915 r. było samodzielnym miastem

W początku nowego stulecia zaszły w Krakowie poważne zmiany – również w infrastrukturze technicznej miasta. 14 lutego 1901 r. – za prezydentury Józefa Friedleina – otwarto miejskie wodociągi wówczas imienia Franciszka Józefa. Zbiornik na wodę zbudowano u podnóża kopca Kościuszki, 49 m nad poziomem Rynku. Woda spływała do miasta rurą o średnicy 70 cm i wypełniała sieć wodociągową o długości 66 kilometrów. Początkowo, w liczącym 80 tys. mieszkańców Krakowie, przypadał statystycznie w ciągu doby jeden litr wody wodociągowej na osobę.
12 lipca 1903 r. Kraków nawiedziła powódź – największa od 1813. Stan Wisły w mieście osiągnął 4 m 52 cm. Zagrożony zerwaniem był most Podgórski, woda zagroziła też gazowni miejskiej. Od Podgórza, przez tereny Zawiśla, Zwierzyniec, Błonia krakowskie, aż do Nowej Wsi i Łobzowa powstało ogromne rozlewisko z połączonych wód Wisły, Wilgi i Rudawy. W zalanych dzielnicach komunikacja odbywała się łodziami i tratwami. Pod wpływem tej klęski żywiołowej postanowiono przeprowadzić regulację Rudawy w połączeniu z wytyczeniem jej nowego koryta. Projekt został zrealizowany w latach 1903–1910. Nowe ujście Rudawy zostało umieszczone pod kątem prostym do Wisły, skutkiem czego odcięta została część zabudowań klasztoru Norbertanek. Zburzono też ostatni w Krakowie młyn. Znacznym zmianom uległo również bezpośrednie otoczenie klasztoru – powstał nasyp i grobla z nową drogą oraz wysoki most. Przemiany te spowodowały liczne protesty miłośników zabytków. Kolejnej dużej powodzi miasto doświadczyło w 1925 r. W latach 1910–1915 ogłoszono i częściowo wprowadzono plan regulacyjny Wielkiego Krakowa, w ramach którego włączono w granice administracyjne Krakowa znajdujące się w jego otoczeniu miasta, osady i wsie.
W 1915 r. włączono do Krakowa Podgórze, miasto założone w 1784 r. na przeciwległym brzegu Wisły.
6 sierpnia 1914 r. wyruszyła z Krakowa I Kompania Kadrowa z Józefem Piłsudskim na czele. Było to pierwsze polskie wojsko od czasów rozbiorów Polski a de facto kolejny zryw powstańczy w dziejach Rzeczypospolitej. I Kompania przekroczyła granicę Kongresówki z zamiarem wyzwolenia pozostałej części Rzeczypospolitej. Udział mieszkańców Krakowa w przygotowaniu tego zrywu był decydujący. Niedługo później w Krakowie formowano i z Krakowa na front walki z Rosjanami wyruszały formacje legionowe takie jak w 1914 r. 3 Pułk Piechoty Legionów.
W początku 1918 r. wzmogły się w Krakowie nastroje niepodległościowe, czego wyrazem była manifestacja 20 stycznia. Sytuację pogorszyło ogłoszenie 11 lutego postanowień traktatu brzeskiego. Demonstracje rozpoczęły się 12 lutego od zdemolowania konsulatu pruskiego, a 18 lutego odbyła się wielka manifestacja protestacyjna na Rynku Głównym. Strajk podjęli kolejarze, którzy zatrzymali w okolicach Chrzanowa pociąg z wojskiem skierowanym do miasta przez zaniepokojone władze austriackie. Na ogrodzeniu parceli na rogu Rynku Głównego i ul. św. Jana oraz na drzewach wzdłuż linii A–B pojawiły się plakaty z napisami godzącymi w zaborcę, które zdjęto dopiero pod groźbą użycia broni. 12 października, w odpowiedzi na manifest Rady Regencyjnej, krakowska Rada Miejska odbyła uroczyste posiedzenie, podczas którego w pełni poparła jego treść. 15 października delegaci polscy w wiedeńskim parlamencie złożyli deklarację, iż odtąd uważają się za obywateli wolnej i zjednoczonej Polski. Wydział Krajowy zwołał następnie w Krakowie posłów sejmowych i do Rady Państwa, którzy 28 października powzięli uchwałę głoszącą, że ziemie polskie w obrębie byłej monarchii austriackiej należą już do Państwa Polskiego, oraz że dla ziem tych tworzy się Komisję Likwidacyjną.
28 października 1918 powstała w Krakowie Polska Komisja Likwidacyjna z Wincentym Witosem na czele i przejęła pełnię władzy w mieście. Kraków, w wyniku masowej akcji rozbrajania żołnierzy austriackich stał się pierwszym (obok Tarnowa) wolnym od władzy zaborczej miastem Rzeczypospolitej. 31 października po południu pojawiły się w mieście afisze informujące krakowian o tym radosnym fakcie.

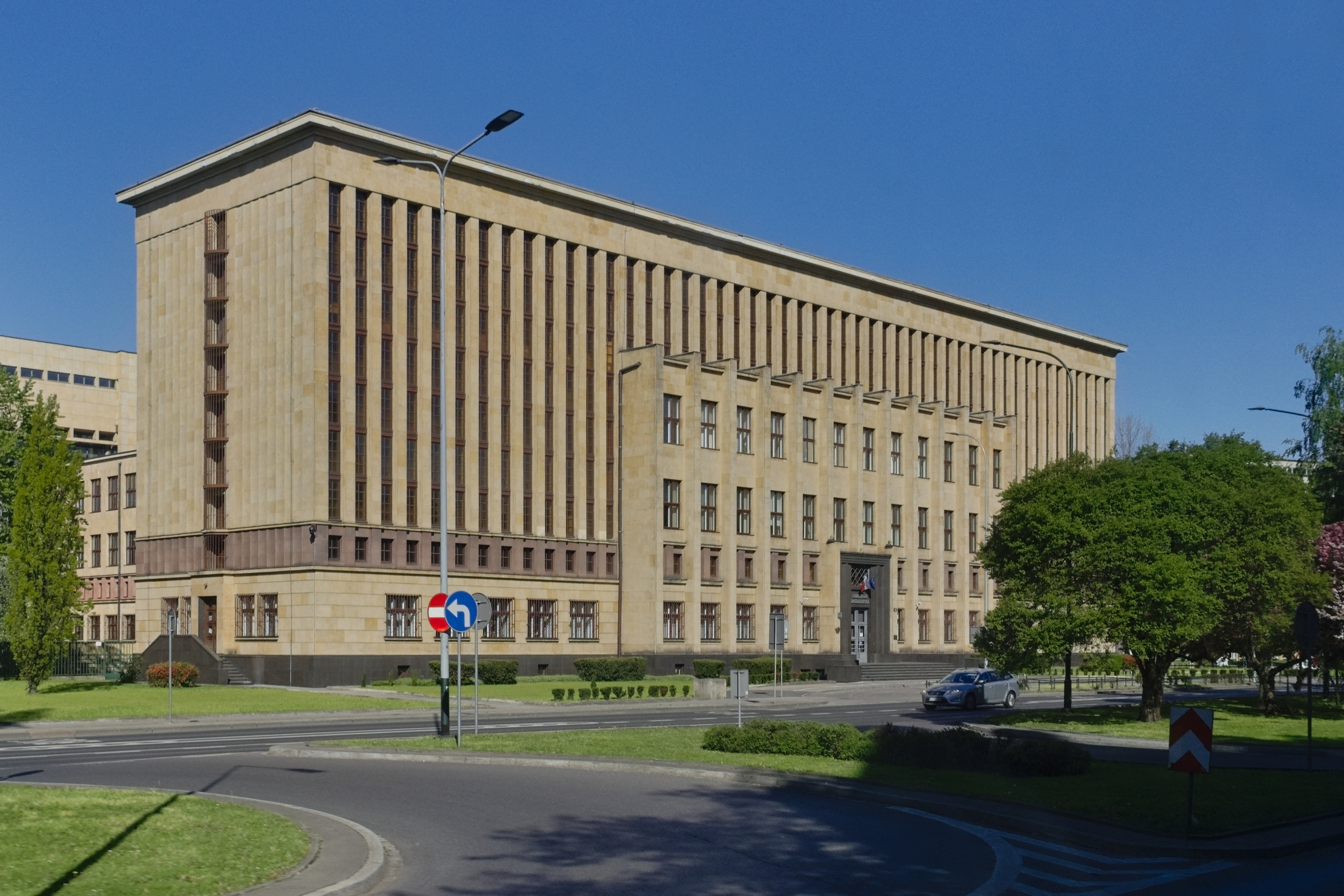
Najstarsza część przedwojennego gmachu Biblioteki Jagiellońskiej (1931-39), utworzonej w 1364 r.

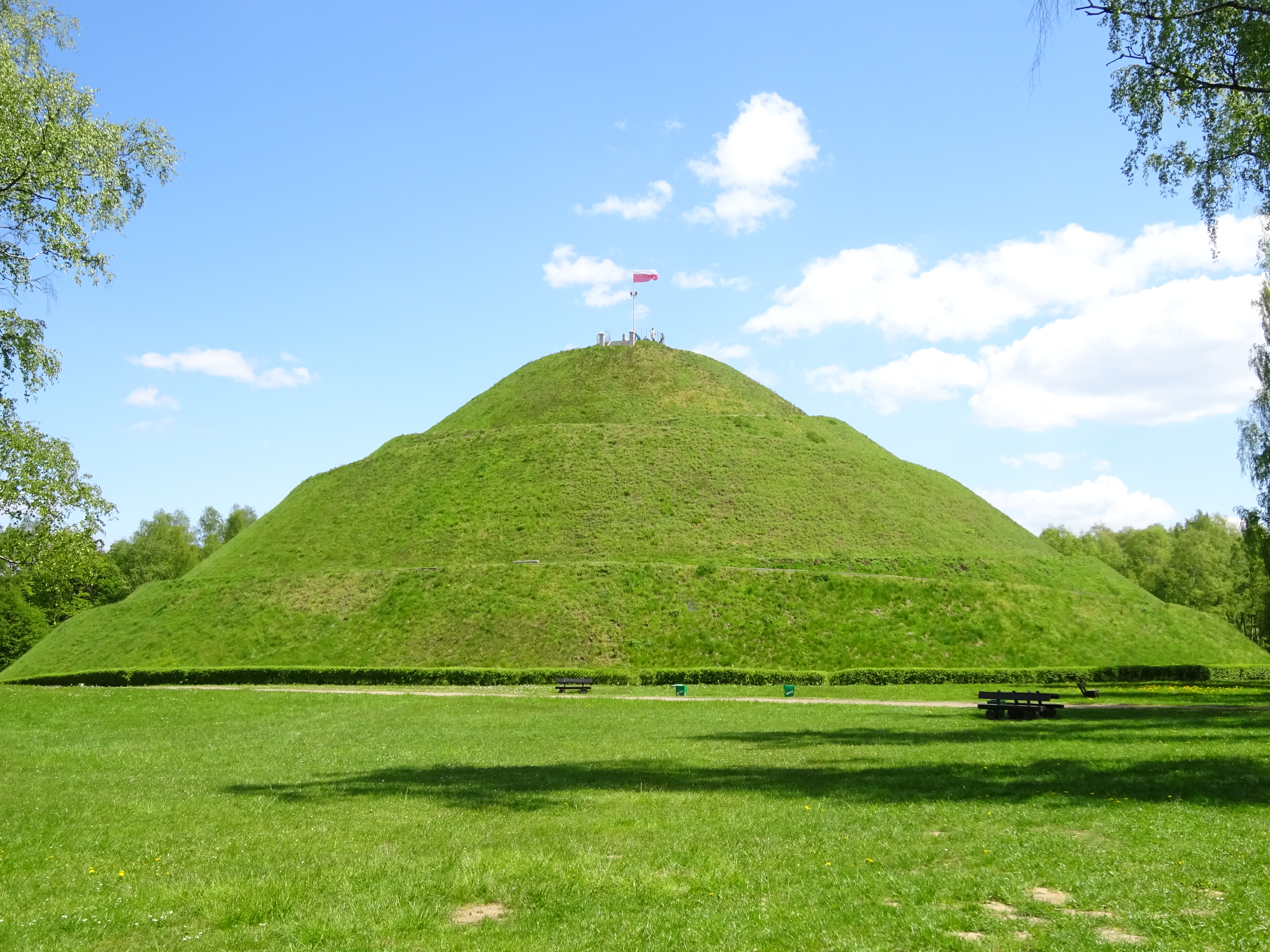
Kopiec Piłsudskiego – największy z pięciu istniejących do dziś krakowskich kopców, usypany w latach 1934–1937

W dwudziestoleciu międzywojennym, tuż po odzyskaniu niepodległości, polskie władze centralne uznały wawelski zamek za gmach reprezentacyjny Rzeczypospolitej, oddany do użytku Naczelnika Państwa, a następnie dla Prezydenta RP – uchwałą Sejmu Rzeczypospolitej Polskiej z 1921 r., zespół urbanistyczny na Wawelu stał się jedną z oficjalnych Rezydencji Prezydenta Polski. Do dzisiaj zachował się apartament Prezydenta RP Ignacego Mościckiego.
Jesienią 1923 r., w wyniku pogarszającej się sytuacji ekonomicznej i konfliktów społecznych, doszło w Krakowie do krwawych starć ulicznych. 5 listopada proklamowano strajk generalny. 6 listopada pod budynkiem Kasy Chorych (Dom Robotniczy) przy ul. Dunajewskiego o godz. 9 doszło do pierwszych starć z policją (rannych zostało 20 policjantów). Później uzbrojony tłum zaatakował kordon policyjny i wojskowy, spychając funkcjonariuszy ku ul. Szewskiej. Doszło do otoczenia i rozbrojenia kompanii wojska. Uzbrojeni w zdobytą broń demonstranci i bojówkarze ruszyli ul. Szczepańską na Rynek i obsadzili Planty. W godzinach przedpołudniowych doszło już do regularnych walk z użyciem broni palnej. Ostrzelany został szwadron ułanów wysłany w rejon ul. Dunajewskiego. Z okien domów i zza filarów Sukiennic ostrzelano inny szwadron, stojący na Rynku obok Odwachu. Wojskowa komenda miasta wysłała do walki trzy samochody pancerne. Jeden z nich, pozbawiony wsparcia piechoty, został zdobyty przez demonstrantów. Koło południa strzały zaczęły cichnąć. Cała zachodnia część miasta znalazła się pod kontrolą strajkujących. W budynku Kasy Chorych przetrzymywano jako jeńców rozbrojonych i rannych żołnierzy. W warunkach chaosu i braku informacji władze poleciły wojsku i policji zaprzestania ognia i wycofania się z ulic. Przystąpiono do negocjacji. Strajkujący unieruchomili gazownię i elektrownię, w wyniku czego już o godz. 17 miasto zaczęło pogrążać się w zupełnych ciemnościach. Walki w Krakowie, zwane powstaniem krakowskim spowodowały śmierć 14 oficerów i żołnierzy; rannych zostało 101 wojskowych i 38 policjantów. Po stronie demonstrantów padło również 14 zabitych. Zginęły też 4 przypadkowe osoby cywilne, a kilkadziesiąt zostało rannych. Ponadto zabito 61 koni, a 70 raniono.
W marcu 1936 r. podczas tłumienia strajku w Polskich Zakładach Gumowych „Semperit” i późniejszych demonstracji ulicznych zginęło 8 osób, a 46 osób, w tym 26 policjantów, zostało rannych.

#### Okupacja niemiecka

Dwujęzyczne obwieszczenie o karze śmierci za zamachy na niemieckie dzieło odbudowy. Kraków 1944.

Wojska niemieckie zajęły miasto 6 dni po rozpoczęciu II wojny światowej. O świcie i po południu 1 września 1939 w nalocie na krakowskie lotnisko Rakowice-Czyżyny uczestniczyło łącznie 150 samolotów Luftwaffe. Pierwszym polskim lotnikiem, który zginął w walce był pilot krakowskiego dywizjonu, kpt. pilot Mieczysław Medwecki. Lotnik, który wystartował wraz z nim ppor. pil. Władysław Gnyś zestrzelił w rejonie Olkusza dwa niemieckie samoloty, które wracały z ataku bombowego na Kraków. Były to pierwsze polskie zwycięstwa powietrzne podczas II wojny światowej. W pierwszym dniu wojny, piloci krakowskiego II Pułku Lotniczego zestrzelili w sumie pięć niemieckich samolotów.
W czasie okupacji niemieckiej (1939–1945) Kraków funkcjonował jako stolica Generalnego Gubernatorstwa. W marcu 1941 okupant niemiecki zamknął w getcie krakowskim około 60 tys. osób uznanych za Żydów według rasistowskich ustaw norymberskich (25% wszystkich mieszkańców Krakowa). Więźniowie getta zostali zamordowani w trakcie akcji likwidacyjnej (13–14 marca 1943) i w obozach koncentracyjnych w Płaszowie, Bełżcu i Auschwitz. Po tej akcji eksterminacyjnej po II wojnie światowej ocalało jedynie około tysiąca krakowskich Żydów.
Zagrabiono i wywieziono do Niemiec wiele dzieł sztuki, z których duża część nie powróciła do kraju. Kraków odniósł niewielkie straty podczas bombardowania miasta przez lotnictwo Armii Czerwonej.
W 1939 r. powstała w Krakowie pierwsza w Polsce organizacja konspiracyjna podczas II wojny światowej, Organizacja Orła Białego. Oprócz Krakowskiego Okręgu Armii Krajowej, działała m.in. organizacja harcerska „Szare Szeregi”, której naczelnictwo mieściło się w Krakowie po upadku powstania warszawskiego. Działalność prowadziły inne, liczne ugrupowania konspiracyjne. Istotną rolę w okupowanym mieście odgrywało też konspiracyjne życie kulturalne i oświatowe. Przy ul. Łobzowskiej 6, w sklepie księgarsko-papierniczym, prowadzonym przez Spółdzielnię Księgarską „Czytelnik”, mieścił się punkt spotkań literatów, gdzie zaopatrywano się w podziemną prasę i publikacje. Tam też udzielano materialnego wsparcia pisarzom i artystom krakowskim, wykorzystując dochody sklepu. Okręgowa komórka Tajnej Organizacji Nauczycielskiej miała siedzibę przy pl. Nowym, w lokalu Spółdzielni Księgarskiej „Szkolnica”. Zajmowano się tam dystrybucją podręczników do tajnego nauczania (punkt odbioru dla nauczycieli mieścił się przy pl. Nowym 7 i w sklepie drogeryjnym przy ul. Siennej 7), a także wydawaniem w postaci powielanych skryptów wyczerpanych już podręczników dla klas gimnazjalnych (gotowe skrypty przenoszono do sklepu przy ul. Szewskiej 13, gdzie był zorganizowany punkt rozdziału). Mieścił się tam też punkt kierowania kandydatów na tajne komplety uniwersyteckie. Było to także miejsce spotkań krakowskich literatów, takich jak np. Kazimierz Czachowski, Tadeusz Kudliński, Tadeusz Seweryn, Jan Wiktor, Wojciech Żukrowski; bywał tam też prof. Stanisław Pigoń. Na podstawie zachowanych materiałów Okręgowego Biura Szkolnego w Krakowie, sama tylko „Szkolnica” przekazała w okresie okupacji ok. 30 tys. egzemplarzy książek i podręczników dla tajnej oświaty. Ważną formą pomocy było też wysyłanie paczek żywnościowych do obozów jenieckich oraz opieka nad wysiedlonymi z Warszawy po upadku powstania nauczycielami. Jednym z głównych dostawców uratowanych przed zniszczeniem podręczników była księgarnia Stefana Kamińskiego przy ul. św. Jana 3. Wykupywał on z rąk niemieckich całe księgozbiory z likwidowanych księgarń i bibliotek. Było to kolejne miejsce konspiracyjnych spotkań ludzi podziemnej kultury i oświaty.

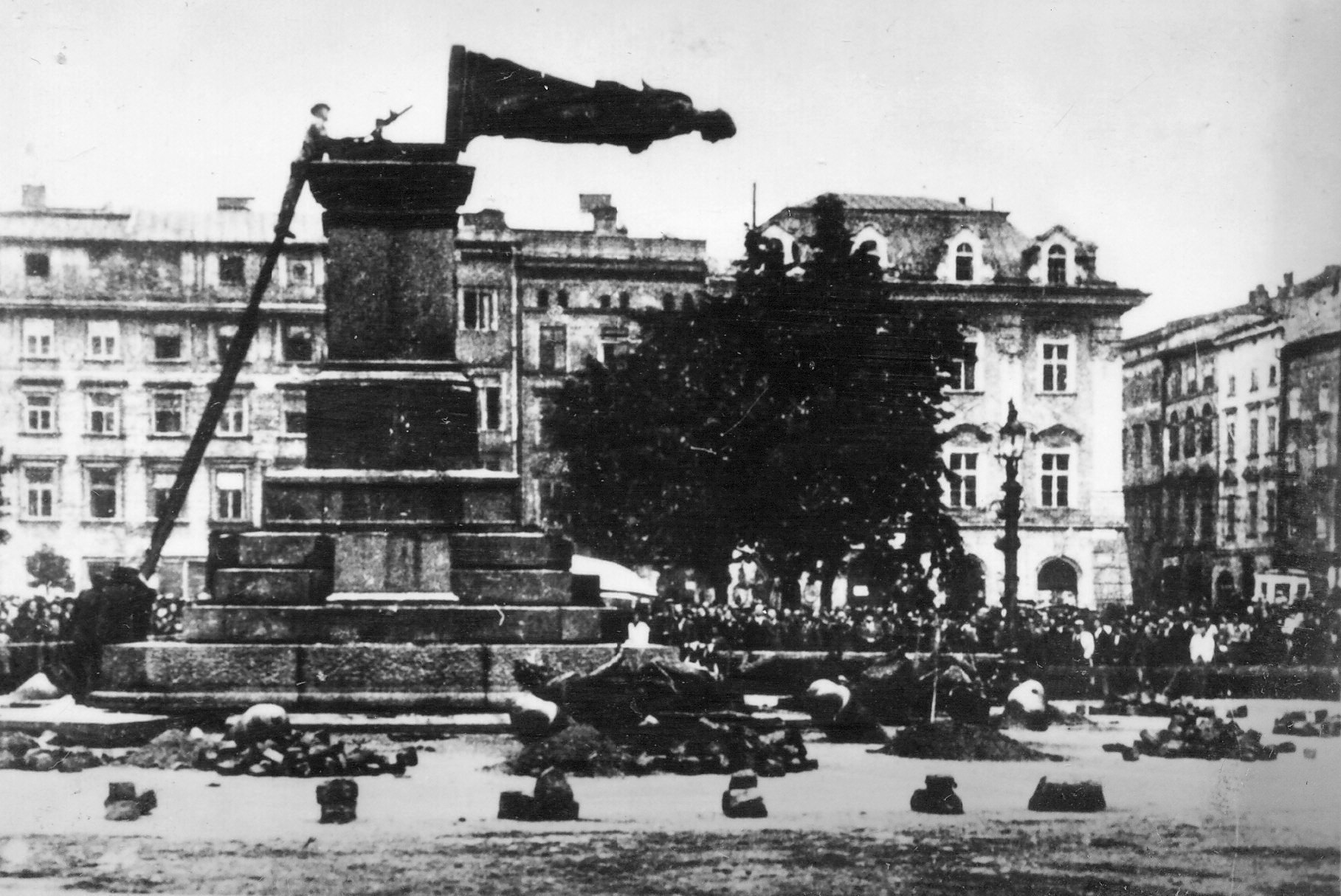
Obalanie pomnika Adama Mickiewicza przez Niemców 17 sierpnia 1940 r.

Kraków miał się stać miastem niemieckim nie tylko z nazwy i składu narodowościowego ludności, ale także z wyglądu zewnętrznego. W tym celu okupant planował zniszczenie polskiego dorobku kulturowego i wyeksponowanie własnej tradycji historycznej. Urbanistyczne „porządkowanie” miasta Niemcy zaczęli od wyburzeń w rejonie Wawelu – ówczesnej siedziby gubernatora dr Hansa Franka. W latach 1940–1941 rozebrano np. kamienicę czynszową zw. „Dębno” u zbiegu ul. Grodzkiej i ul. Podzamcze. Na Kazimierzu zburzono też kilka kamienic, aby odsłonić widok na kościół Bożego Ciała. Pewne zmiany wprowadzono i na samym Wawelu (np. nowy wjazd i brama). Szczególnym zainteresowaniem niemieckich budowniczych cieszyła się jednak zachodnia dzielnica miasta. Spektakularnym osiągnięciem urbanistyki germańskiej miała być reprezentacyjna dzielnica rządowa (Regierungsviertel). Planowano wzniesienie na Błoniach monumentalnego kompleksu gmachów rządowych, nad którym w dalszej perspektywie miały dominować pomniki chwały niemieckiego oręża. W 1941 r. Hans Frank polecił zniwelować kopce Kościuszki i Piłsudskiego, aby na ich miejscu mogły stanąć owe monumenty, ale do realizacji tego planu nie doszło. Okupanci nie zdążyli również rozbudować ratusza, ani też przebudować Rynku Głównego w duchu germańskim. Pozostały tylko plany i szkice. W mieście panowały nastroje powstańcze. Przeprowadzano akcje sabotażowe i likwidacyjne np. zamach na wyższych oficerów SS Koppego oraz Krügera, który jest pierwszym w Polsce okupowanej przez hitlerowską Rzeszę Niemiecką zamachem na niemieckiego dygnitarza i nieudany zamach na Hansa Franka. Do powstania w Krakowie przygotowywało się polskie Podziemie. Między innymi, polskie zgrupowania partyzanckie skoncentrowane wokół Krakowa. Dowództwo Armii Krajowej nie zdecydowało się jednak ostatecznie na ogłoszenie powstania w Krakowie zarówno z uwagi na niewielką liczbę uzbrojenia Polaków w samym mieście i niemożność znaczącego ich dozbrojenia przez tę część Krakowskiego Okręgu AK, który działał poza miastem, jak również w wyniku znacznego rozbicia struktur AK w Krakowie w czasie wielkiej łapanki (tzw. „czarna niedziela”), w obrębie której w ciągu jednego dnia aresztowano i wywieziono do obozu koncentracyjnego w Płaszowie 15 tys. krakowian.

#### Historia najnowsza

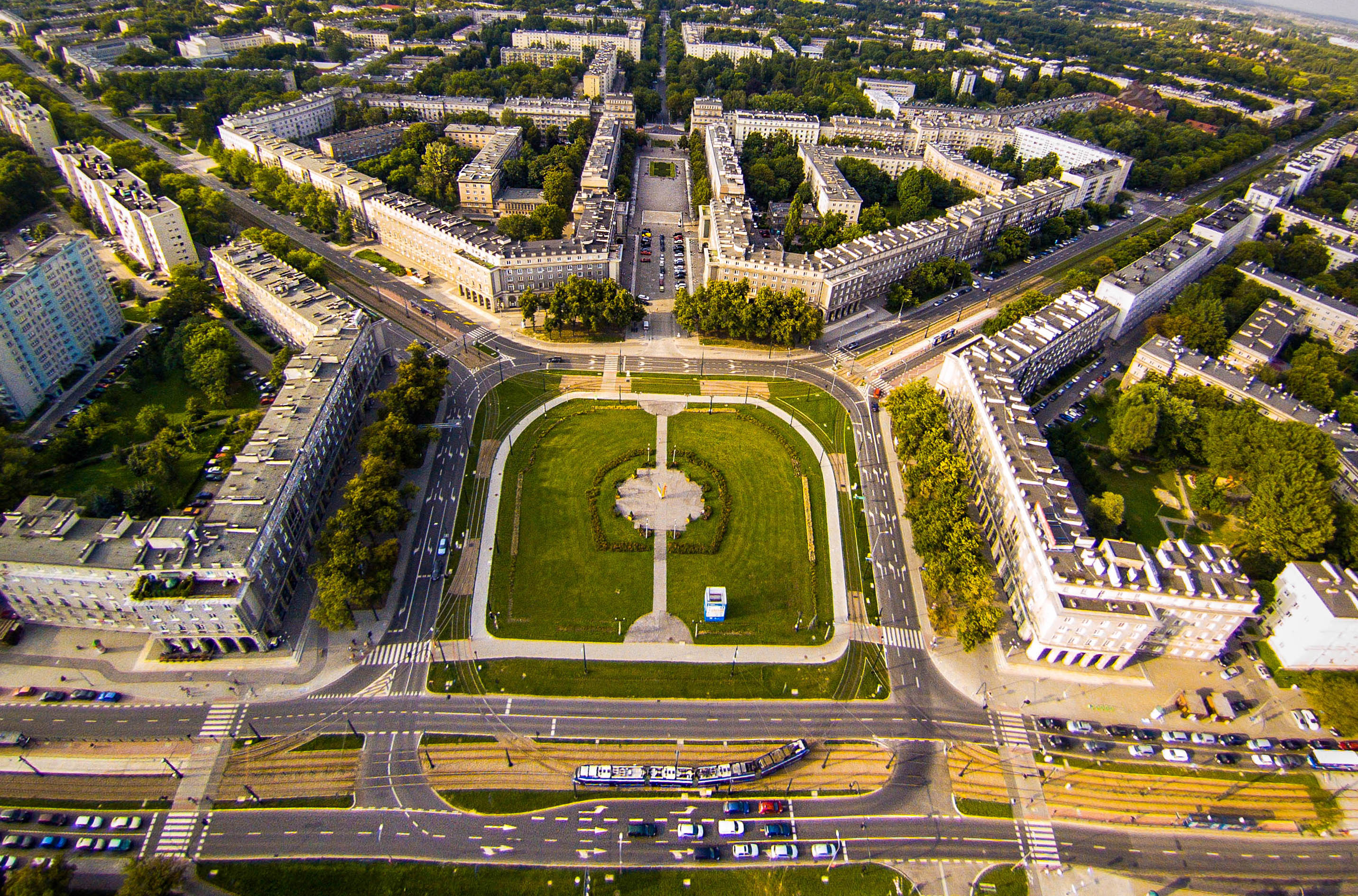
Plac Centralny w Nowej Hucie

18 stycznia 1945 wojska 1. Frontu Ukraińskiego pod dowództwem marszałka Iwana Koniewa zajęły miasto. Kraków jako jedno z niewielu miast polskich nie odniosło podczas wojny większych strat substancji materialnej, zaś w 1946 roku był trzecim najludniejszym miastem w Polsce po Łodzi i Warszawie.
W 1947 r. odbył się w Krakowie proces zbrodniarzy niemieckich z obozu KL Auschwitz prowadzony przed Najwyższym Trybunałem Narodowym.

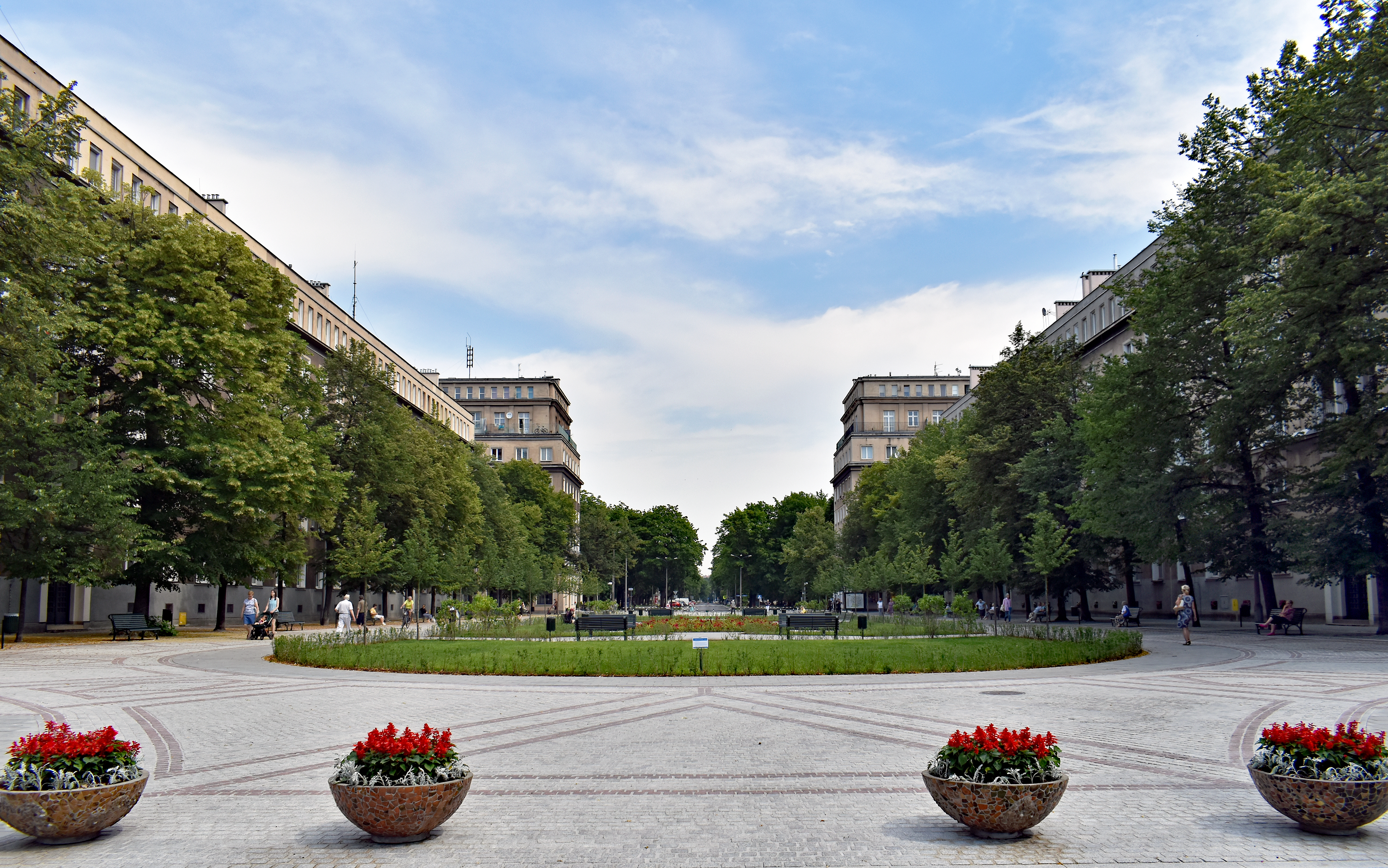
Aleja Róż – reprezentacyjna aleja Nowej Huty.

W okresie powojennym postępował silny rozwój terytorialny i ludnościowy miasta. W 1951 r. przyłączono do Krakowa Nową Hutę, która według pierwotnych planów miała stanowić oddzielne miasto. Od 1 stycznia 1957 do 31 maja 1975 r. miasto Kraków stanowiło oddzielne samodzielne województwo. W 1957 r. miasto zostało odznaczone Orderem Odrodzenia Polski, a w 1966 r. Orderem Budowniczych Polski Ludowej.

### Kalendarium współczesnych wydarzeń (XX–XXI wiek)
- Pierwszy szczyt Grupy Wyszehradzkiej na terenie Rzeczypospolitej Polskiej odbył się w 1991 r. w Krakowie, czyli tuż po jej powstaniu, a przyjęte wówczas podczas tego spotkania tezy, zapisano w postaci tzw. Deklaracji Krakowskiej. Następny szczyt Grupy Wyszehradzkiej w Polsce odbył się również w Krakowie w 1993 r.[99]
- W 2000 r. Kraków uzyskał tytuł Europejskiej Stolicy Kultury.
- Wizyta Prezydenta USA George’a W. Busha w Polsce 30–31 maja 2003 r. Na Wawelu prezydent Bush przemawiał na temat inicjatywy przeciwko rozprzestrzenianiu broni masowego rażenia (PSI) oraz na temat rozszerzenia polskiego zaangażowania w Iraku[100][101].
- Uchwałą z 3 sierpnia 2006 r. Senat RP zdecydował o ustanowieniu roku 2007 Rokiem Miasta Krakowa[102].
- 11 maja 2007 r. rozpoczął się Prezydencki Szczyt Energetyczny z udziałem Prezydenta RP Lecha Kaczyńskiego oraz Prezydentów państw Europy Środkowej i Wschodniej[103].
- W czerwcu 2007 r. Kraków obchodził 750. rocznicę lokacji miasta.
- W 2008 r. odbył się w Krakowie Światowy Kongres Górniczy[104]
- W 2009 r. odbył się w Krakowie szczyt ministrów obrony państw NATO[105], pierwsze tego rodzaju spotkanie na terenie Polski.
- 18 kwietnia 2010 r. w kościele Mariackim odbyła się uroczystość pogrzebowa zmarłego tragicznie prezydenta Polski Lecha Kaczyńskiego wraz z jego żoną Marią, których trumny następnie pochowano w jednej z krypt katedry na Wawelu.
- 17 stycznia 2011 r. w Zamku Królewskim na Wawelu, Prezydent Rzeczypospolitej Polskiej Bronisław Komorowski wręczył Ordery Orła Białego twórcom kultury, w tym noblistce Wisławie Szymborskiej[106].
- 2–4 października 2011 r. w Krakowie gościł europejski szczyt gospodarczy pn. Forum Rynku Wewnętrznego (Single Market Forum – SIMFO)[107][108].
- Podczas polskiej prezydencji w strukturach Unii Europejskiej Kraków został wyznaczony jako[109] jedno z miast goszczących w tym czasie spotkania międzypaństwowe w ramach UE.
- Od 7 grudnia 2011 r. obowiązuje uchwała Rady Miasta Krakowa[110] o utworzeniu Parku Kulturowego Stare Miasto[111], chroniąca Stare Miasto, wpisane na listę światowego dziedzictwa UNESCO.
- 7–9 października 2013 r. odbyło się w Krakowie spotkanie prezydentów Polski, Ukrainy oraz prezydentów państw należących do grupy Arraiolos[112].
- W lutym 2014 r. odbywał się w Krakowie Weimarski Szczyt Gospodarczy[113].
- 25 maja 2014 r. odbyło się w Krakowie referendum lokalne, w którym mieszkańcy odrzucili dużą większością głosów pomysł ubiegania się o organizację Zimowych Igrzysk Olimpijskich w 2022 r., opowiadając się jednocześnie za budową ścieżek rowerowych, metra oraz stworzeniem systemu monitoringu wizyjnego.
- 26–31 lipca 2016 r. odbyły się Światowe Dni Młodzieży.
- W lipcu 2017 r. odbyła się w Krakowie 41. Sesja Komitetu Światowego Dziedzictwa Kulturowego UNESCO[114]
- W 2018 r. Kraków (wraz z Katowicami) pełnił funkcję gospodarza Kongresu Sieci Miast Kreatywnych UNESCO[115].
- 26–27 kwietnia 2018 r. odbył się w Krakowie IV Europejski Kongres Samorządów[116]
- W czerwcu 2019 r. Kraków gościł uczestników 15 Kongresu Organizacji Miast Światowego Dziedzictwa (OWHC). I uzyskał miejsce w Radzie Dyrektorów oraz Prezydenturę w tej organizacji[117][118].
- We wrześniu 2020 r. odbyła się w Krakowie Konferencja Giełd Trójmorza[119][120].
- 6 lutego 2021 r. rozpoczął się pożar Archiwum Urzędu Miasta Kraków, pożar trwał 12 dni, spaleniu uległa większość zgromadzonych dokumentów[121][122][123].
- W kwietniu 2022 r. Agencja ONZ ds. Uchodźców (UNHCR), otworzyła w "Tauron Arenie Kraków" centrum wsparcia finansowego dla uchodźców z Ukrainy[124]. Zapowiedziano utworzenie w Krakowie przedstawicielstwa UNHCR[125].
- W 2023 roku odbyły się w Krakowie sportowe III Igrzyska Europejskie[126].

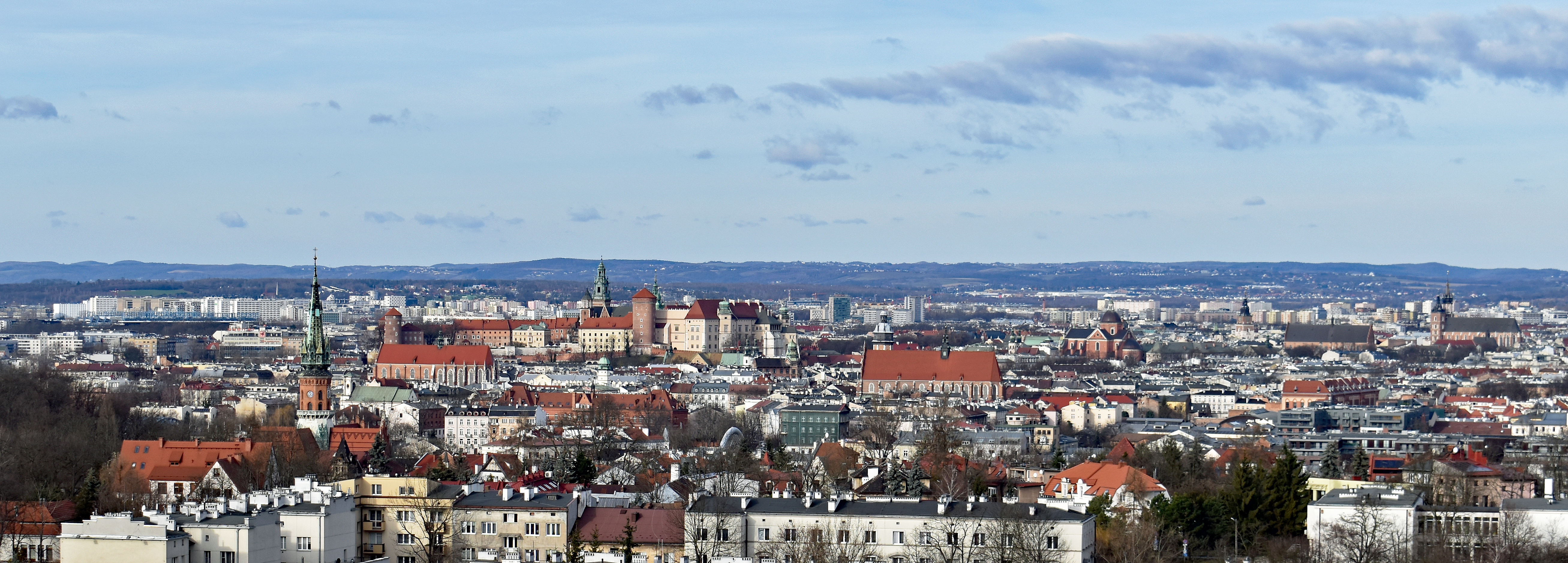
Centrum miasta z kopca Krakusa. Od lewej zabudowa centrum Podgórza z wieżą kościołem Świętego Józefa, następnie Kazimierz z kościołem augustianów oraz ratuszem kazimierskim, Wawel z katedrą i Zamkiem Królewskim, bliżej kościół Bożego Ciała na Kazimierzu. W głębi Stare Miasto z kościołami Świętego Andrzeja, Świętych Piotra i Pawła, wieżą ratuszową, kościołami dominikanów i Mariackim.

### Rozwój terytorialny Krakowa
† = obelus oznacza jednostkę administracyjną zniesioną po włączeniu obszaru danej miejscowości do Krakowa

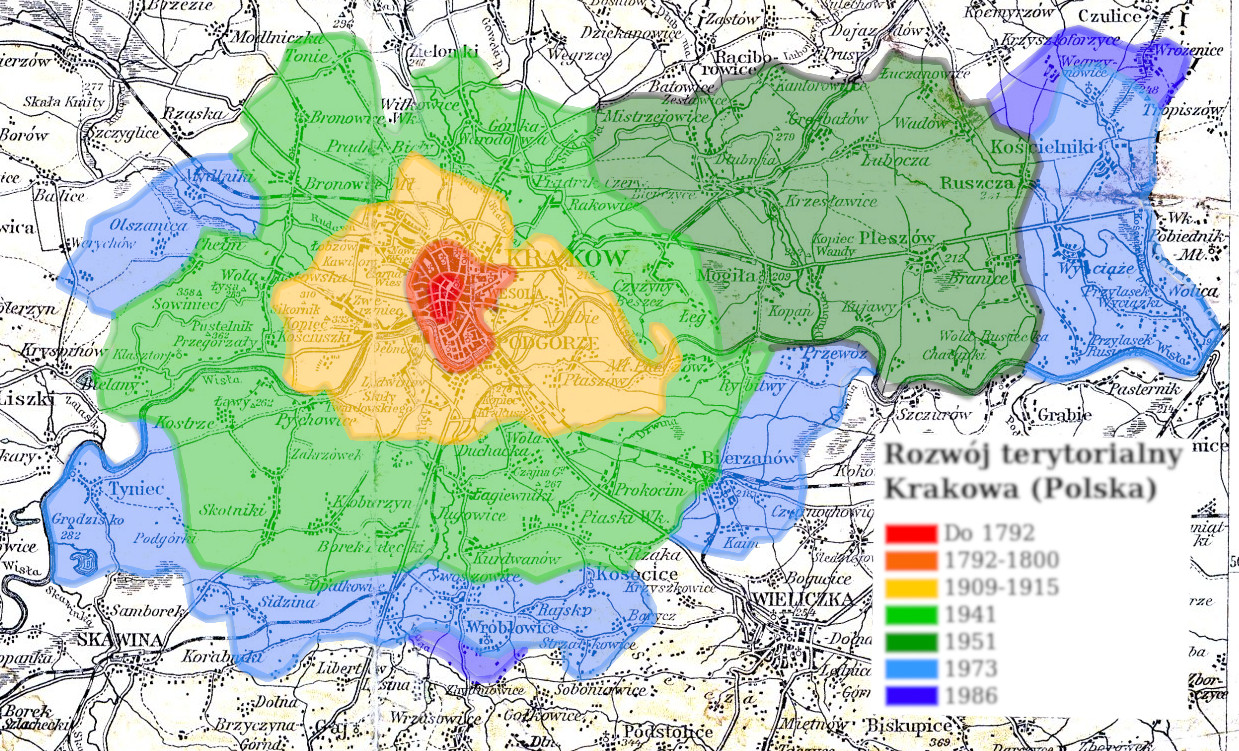
Rozwój terytorialny Krakowa

| Miejscowość            | Status adm. przed inkorporacją          | Obszar                                      | Data inkorporacji       | Źródło          |
| ---------------------- | --------------------------------------- | ------------------------------------------- | ----------------------- | --------------- |
| Stare Miasto           | –                                       | –                                           | 1257-06-05              | [ 128 ]         |
| Okół                   | osada podmiejska (1321−35 miasto) †     | cały                                        | 1450 (ok.)              | [ 128 ]         |
| Wawel                  | wzgórze zamkowe †                       | cały                                        | 1450 (ok.)              | [ 128 ]         |
| Kleparz                | miasto †                                | cały                                        | 1792                    | [ 128 ]         |
| Kazimierz              | miasto †                                | cały                                        | 1800                    | [ 128 ]         |
| Nowy Świat             | jurydyka †                              | cały                                        | 1800                    | [ 128 ]         |
| Piasek                 | jurydyka †                              | cały                                        | 1800                    | [ 128 ]         |
| Wesoła                 | jurydyka †                              | cały                                        | 1800                    | [ 128 ]         |
| Stradom                | wieś †                                  | cały                                        | 1800                    | [ 128 ]         |
| Czarna Wieś            | wieś †                                  | cały (wyłączona z Krakowa w 1858 roku)      | 1800                    | [ 128 ]         |
| Grzegórzki             | gmina                                   | niektóre parcele                            | 1904-01-01              | [ 130 ]         |
| Czarna Wieś            | gmina † (z Kawiorami)                   | cały (po raz drugi)                         | 1910-04-01              | [ 131 ] [ 132 ] |
| Dębniki                | gmina † i obszar dworski † (z Rybakami) | cały                                        | 1910-04-01              | [ 131 ] [ 132 ] |
| Grzegórzki-Piaski      | gmina †                                 | cały                                        | 1910-04-01              | [ 131 ] [ 132 ] |
| Kapelanka              | obszar dworski †                        | cały                                        | 1910-04-01              | [ 131 ] [ 132 ] |
| Krowodrza              | gmina †                                 | cały                                        | 1910-04-01              | [ 131 ] [ 132 ] |
| Łobzów                 | gmina †                                 | cały                                        | 1910-04-01              | [ 131 ] [ 132 ] |
| Nowa Wieś Narodowa     | gmina †                                 | cały                                        | 1910-04-01              | [ 131 ] [ 132 ] |
| Olsza                  | obszar dworski                          | część po wał fortyfikacyjny                 | 1910-04-01              | [ 131 ] [ 132 ] |
| Półwsie Zwierzynieckie | gmina † i obszar dworski †              | cały                                        | 1910-04-01              | [ 131 ] [ 132 ] |
| Prądnik Biały          | gmina                                   | część po prawym brzegu potoku Sudół         | 1910-04-01              | [ 131 ] [ 132 ] |
| Prądnik Czerwony       | gmina                                   | część po prawym brzegu rzeki Białuchy       | 1910-04-01              | [ 131 ] [ 132 ] |
| Zakrzówek              | gmina † i obszar dworski †              | cały                                        | 1910-04-01              | [ 131 ] [ 132 ] |
| Zwierzyniec            | gmina †                                 | cały                                        | 1910-04-01              | [ 131 ] [ 132 ] |
| Dąbie                  | gmina † (z Beszczem i Głębinowem)       | cały                                        | 1911-04-01              | [ 133 ] [ 134 ] |
| Ludwinów               | gmina † i obszar dworski †              | cały                                        | 1911-04-01              | [ 133 ] [ 134 ] |
| Płaszów                | gmina † i obszar dworski †              | cały                                        | 1912-02-01              | [ 135 ] [ 136 ] |
| Podgórze               | miasto †                                | cały                                        | 1915-07-01              | [ 137 ] [ 138 ] |
| Wola Duchacka          | gmina                                   | część (3 parcele gruntowe)                  | 1926-07-01              | [ 139 ]         |
| Wola Duchacka          | gmina                                   | część (1 parcela gruntowa)                  | 1930-12-18              | [ 140 ]         |
| Bieżanów               | gromada (gm. Bieżanów †)                | część zachodnia (bez Bieżanowa)             | 1941-06-01 / 1945-01-18 | [ 141 ] [ 142 ] |
| Rybitwy                | gromada † (gm. Bieżanów †)              | cały                                        | 1941-06-01 / 1945-01-18 | [ 141 ] [ 142 ] |
| Rżąka                  | gromada † (gm. Bieżanów †)              | cały                                        | 1941-06-01 / 1945-01-18 | [ 141 ] [ 142 ] |
| Borek Fałęcki          | gromada † (gm. Borek Fałęcki †)         | cały                                        | 1941-06-01 / 1945-01-18 | [ 141 ] [ 142 ] |
| Jugowice               | gromada † (gm. Borek Fałęcki †)         | cały                                        | 1941-06-01 / 1945-01-18 | [ 141 ] [ 142 ] |
| Kobierzyn              | gromada † (gm. Borek Fałęcki †)         | cały                                        | 1941-06-01 / 1945-01-18 | [ 141 ] [ 142 ] |
| Łagiewniki             | gromada † (gm. Borek Fałęcki †)         | cały                                        | 1941-06-01 / 1945-01-18 | [ 141 ] [ 142 ] |
| Pychowice              | gromada † (gm. Borek Fałęcki †)         | cały                                        | 1941-06-01 / 1945-01-18 | [ 141 ] [ 142 ] |
| Bronowice Małe         | gromada † (gm. Bronowice Małe †)        | cały                                        | 1941-06-01 / 1945-01-18 | [ 141 ] [ 142 ] |
| Bronowice Wielkie      | gromada † (gm. Bronowice Małe †)        | cały                                        | 1941-06-01 / 1945-01-18 | [ 141 ] [ 142 ] |
| Chełm                  | gromada † (gm. Bronowice Małe †)        | cały                                        | 1941-06-01 / 1945-01-18 | [ 141 ] [ 142 ] |
| Przegorzały            | gromada † (gm. Bronowice Małe †)        | cały                                        | 1941-06-01 / 1945-01-18 | [ 141 ] [ 142 ] |
| Wola Justowska         | gromada † (gm. Bronowice Małe †)        | cały                                        | 1941-06-01 / 1945-01-18 | [ 141 ] [ 142 ] |
| Bielany                | gromada † (gm. Liszki)                  | cały                                        | 1941-06-01 / 1945-01-18 | [ 141 ] [ 142 ] |
| Bieńczyce              | gromada (gm. Mogiła)                    | część zachodnia (bez Bieńczyc) pod lotnisko | 1941-06-01 / 1945-01-18 | [ 141 ] [ 142 ] |
| Czyżyny                | gromada † (gm. Mogiła)                  | cały                                        | 1941-06-01 / 1945-01-18 | [ 141 ] [ 142 ] |
| Łęg                    | gromada † (gm. Mogiła)                  | cały                                        | 1941-06-01 / 1945-01-18 | [ 141 ] [ 142 ] |
| Kurdwanów              | gromada † (gm. Piaski Wielkie †)        | cały                                        | 1941-06-01 / 1945-01-18 | [ 141 ] [ 142 ] |
| Piaski Wielkie         | gromada † (gm. Piaski Wielkie †)        | cały                                        | 1941-06-01 / 1945-01-18 | [ 141 ] [ 142 ] |
| Prokocim               | gmina (Prokocim) †                      | cały                                        | 1941-06-01 / 1945-01-18 | [ 141 ] [ 142 ] |
| Olsza                  | gromada † (gm. Prądnik Czerwony †)      | cały                                        | 1941-06-01 / 1945-01-18 | [ 141 ] [ 142 ] |
| Prądnik Czerwony       | gromada † (gm. Prądnik Czerwony †)      | cały                                        | 1941-06-01 / 1945-01-18 | [ 141 ] [ 142 ] |
| Rakowice               | gromada † (gm. Prądnik Czerwony †)      | cały                                        | 1941-06-01 / 1945-01-18 | [ 141 ] [ 142 ] |
| Bodzów                 | gromada † (gm. Tyniec †)                | cały                                        | 1941-06-01 / 1945-01-18 | [ 141 ] [ 142 ] |
| Kostrze                | gromada † (gm. Tyniec †)                | cały                                        | 1941-06-01 / 1945-01-18 | [ 141 ] [ 142 ] |
| Skotniki               | gromada † (gm. Tyniec †)                | cały                                        | 1941-06-01 / 1945-01-18 | [ 141 ] [ 142 ] |
| Wola Duchacka          | gmina (Wola Duchacka) †                 | cały                                        | 1941-06-01 / 1945-01-18 | [ 141 ] [ 142 ] |
| Górka Narodowa         | gromada † (gm. Zielonki †)              | cały                                        | 1941-06-01 / 1945-01-18 | [ 141 ] [ 142 ] |
| Prądnik Biały          | gromada † (gm. Zielonki †)              | cały                                        | 1941-06-01 / 1945-01-18 | [ 141 ] [ 142 ] |
| Tonie                  | gromada † (gm. Zielonki †)              | cały                                        | 1941-06-01 / 1945-01-18 | [ 141 ] [ 142 ] |
| Witkowice              | gromada † (gm. Zielonki †)              | cały                                        | 1941-06-01 / 1945-01-18 | [ 141 ] [ 142 ] |
| Bieńczyce              | gromada † (gm. Mogiła †)                | cały                                        | 1951-01-01              | [ 143 ]         |
| Grębałów               | gromada † (gm. Mogiła †)                | cały                                        | 1951-01-01              | [ 143 ]         |
| Kantorowice            | gromada † (gm. Mogiła †)                | cały                                        | 1951-01-01              | [ 143 ]         |
| Krzesławice            | gromada † (gm. Mogiła †)                | cały                                        | 1951-01-01              | [ 143 ]         |
| Lubocza                | gromada † (gm. Mogiła †)                | cały                                        | 1951-01-01              | [ 143 ]         |
| Mistrzejowice          | gromada † (gm. Mogiła †)                | cały                                        | 1951-01-01              | [ 143 ]         |
| Mogiła                 | gromada † (gm. Mogiła †)                | cały                                        | 1951-01-01              | [ 143 ]         |
| Pleszów                | gromada † (gm. Mogiła †)                | cały                                        | 1951-01-01              | [ 143 ]         |
| Zesławice              | gromada † (gm. Mogiła †)                | cały                                        | 1951-01-01              | [ 143 ]         |
| Branice                | gromada † (gm. Ruszcza)                 | cały (bez jednej parceli na pd. od Wisły)   | 1951-01-01              | [ 143 ]         |
| Ruszcza                | gromada † (gm. Ruszcza)                 | cały                                        | 1951-01-01              | [ 143 ]         |
| Wadów                  | gromada † (gm. Ruszcza)                 | cały                                        | 1951-01-01              | [ 143 ]         |
| Przewóz                | gromada (gm. Wieliczka)                 | część (starorzecze na północ od Wisły)      | 1951-01-01              | [ 143 ]         |
| Bieżanów               | sołectwo † (grom. Bieżanów †)           | cały                                        | 1973-01-01              | [ 144 ]         |
| Przewóz                | sołectwo † (grom. Bieżanów †)           | cały                                        | 1973-01-01              | [ 144 ]         |
| Łuczanowice            | sołectwo † (grom. Kocmyrzów †)          | cały                                        | 1973-01-01              | [ 144 ]         |
| Libertów               | sołectwo (grom. Mogilany †)             | część (65 ha)                               | 1973-01-01              | [ 144 ]         |
| Mydlniki               | sołectwo † (grom. Mydlniki †)           | cały                                        | 1973-01-01              | [ 144 ]         |
| Olszanica              | sołectwo † (grom. Mydlniki †)           | cały                                        | 1973-01-01              | [ 144 ]         |
| Batowice               | sołectwo (grom. Raciborowice †)         | część (50 ha)                               | 1973-01-01              | [ 144 ]         |
| Kosocice               | sołectwo † (grom. Rajsko †)             | cały                                        | 1973-01-01              | [ 144 ]         |
| Rajsko                 | sołectwo † (grom. Rajsko †)             | cały                                        | 1973-01-01              | [ 144 ]         |
| Soboniowice            | sołectwo † (grom. Rajsko †)             | cały                                        | 1973-01-01              | [ 144 ]         |
| Sidzina                | sołectwo † (grom. Skawina †)            | cały                                        | 1973-01-01              | [ 144 ]         |
| Tyniec                 | sołectwo † (grom. Skawina †)            | cały                                        | 1973-01-01              | [ 144 ]         |
| Lusina                 | sołectwo (grom. Swoszowice †)           | część (70 ha)                               | 1973-01-01              | [ 144 ]         |
| Opatkowice             | sołectwo † (grom. Swoszowice †)         | cały                                        | 1973-01-01              | [ 144 ]         |
| Swoszowice             | sołectwo † (grom. Swoszowice †)         | cały                                        | 1973-01-01              | [ 144 ]         |
| Wróblowice             | sołectwo † (grom. Swoszowice †)         | cały                                        | 1973-01-01              | [ 144 ]         |
| Zbydniowice            | sołectwo (grom. Swoszowice †)           | część (20 ha)                               | 1973-01-01              | [ 144 ]         |
| Kościelniki            | sołectwo † (grom. Wyciąże †)            | cały                                        | 1973-01-01              | [ 144 ]         |
| Przylasek Rusiecki     | sołectwo † (grom. Wyciąże †)            | cały                                        | 1973-01-01              | [ 144 ]         |
| Przylasek Wyciąski     | sołectwo † (grom. Wyciąże †)            | cały                                        | 1973-01-01              | [ 144 ]         |
| Wolica                 | sołectwo † (grom. Wyciąże †)            | cały                                        | 1973-01-01              | [ 144 ]         |
| Wyciąże                | sołectwo † (grom. Wyciąże †)            | cały                                        | 1973-01-01              | [ 144 ]         |
| Węgrzynowice           | sołectwo † (gm. Kocmyrzów-Luborzyca)    | cały                                        | 1986-01-01              | [ 145 ]         |
| Wróżenice              | sołectwo † (gm. Kocmyrzów-Luborzyca)    | cały                                        | 1986-01-01              | [ 145 ]         |
| Zbydniowice            | sołectwo † (gm. Świątniki Górne)        | zasadnicza część (42,55 ha)                 | 1986-01-01              | [ 145 ]         |
| Zastów                 | sołectwo (gm. Kocmyrzów-Luborzyca)      | część o.e. Zastów o pow. 4,63 ha            | 2013-01-01              | [ 146 ]         |

## Polityka i administracja

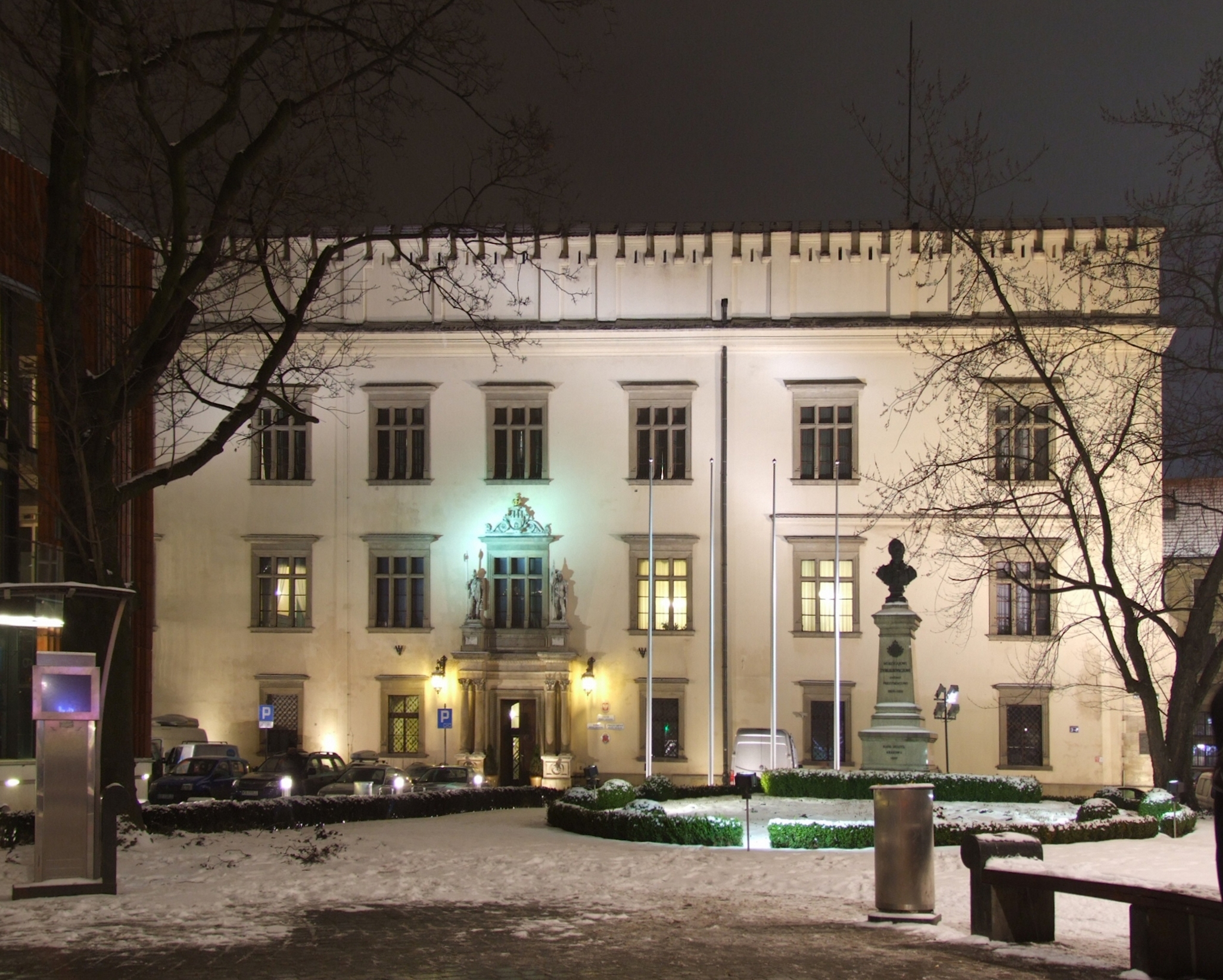
Magistrat Krakowski

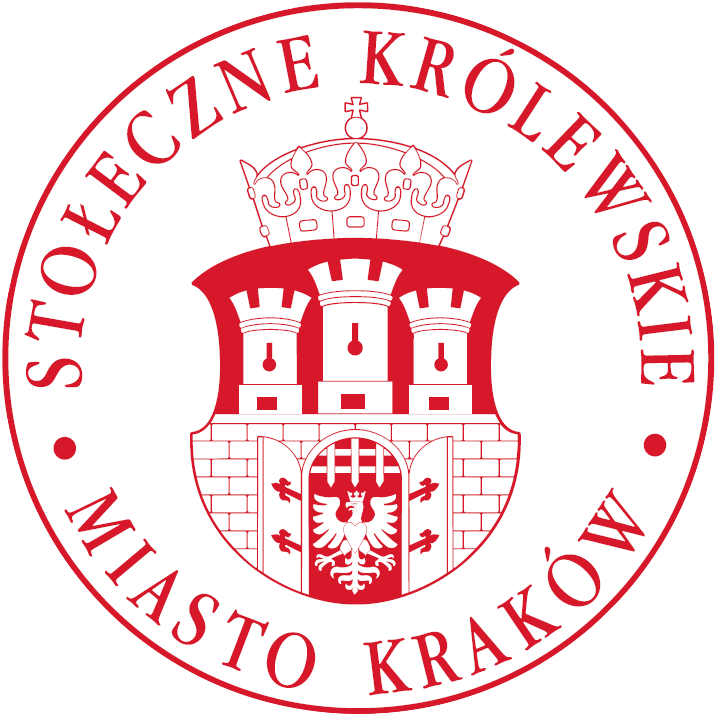
Pieczęć Stołecznego Królewskiego Miasta Krakowa

Samorządność miejskiego Krakowa sięga początków lokacji miasta w 1257, choć pierwsze oficjalne wzmianki o radzie miejskiej pochodzą z 1264. Zgodnie ze współczesnym ustrojem kraju Kraków jest miastem na prawach powiatu. Samorządowym organem władzy w Krakowie, sprawującym także funkcje kontrolne, złożonym z radnych pochodzących z wyboru, działającym na podstawie przepisów o samorządzie gminnym oraz o samorządzie powiatowym jest Rada Miasta Krakowa. Mieszkańcy wybierają do Rady Miasta 43 radnych na pięcioletnią kadencję. Pracami Rady kieruje wybierany spośród jej członków przewodniczący.
Prezydent Krakowa urzęduje w Pałacu Wielopolskich przy placu Wszystkich Świętych.
Urząd Miasta Krakowa, czyli krakowski magistrat, realizuje ustawowe powinności Gminy Miejskiej Kraków, czyli tak zwane zadania własne i zadania zlecone przez rząd. Magistrat podlega bezpośrednio pod Prezydenta Krakowa.

### Władze miasta od 2024
- prezydent: Aleksander Miszalski
- wiceprezydenci: Stanisław Mazur, Łukasz Sęk, Stanisław Kracik, Maria Klaman

Rada Miasta Krakowa
- przewodniczący: Jakub Kosek
- wiceprzewodniczący: Michał Drewnicki, Iwona Chamielec, Łukasz Maślona

### Konsulaty

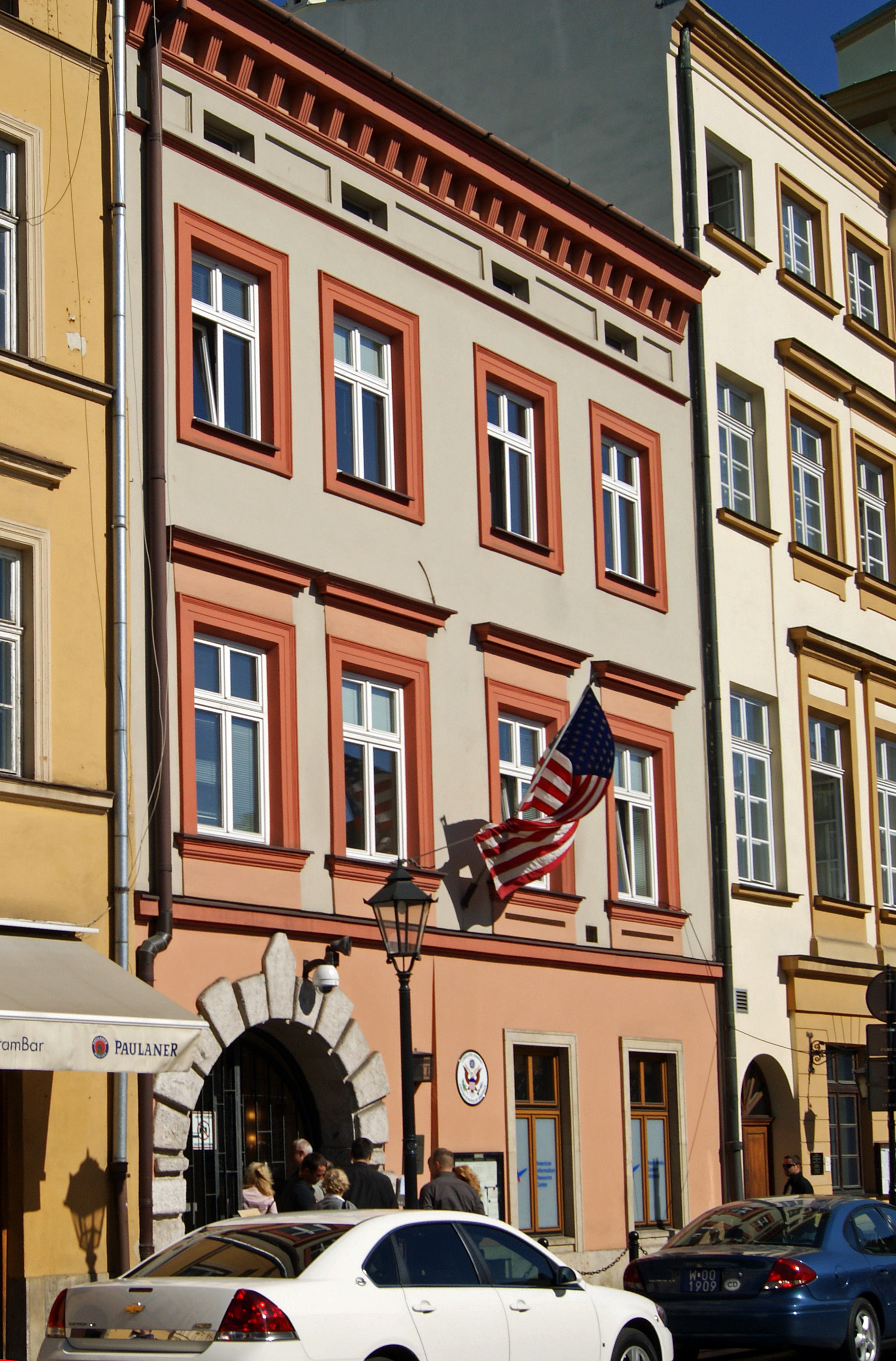
Konsulat Generalny Stanów Zjednoczonych Ameryki (ul. Stolarska 9)

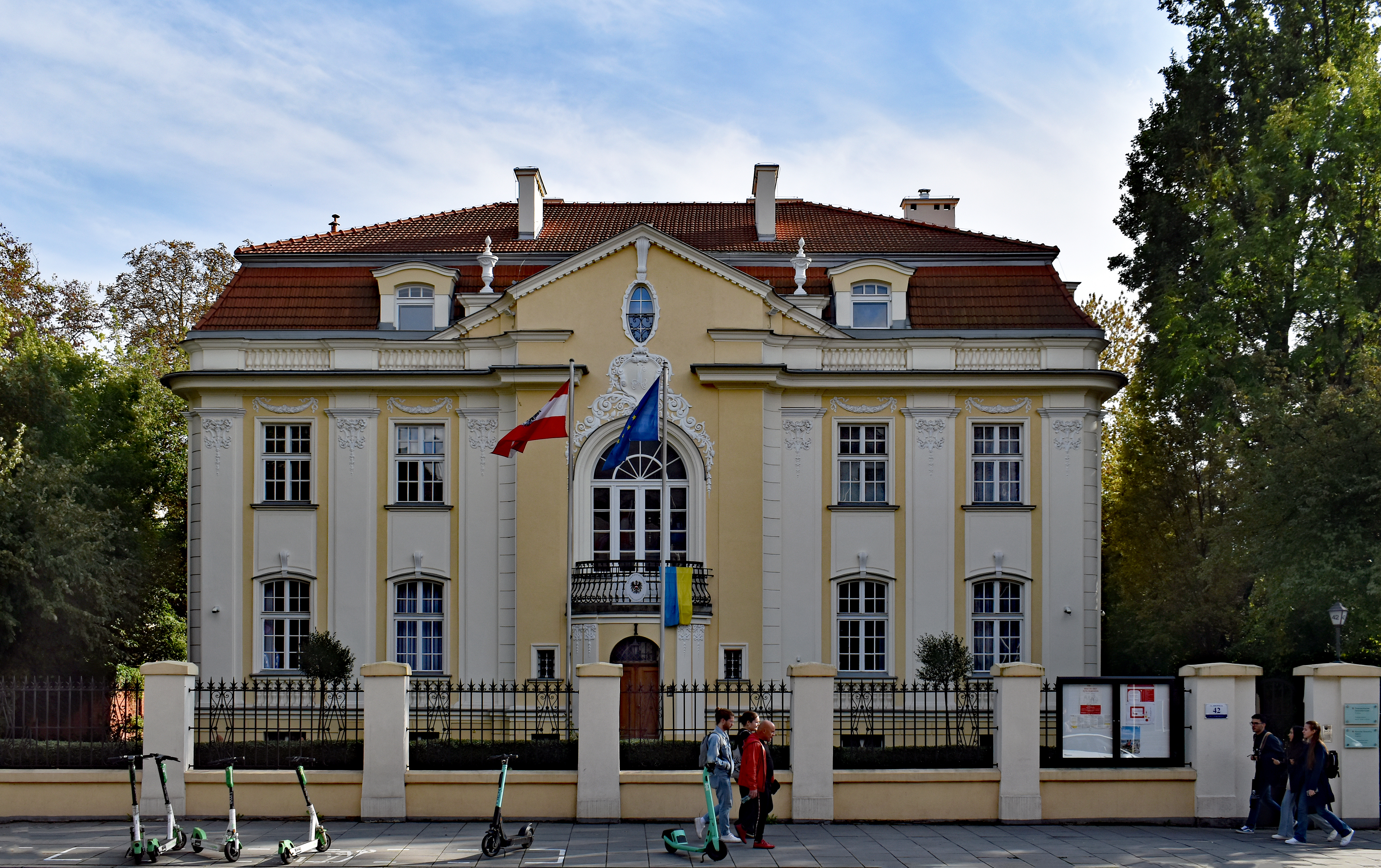
Konsulat Generalny Austrii (ul. Krupnicza 42)

W Krakowie funkcjonuje 9 konsulatów generalnych i ponad 20 honorowych (31 lipca 2019)
- Konsulaty generalne:
- Konsulat Generalny Republiki Austrii (ul. Krupnicza 42)[148]
- Konsulat Generalny Federacji Rosyjskiej (ul. Biskupia 7)
- Konsulat Generalny Republiki Francuskiej (ul. Stolarska 15)
- Konsulat Generalny Republiki Federalnej Niemiec (ul. Stolarska 7)
- Konsulat Generalny Republiki Słowackiej (ul. Św. Tomasza 34)
- Konsulat Generalny Stanów Zjednoczonych Ameryki (ul. Stolarska 9)
- Konsulat Generalny Węgier (ul. Lubicz 17H)
- Konsulat Generalny Ukrainy (ul. Beliny-Prażmowskiego 4)
- Konsulaty honorowe:

| - Konsulat Federacyjnej Republiki Brazylii (ul. Wrocławska 53) - Konsulat Królestwa Belgii (ul. Marii Grzegorzewskiej 33A) - Konsulat Republiki Bułgarii (ul. Kazimierza Czapińskiego 3) - Konsulat Republiki Chile (ul. Floriańska 3) - Konsulat Republiki Chorwacji (ul. Ks. Jerzego Popiełuszki 36) - Konsulat Królestwa Danii (ul. Św. Anny 5) - Konsulat Republiki Estońskiej (ul. Floriańska 15) - Konsulat Republiki Finlandii (ul. Św. Anny 5) - Konsulat Królestwa Hiszpanii (ul. Grodzka 40) - Konsulat Republiki Indii (ul. Batalionów Chłopskich 10) - Konsulat Indonezji (ul. Tenczyńska 3/9) - Konsulat Republiki Islandii (ul. Św. Anny 5) - Konsulat Generalny Japonii (ul. Grabowskiego 5) - Konsulat Republiki Kazachstanu (ul. H. Siemiradzkiego 5) - Konsulat Republiki Kolumbii (ul. Karmelicka 30) | - Konsulat Republiki Litewskiej (ul. Radzikowskiego 1) - Konsulat Wielkiego Księstwa Luksemburga (ul. Bogusławskiego 7) - Konsulat Republiki Łotewskiej (ul. Malborska 130) - Konsulat Republiki Malty (ul. Karmelicka 30) - Konsulat Meksykańskich Stanów Zjednoczonych (ul. Kordylewskiego 11) - Konsulat Mongolii (ul. Śliczna 30A) - Konsulat Czarnogóry (ul. Papiernicza 2) - Konsulat Królestwa Niderlandów (al. 3 Maja 9) - Konsulat Królestwa Norwegii (ul. Mosiężnicza 3) - Konsulat Islamskiej Republiki Pakistanu (ul. Żabiniec 1) - Konsulat Republiki Peru (ul. Straszewskiego 28) - Konsulat Rumunii (ul.Tadeusza Śliwiaka 48) - Konsulat Królestwa Szwecji (ul. Straszewskiego 17) - Konsulat Królestwa Tajlandii (ul. Fabryczna 1a) - Konsulat Generalny Republiki Turcji (Al. 29 Listopada 137) - Konsulat Republiki Włoskiej (ul. Rynek Główny 12) - Konsulat Wschodniej Republiki Urugwaju (ul. Balicka 255) |

### Podział administracyjny

Dzielnice Krakowa

W XIV w. w Krakowie były 22 ulice, w 1866 w mieście i na przedmieściach – 113, w 1880 – 135, w 1909 – 161, a w 1926 – 457 ulic.
Od 27 marca 1991 roku Kraków podzielony jest na 18 dzielnic samorządowych oznaczonych cyframi rzymskimi. W roku 2002 Rada Miasta Krakowa uchwaliła formalne przydzielenie krakowskim dzielnicom nazw, obok cyfr (np. Dzielnica I Stare Miasto). Nazwy te obowiązywały dotąd potocznie.

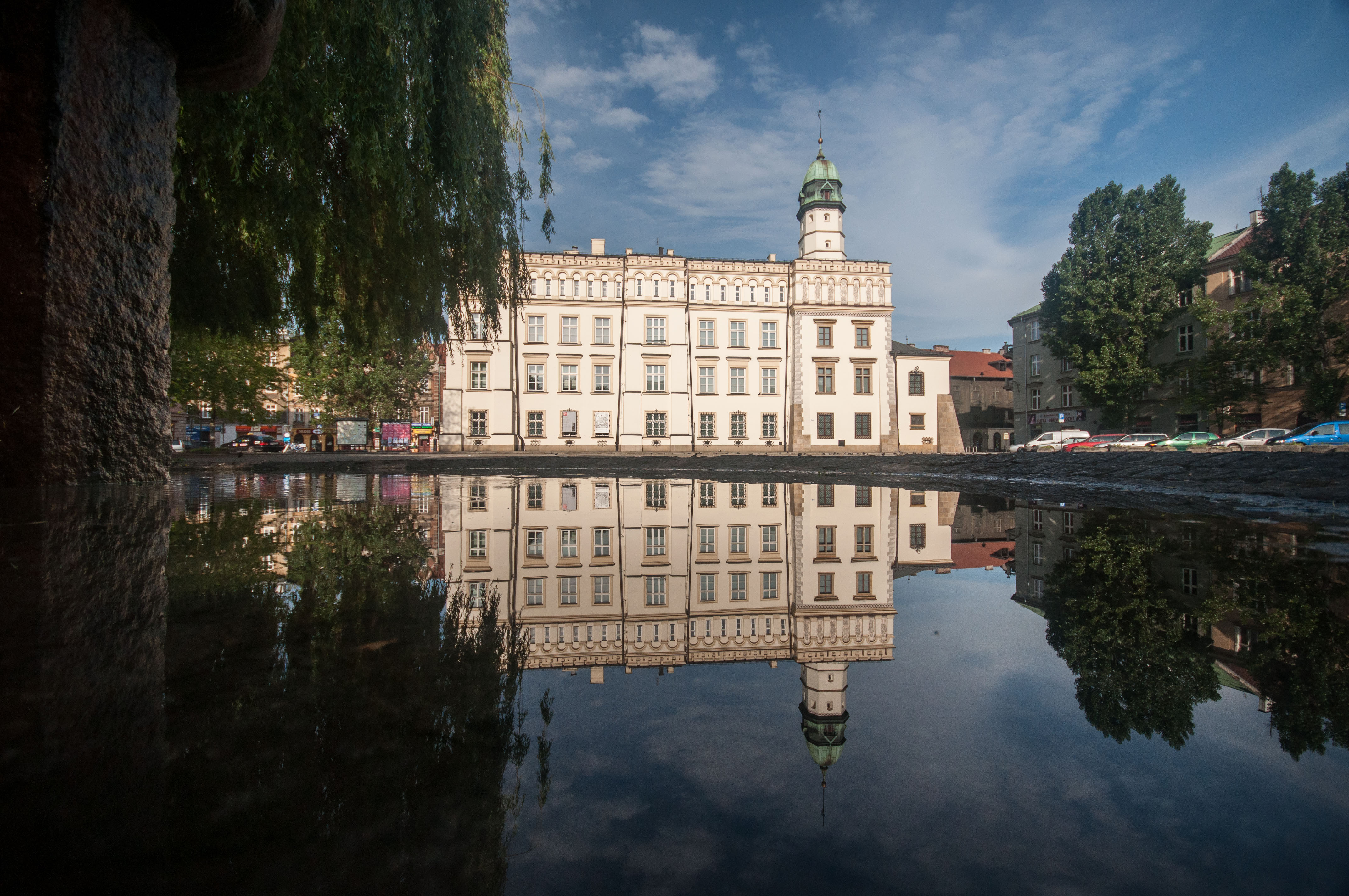
Ratusz d. miasta Kazimierza (1578, 1876)

Powszechnie używany jest historyczny podział miasta z lat 1975–1990 na 4 dzielnice: Śródmieście, Podgórze, Krowodrza, Nowa Huta.
W Krakowie nazwy dzielnic pochodzą w większości od nazw miast, wsi, jurydyk, folwarków, osad itp., tworzących kiedyś oddzielne jednostki osadnicze, a na przestrzeni wieków włączanych w granice administracyjne miasta.
W ujęciu lokalnym Kraków i sąsiadujące miejscowości tworzą aglomerację krakowską.
W ujęciu regionalnym mówi się o Krakowskim Obszarze Metropolitalnym (KOM), natomiast w ujęciu ponadregionalnym Kraków jest biegunem wzrostu oddziałującym na sąsiadujące województwa – śląskie, świętokrzyskie oraz podkarpackie.

### Współpraca
Miasto prowadzi współpracę międzynarodową z licznymi miejscowościami partnerskimi i bliźniaczymi, w tym:
Miasta bliźniacze:
| - Kijów – Ukraina - Leuven – Belgia | - Mediolan – Włochy - Norymberga – Niemcy | - Kurytyba – Brazylia (honorowe) - La Serena – Chile (honorowe) | - Quito – Ekwador (honorowe) |

Miasta partnerskie:
| - Bordeaux – Francja - Bratysława – Słowacja - Budapeszt – Węgry - Cusco – Peru - Edynburg – Wielka Brytania - Fez – Maroko | - Florencja – Włochy - Frankfurt nad Menem – Niemcy - Göteborg – Szwecja - Innsbruck – Austria - Rio de Janeiro – Brazylia - Liège – Belgia | - Lipsk – Niemcy - Lwów – Ukraina - Orlean – Francja - Pecz – Węgry - Rochester – USA - Rzym – Włochy | - San Francisco – USA - Sewilla – Hiszpania - Solura – Szwajcaria - Tbilisi – Gruzja - Wilno – Litwa - Zagrzeb – Chorwacja |

Współpraca miast bez umowy:
| - Dublin – Irlandia | - Nankin – Chiny - Strasburg – Francja | - Tartu – Estonia - Trondheim – Norwegia | - Wiedeń – Austria - Wielkie Tyrnowo – Bułgaria |

- 16 kwietnia 1997 r. Rada Stołecznego Królewskiego Miasta Krakowa podjęła Uchwałę o współpracy partnerskiej z czeczeńską stolicą Groznym. W związku z działaniami wojennymi, prowadzonymi na terenie Czeczenii, umowa ta nie została nigdy parafowana przez władze Groznego. Na terenie Krakowa znajdowały się niektóre instytucje tej nieuznawanej Republiki oraz Czeczeński Ośrodek Informacyjny (siedziba przy Rynku Głównym), traktowany przez zainteresowanych jako swoista Ambasada Czeczenii w Polsce.

2 marca 2022 roku, w związku z rosyjską agresją na Ukrainę, miasto zerwało dotychczasową współpracę z Petersburgiem i Moskwą.

## Gospodarka
We wrześniu 2019 r. wskaźnik bezrobocia rejestrowanego w Krakowie wynosił 2,1%.

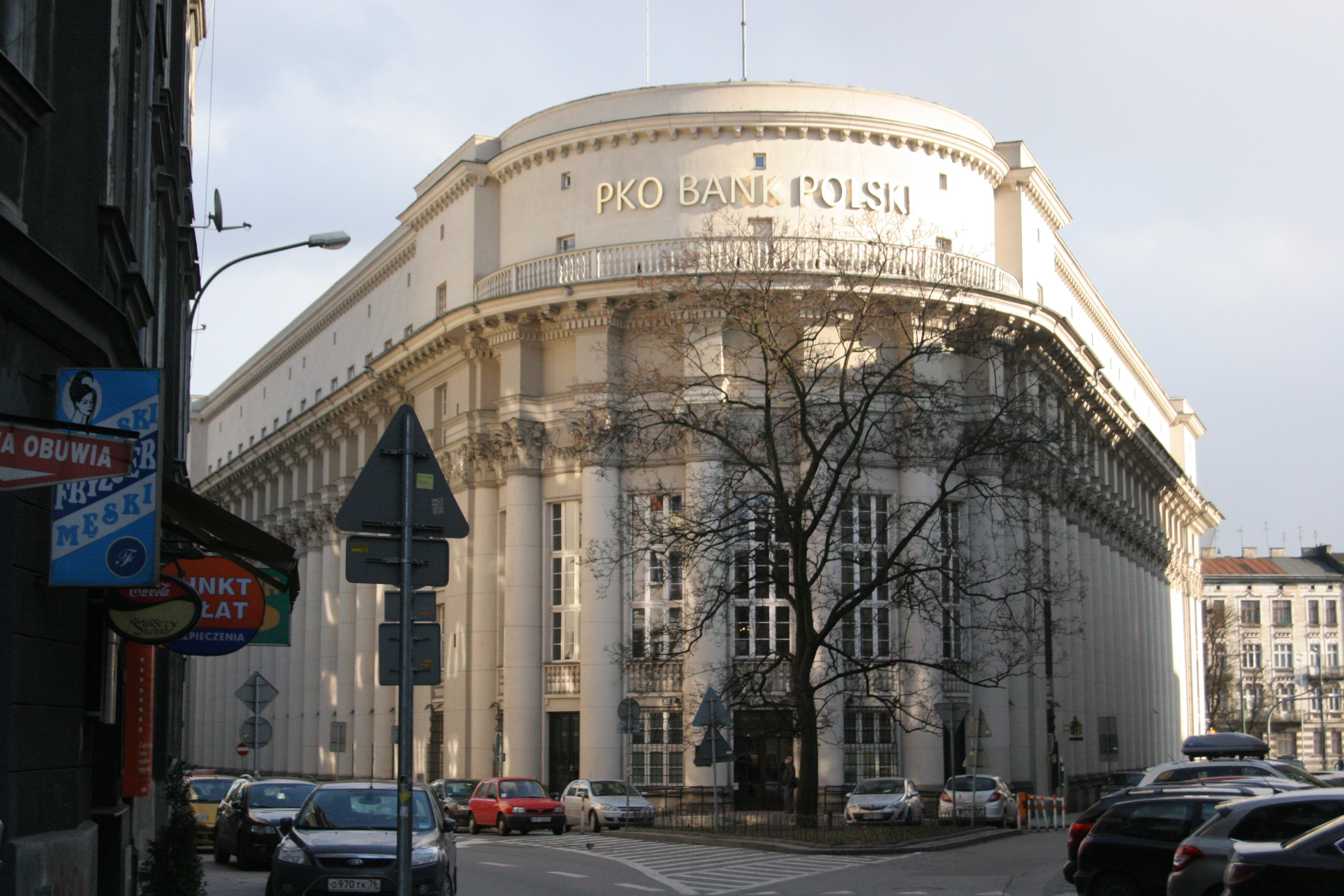
Gmach PKO w Krakowie (1922–1924), proj. arch. Adolf Szyszko-Bohusz i A. Tichy

Według raportu inwestycyjnego Konferencji ds. Handlu i Rozwoju ONZ (UNCTAD) z 2011 roku Kraków jest najlepszym miejscem na świecie do lokowania centrów usług dla biznesu.
W kwietniu 2012 r. Kraków znalazł się w gronie 120 najatrakcyjniejszych miast świata (tzw. lista hot spots dotycząca konkurencyjności biznesowej) w ujęciu jednostki badawczej Economist Intelligence Unit wykonującej badania na zlecenie banku Citi Handlowy. Brytyjski think tank Globalization and World Cities (GaWC), badający wzajemne stosunki pomiędzy miastami świata w kontekście globalizacji, uznał natomiast Kraków za miasto 11. kategorii („High Sufficiency”), plasując go w rankingu polskich miast za Warszawą (kategoria 3. – „Alpha”) oraz Wrocławiem (kategoria 9. – "Gamma"), Katowicami i Poznaniem (kategoria 10. – „Gamma-”).
Na przestrzeni swych dziejów Kraków zawsze był i współcześnie nadal jest lokalnym, regionalnym i ponadregionalnym biegunem wzrostu społeczno-gospodarczego.
W końcu grudnia 2009 r. liczba zarejestrowanych bezrobotnych w Krakowie obejmowała ok. 16 tys. mieszkańców, co stanowi stopę bezrobocia na poziomie 4,2% do aktywnych zawodowo.
Na „Liście 500 Największych Firm w Polsce”, publikowanej przez tygodnik „Polityka” w 2012 znajdowało się 21 przedsiębiorstw z siedzibą w Krakowie, w tym 3 z pierwszej dwudziestki: Tesco Polska, BP Polska i Grupa Philip Morris Polska (znajdujących się odpowiednio na 12, 13 i 17. miejscu). Stolica Małopolski może również pochwalić się dobrze rozwiniętą siecią usług bankowych. Siedem banków ulokowało w niej swoje centrale, a czterdzieści innych otworzyło w Krakowie oddziały.
Agencja ratingowa S&P Global Ratings potwierdziła w grudniu 2012 r. ocenę wiarygodności kredytowej Krakowa na poziomie A – z perspektywą stabilną. Jest to najwyższa możliwa w tej chwili do uzyskania ocena ratingowa Krakowa równa ocenie kraju. Analitycy zapowiadają, że podniesienie ratingu Polski mogłoby skutkować także podniesieniem noty dla Krakowa. Równie wysoką oceną spośród innych ocenionych przez agencję miast w Polsce uzyskały jedynie Katowice.
Kraków zaliczono do Top 10 Dużych Miast Europejskich – Przyjaznych dla biznesu, w rankingu 2018/19 raportu „Financial Timesa” European Cities & Regions of the Future.

### Usługi biznesowe

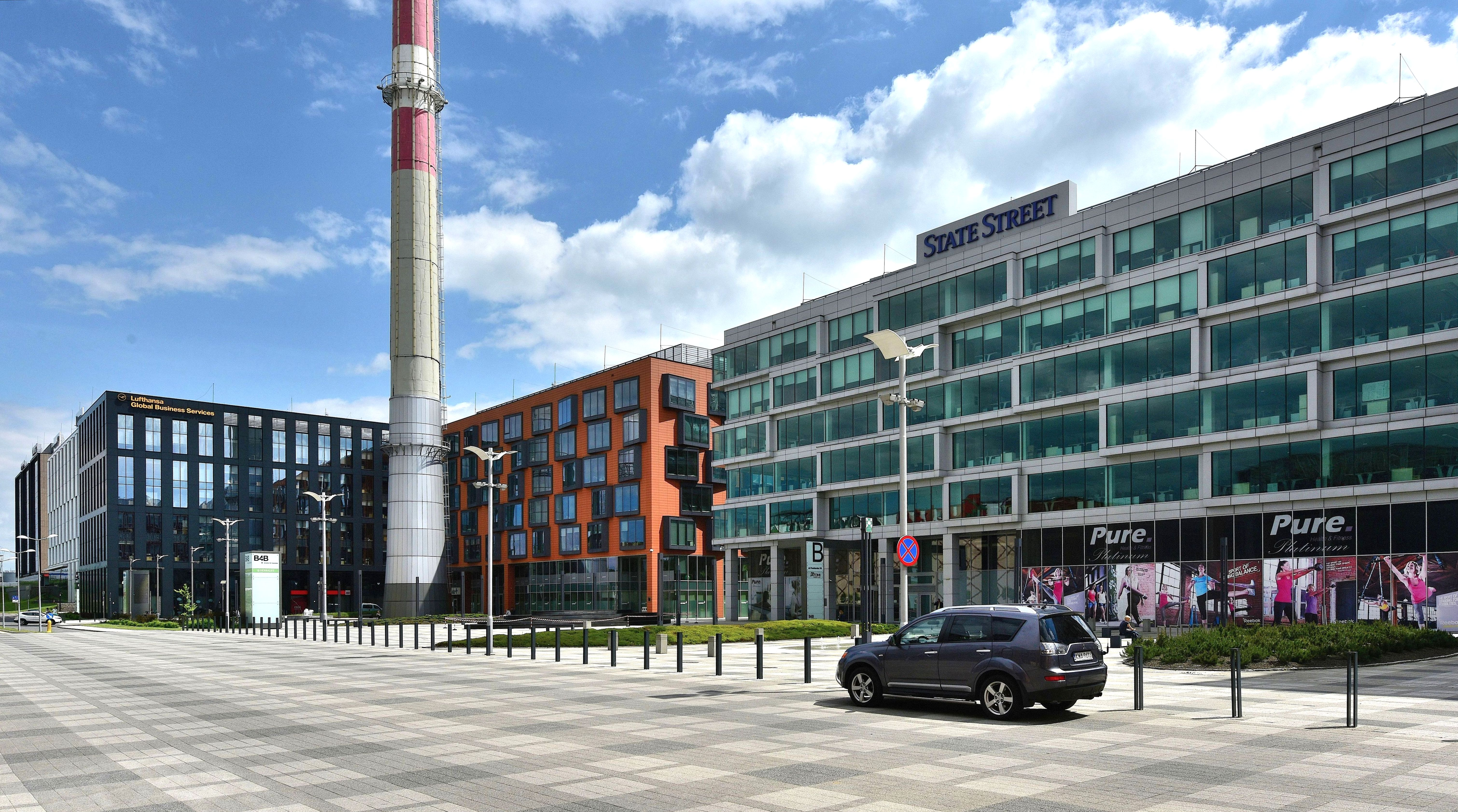
Siedziby firm State Street i Lufthansa Global Business Services – pierwszego centrum usług wspólnych w Krakowie – przy ul. Puszkarskiej

Kraków jest największym pod względem zatrudnienia skupiskiem firm z sektora usług biznesowych w Polsce. Według danych Związku Liderów Sektora Usług Biznesowych (ABSL) w I kwartale 2017 r. w Krakowie i na terenie centrum biurowego Kraków Business Park w Zabierzowie działało 157 firm z tego sektora, które zatrudniały ogółem ok. 55,8 tys. pracowników. Wśród nich znajdowały się centra usług wspólnych, podmioty świadczące usługi w zakresie outsourcingu procesów biznesowych (BPO), rozwiązań informatycznych oraz centra badawczo-rozwojowe. Większość z nich to oddziały firm międzynarodowych.
Branża usług biznesowych rozwija się w Krakowie od lat 90. XX wieku. W 1993 r. powstała polska spółka informatyczna Comarch, w 1996 r. firma PriceWaterhouse zaczęła świadczyć usługi BPO dla koncernu BP, a w 1998 r. na terenie krakowskiej specjalnej strefy ekonomicznej rozpoczęło działalność centrum badawczo-rozwojowe firmy Motorola. W 2003 r. w mieście powstało pierwsze centrum usług wspólnych, Airline Accounting Center (od 2013 pod nazwą Lufthansa Global Business Services).
W latach 2010–2016 średni roczny wzrost zatrudnienia w sektorze usług biznesowych w Krakowie wynosił ok. 20%. Wiele firm rozpoczynało działalność w mieście od prostych procesów takich jak księgowość, wsparcie IT czy telefoniczna obsługa klienta. Obecnie aglomeracja krakowska uznawana jest za rynek dojrzały, tj. stopień zaawansowania świadczonych usług jest w wielu firmach taki sam, jak w Stanach Zjednoczonych i Europie Zachodniej.
W 2009 r. w raporcie „Top 50 Emerging Global Outsourcing Cities” firmy doradczej Tholons Kraków znalazł się na 4. miejscu na świecie i pierwszym w Europie jako najbardziej atrakcyjna nowa lokalizacja dla prowadzenia działalności outsourcingowej. W 2014 r. został uznany przez tę samą firmę za 9. najlepsze miejsce dla świadczenia tego rodzaju usług na świecie i 1. w Europie.

## Transport

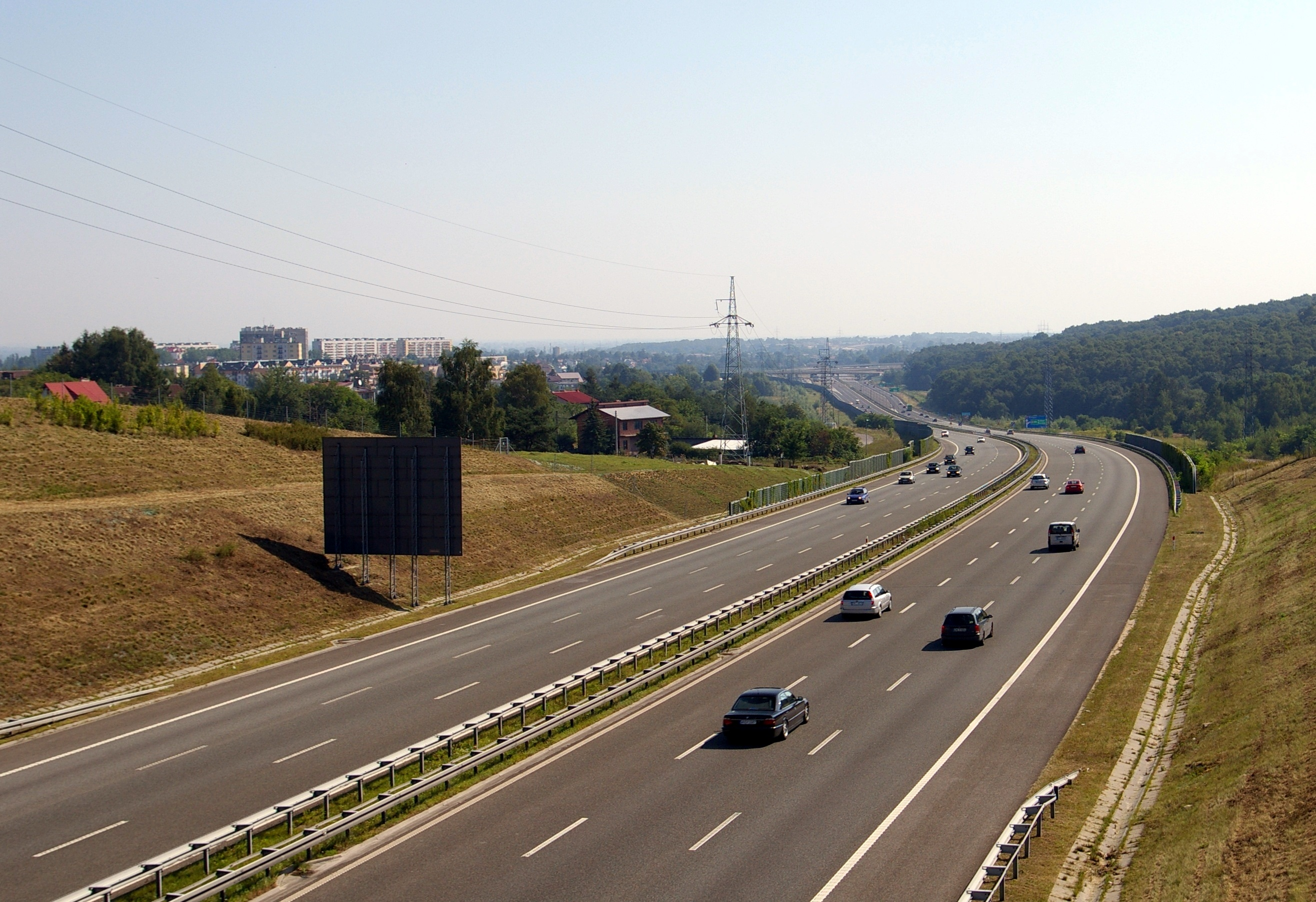
Autostrada A4 w Krakowie

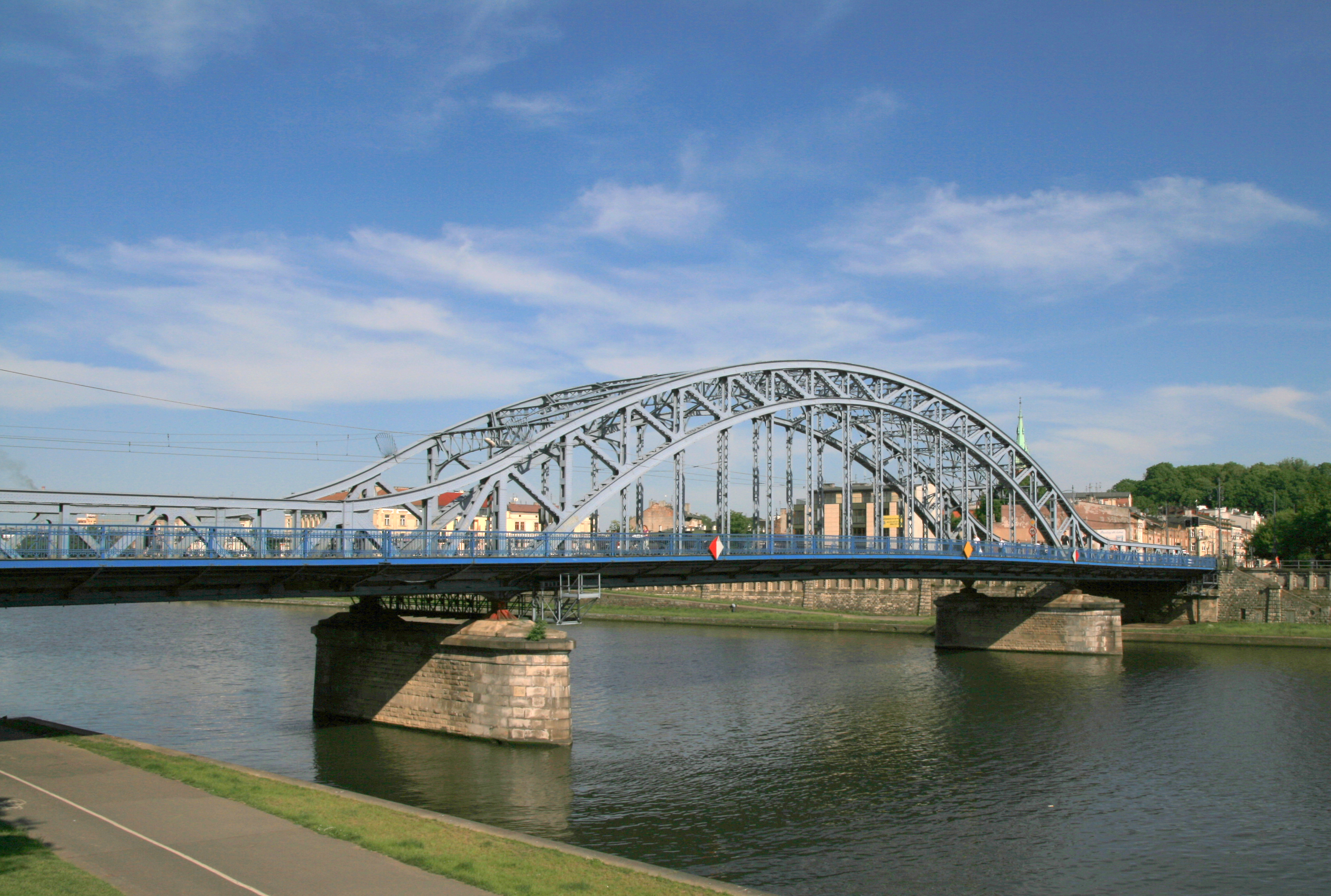
Most Piłsudskiego

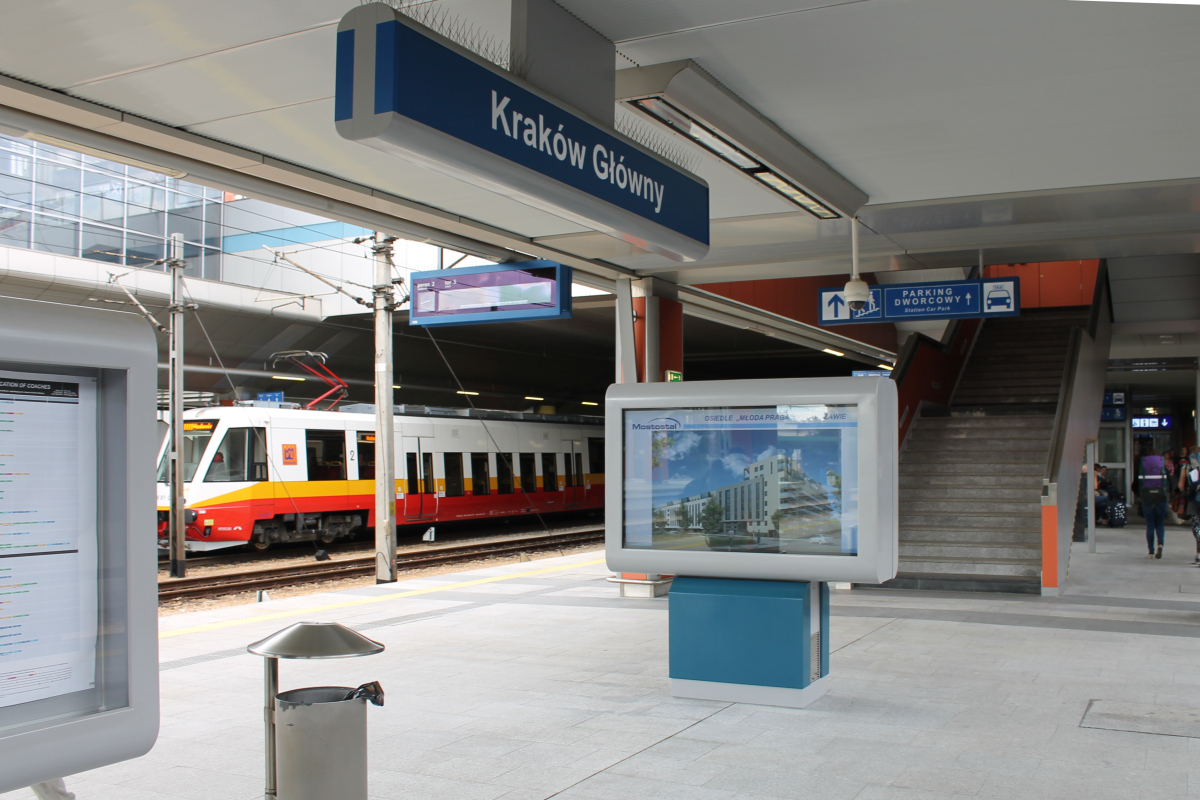
Dworzec PKP Kraków Główny, widok z peronu 2

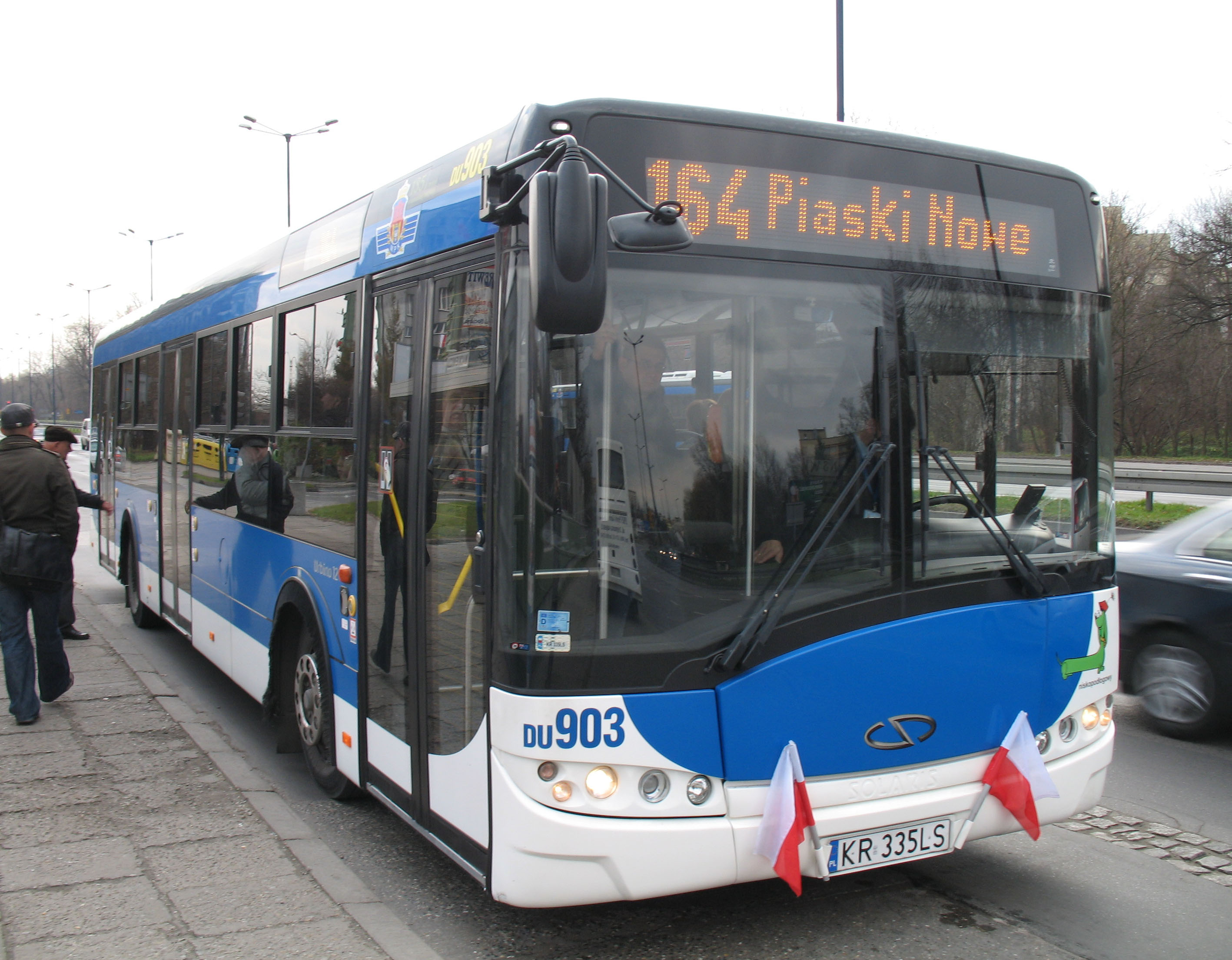
Autobus miejski Solaris Urbino 12

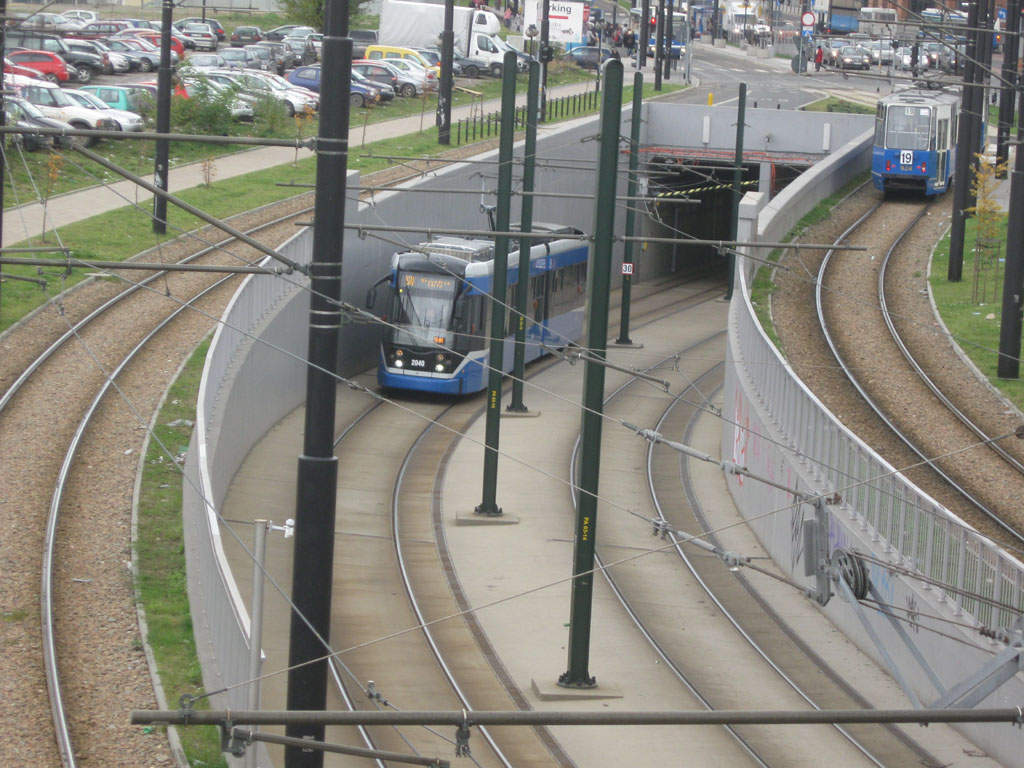
Tramwaj wyjeżdżający z tunelu

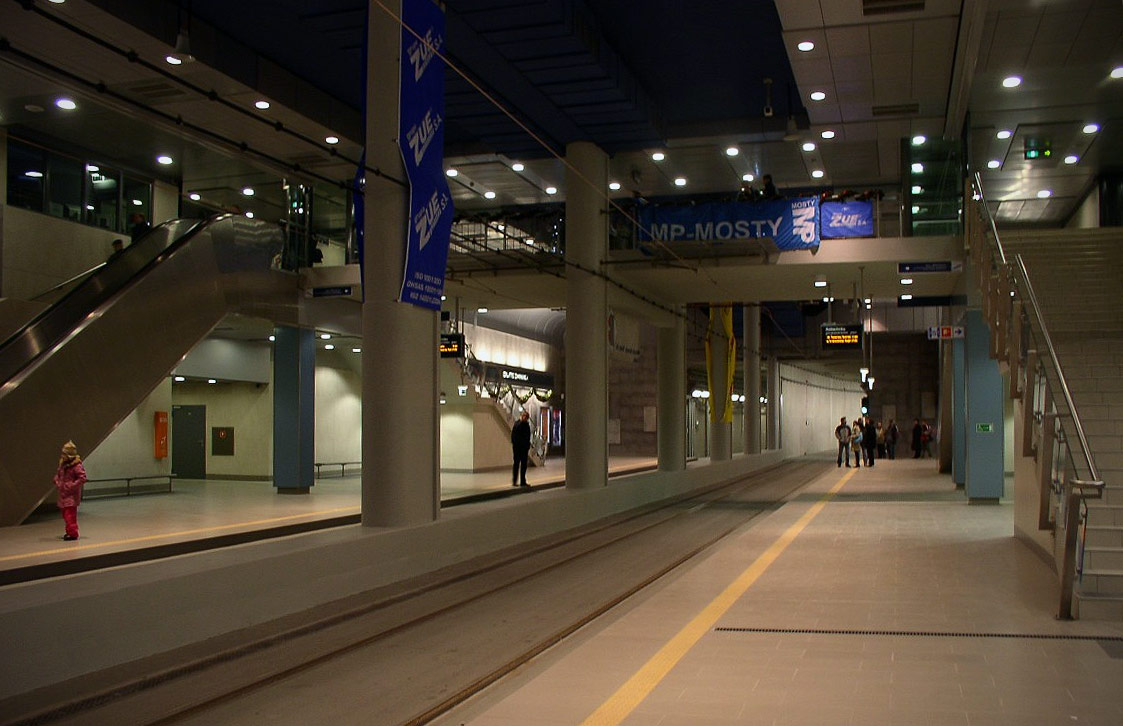
Przystanek Politechnika w tunelu KST

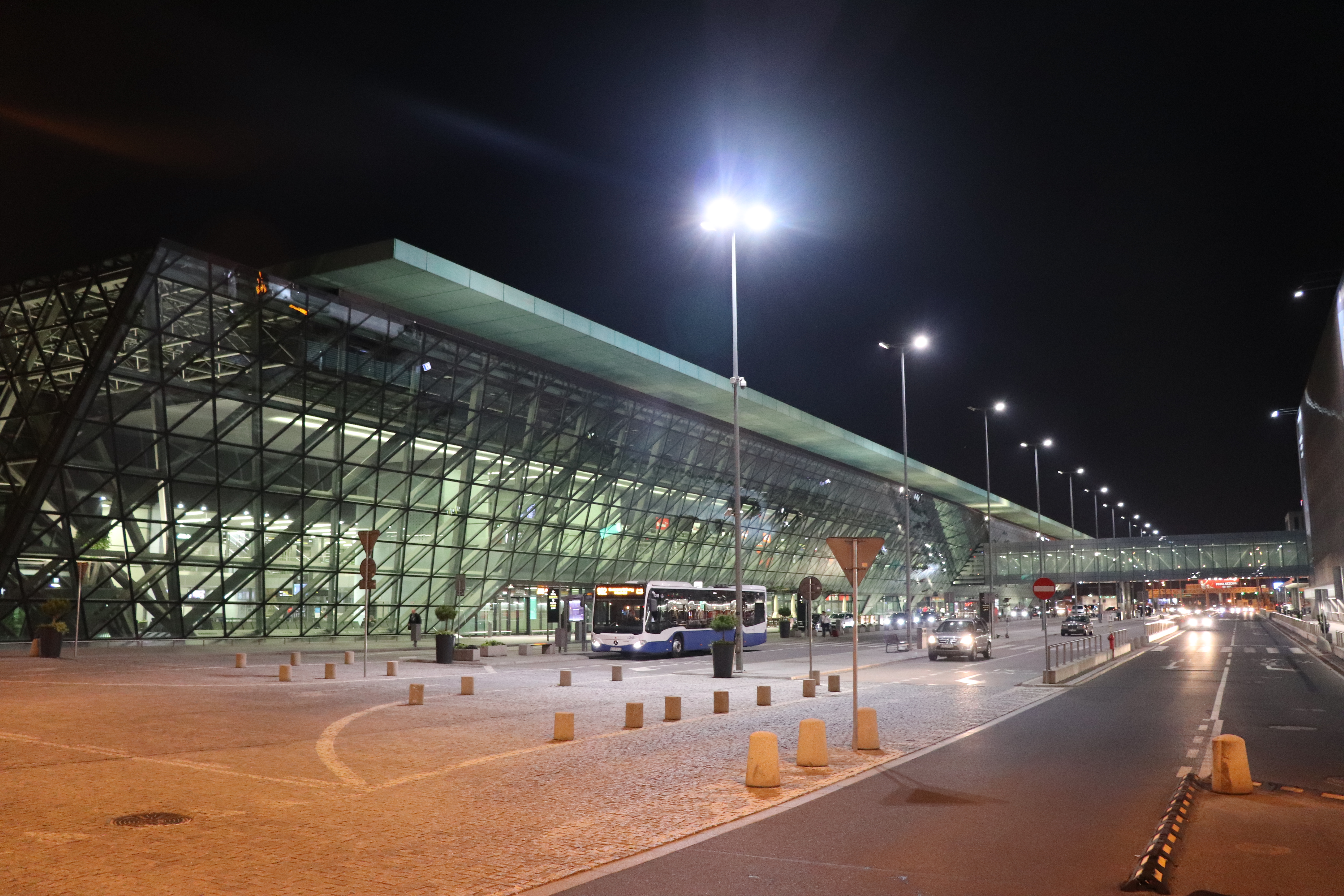
Lotnisko im. Jana Pawła II

Na podstawie zbieranych od 2006 anonimowych danych o podróżach z urządzeń nawigacyjnych firmy TomTom, producent w 2010 r. obliczył, że wśród 59 miast Europy Kraków zajmuje 30. miejsce pod względem największego udziału głównych dróg (21,2%), na których prędkość poruszania bywa mniejsza niż 70% ograniczenia prędkości.
W 2024 roku Kraków zajął trzecie miejsce w Rankingu Miast Przyjaznych Kierowcom, opracowanym przez Oponeo.pl i Yanosika. Miasto wyróżnia się konkurencyjnymi cenami paliw i najniższymi kosztami ubezpieczeń samochodowych, ale zmaga się z dużym natężeniem ruchu, co skutkuje najniższymi średnimi prędkościami jazdy. Mimo rozbudowanej infrastruktury parkingowej, krytykowana jest ograniczona liczba stacji ładowania pojazdów elektrycznych, co wskazuje na potrzebę dalszych inwestycji w zrównoważoną mobilność.

### Drogowy
Kraków jest węzłem transportowym. Przez miasto przechodzą drogi krajowe i europejskie: droga krajowa nr 4, droga krajowa nr 7, droga krajowa nr 44, droga krajowa nr 52, droga krajowa nr 75, droga krajowa nr 79, droga krajowa nr 94, a w relacji wschód-zachód, południowym obejściem miasta, przebiega autostrada A4. Przez miasto przebiega także droga ekspresowa S7 (Węzeł Igołomska) oraz droga wojewódzka nr 776, droga wojewódzka nr 780 i droga wojewódzka nr 794.
W obrębie miasta znajduje się 14 mostów na Wiśle, łączących dzielnice południowe z północnymi (11 drogowych i 3 kolejowe), oraz kładka pieszo-rowerowa.
Przez Wisłę w Krakowie przebiega Droga Wodna Górnej Wisły – śródlądowy szlak żeglugowy.

### Kolejowy
Kraków jest jednym z większych w Polsce węzłów kolejowych. Ma połączenia z większością miast w kraju, w tym szybkie połączenia składami Pendolino z Warszawą i Gdańskiem (PKP Intercity), dodatkowo połączenia międzynarodowe z Wiedniem, Pragą, Budapesztem oraz Lwowem. Połączenie z Pragą jest również realizowane przez firmę Leo Express – autobusem na odcinku Kraków – Katowice – Bogumin, a następnie pociągiem do Pragi.
Dworzec Kraków Główny położony jest w ścisłym centrum miasta – przy ul. Lubicz na północny wschód od Rynku. Wraz z Małopolskim Dworcem Autobusowym przy ul. Bosackiej i zespołem komunikacji miejskiej (autobusy, podziemny szybki tramwaj) oraz połączeniem do lotniska w Balicach (ponownie otwarte w drugiej połowie 2015 roku po modernizacji), tworzy on kompleks zwany Krakowskim Centrum Komunikacyjnym.
Dworcem jest również Kraków Płaszów, położony w południowo-wschodniej części miasta. Nowa Huta pozbawiona jest kolejowych połączeń pasażerskich, choć działa duża stacja przeładunkowa.
Połączenia kolejowe wewnątrz aglomeracji krakowskiej obsługiwane są przez EZT. Trasę do Wieliczki i na lotnisko w Balicach obsługują pociągi Kolei Małopolskich.

### Zbiorowy transport miejski
Pierwsza linia szynowego tramwaju konnego powstała w Krakowie w 1882 r., zastępując funkcjonującą od co najmniej kilkunastu lat linię omnibusową. W 1927 r. uruchomiono pierwszą linię autobusową. Obecnie autobusy miejskie są w większości własnością Miejskiego Przedsiębiorstwa Komunikacyjnego S.A. w Krakowie, na dwunastu liniach kursują pojazdy należące do firmy Mobilis. W Krakowie kursuje 28 stałych linii tramwajowych (w tym 3 nocne); obsługą autobusową objętych jest natomiast 70 linie miejskich dziennych, 68 podmiejskich, 21 nocnych (w tym 9 aglomeracyjnych), 13 przyspieszonych (w tym 6 aglomeracyjnych) i 10 dodatkowych (wspomagających).
W 2008 r., otwarty został tunel Krakowskiego Szybkiego Tramwaju. Jest to pierwszy w Polsce tunel, w którym może poruszać się tramwaj. W 2009 r. w Krakowie na Wiśle uruchomiono tramwaj wodny.

### Lotniczy

#### Lotniska

##### Port lotniczy Kraków-Balice
Kraków Airport im. Jana Pawła II (nazwa ta obowiązuje od 4 września 2007) jest drugim pod względem ruchliwości lotniskiem w Polsce – w 2023 r. obsłużył ponad 9,4 mln pasażerów. Posiadające jedną 2550-metrową drogę startową lotnisko jest ulokowane w Balicach, 11 km na zachód od centrum miasta i pozostaje współużytkowane jako wojskowa baza lotnicza.
Krakowski port lotniczy oferuje połączenia z 100 portami lotniczymi na świecie. Port ma dwa terminale: T4 międzynarodowy i krajowy oraz terminal „VIP” (dawniej „T2”).
Jako pierwsze lotnisko w Polsce uruchomiło połączenie kolejowe z centrum miasta. Po rozbudowie, pociągi Szybkiej Kolei Aglomeracyjnej zatrzymują się na stacji znajdującej się na tyłach hotelu i parkingu wielopoziomowego, naprzeciwko terminala międzynarodowego. Stacja kolejowa, parking oraz hotel, połączone są z terminalem-łącznikiem, w postaci zadaszonej kładki dla pieszych. Czas przejazdu kolejką pomiędzy lotniskiem a centrum miasta wynosi ok. 18 minut. Kraków Airport został uznany za najbardziej komfortowy i bezpieczny port lotniczy średniej wielkości w Europie – jako pierwsze lotnisko w Polsce otrzymał nagrodę Międzynarodowej Rady Portów Lotniczych (Airports Council International) w kategorii Best Airport by Size and Region dla europejskiego portu lotniczego, który obsługuje do 15 milionów pasażerów rocznie.

##### Lotnisko Kraków-Pobiednik Wielki
Na granicy administracyjnej miasta Krakowa w Pobiedniku Wielkim znajduje się lotnisko sportowe z trawiastym polem wzlotów: Lotnisko Kraków-Pobiednik Wielki, zarządzane przez Aeroklub Krakowski. W ramach aeroklubu działają sekcje samolotowa, szybowcowa, spadochronowa, balonowa i modelarska.

#### Lądowiska

##### Lądowisko Kraków-Czyżyny

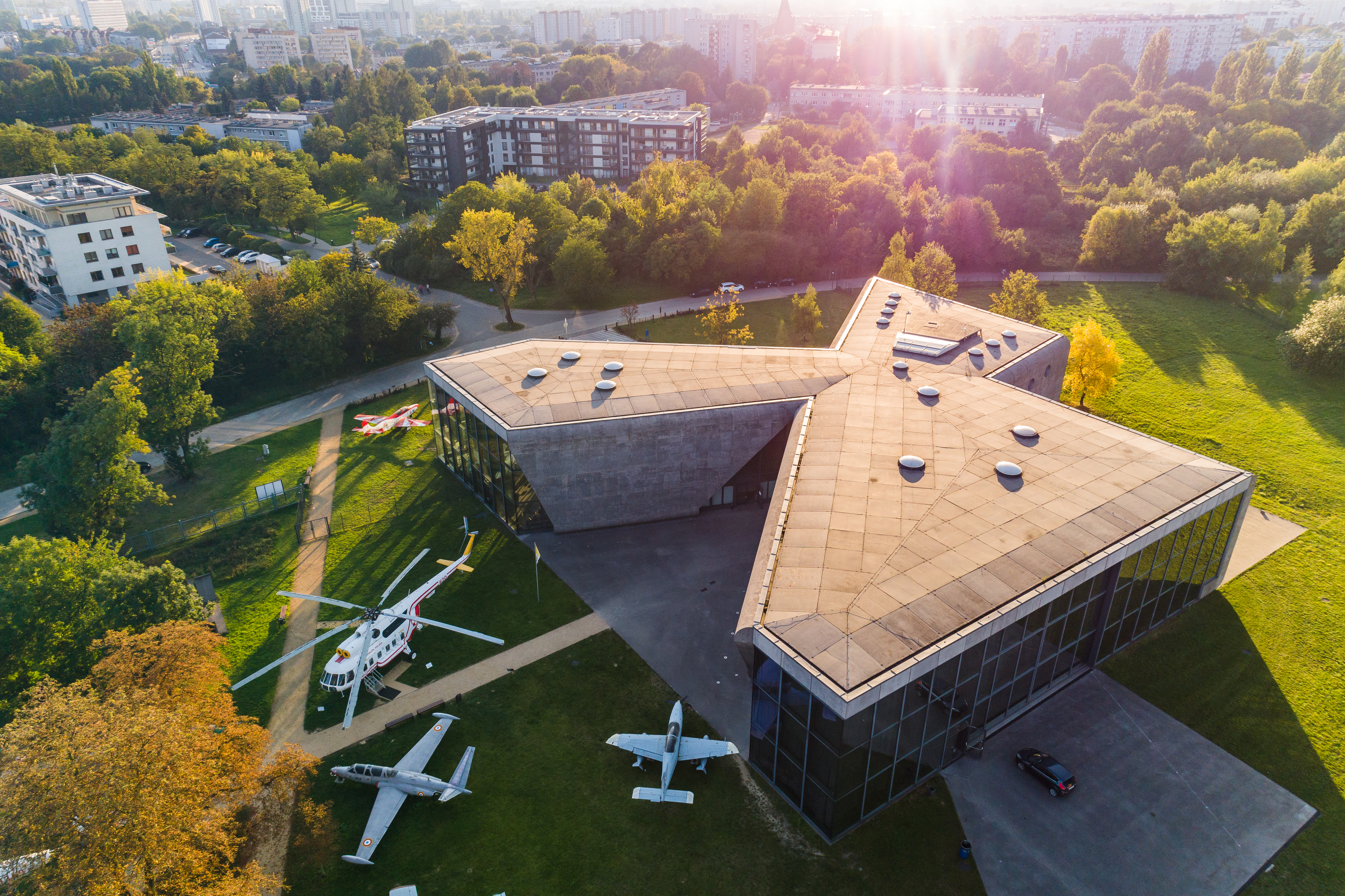
Muzeum Lotnictwa Polskiego

Lądowisko powstałe na byłym lotnisku Kraków-Rakowice-Czyżyny przy Muzeum Lotnictwa Polskiego w Krakowie, pierwsze lotnisko Krakowa i jedno z najstarszych lotnisk wojskowych na świecie, czynne od 1912 do 1960 r., rozformowane i częściowo zabudowane osiedlem i ulicami, zostało wskrzeszone latem 2003 na potrzeby pikniku lotniczego przez Muzeum Lotnictwa Polskiego. Odbywający się pod koniec czerwca Małopolski Piknik Lotniczy do 2019 stał się corocznym międzynarodowym festynem, podczas którego samoloty do 7500 kg i śmigłowce ponownie korzystają z betonowej drogi startowej na kierunku 26 o wymiarach 720 × 60 m.

##### Lądowiska sanitarne
W 2011 r. oddano do użytku dwa lądowiska sanitarne dla śmigłowców: przy os. Złotej Jesieni lądowisko Kraków-Szpital im. Rydygiera i przy os. Na Skarpie lądowisko Kraków. Rok później otworzono kolejne trzy, dwa przy ul. Prądnickiej: lądowisko Kraków-Narutowicza i lądowisko Kraków-Szpital im. Jana Pawła II, oraz przy ul. Mikołaja Kopernika lądowisko Kraków-CUMRIK. W 2016 uruchomione zostało lądowisko przy szpitalu dziecięcym w Prokocimiu. Na przełomie 2019/2020 otwarto także nowe lądowisko przy przeniesionym na ul. Jakubowskiego Szpitalu Uniwersyteckim (patrz wpis https://www.su.krakow.pl/jednostki/szpitalny-oddzial-ratunkowy)

##### Lądowisko śmigłowcowe
W 2013 przy ul. Bolesława Śmiałego oddano do użytku prywatne, śmigłowcowe lądowisko Kraków-Węzeł Tyniecki.

## Bezpieczeństwo publiczne
W Krakowie mieści się centrum powiadamiania ratunkowego, które obsługuje zgłoszenia alarmowe kierowane do numerów alarmowych 112, 997, 998 i 999.

### Opieka zdrowotna

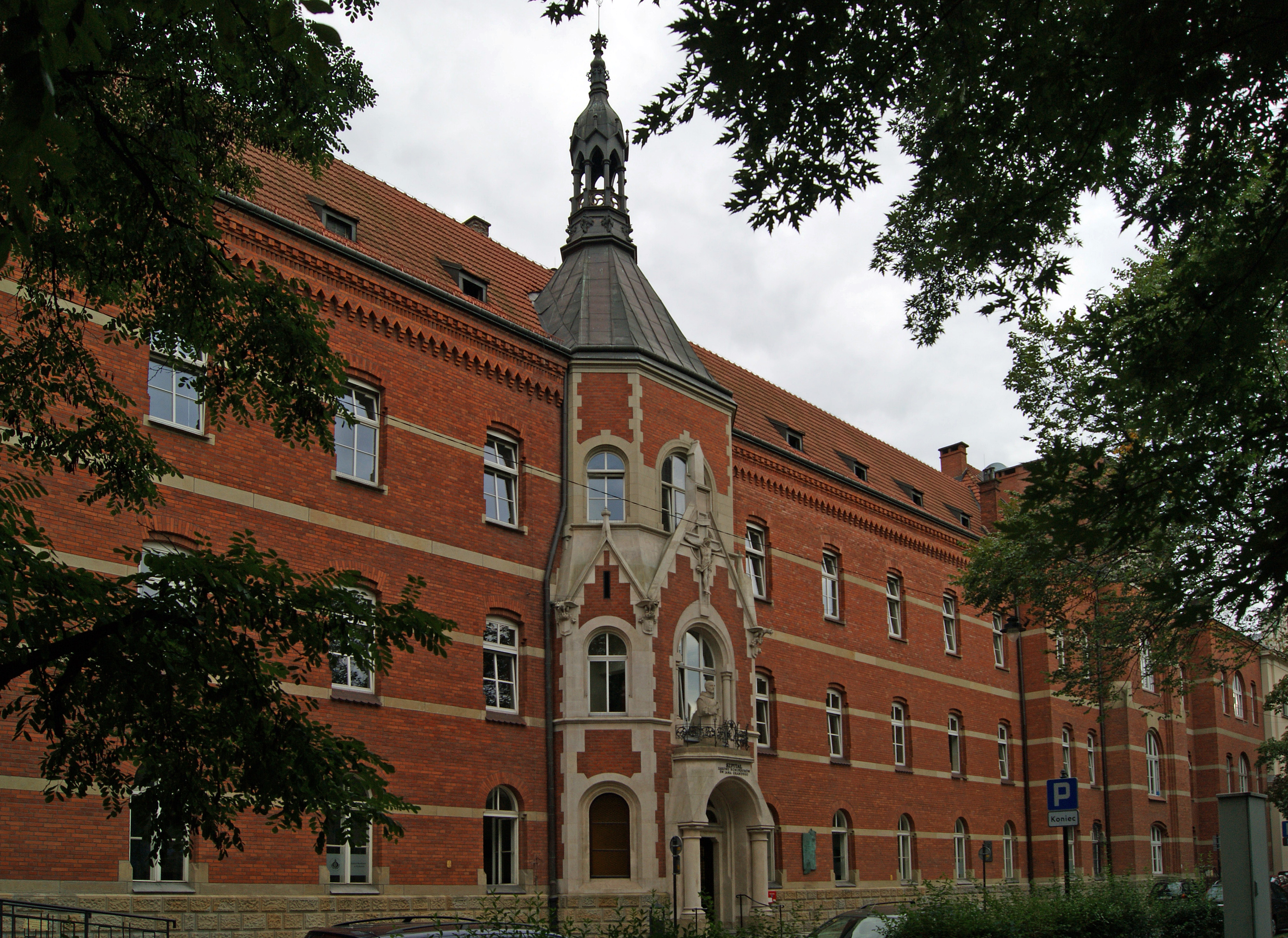
Budynek Szpitala Zakonu Bonifratrów na krakowskim Kazimierzu z 1898–1901 r. zaprojektowany przez Teodora Talowskiego (ul. Trynitarska 11)

Kraków jest znaczącym ośrodkiem medycznym w południowej Polsce z wielowiekowymi tradycjami.
W 2019 roku Kraków, jako jedyne miasto z Polski, znalazł się w rankingu stu najlepszych miast na świecie pod względem opieki szpitalnej, przygotowanym przez brytyjską firmę Medbelle, która zajmuje się dostarczaniem technologii medycznych.
Wykaz szpitali publicznych (2012):
- Narodowe Centrum Radioterapii Hadronowej;
- Centrum Onkologii Instytut im. M. Skłodowskiej-Curie;
- Szpital Uniwersytecki w Krakowie
  - Klinika Neurotraumatologii, Klinika Neurochirurgii, Klinika Neurologii – ul. Botaniczna 3
  - Klinika Urologii – ul. Grzegórzecka 18
  - Klinika Chorób Metabolicznych – ul. Kopernika 15
  - Klinika Nefrologii – ul. Kopernika 15 c
  - I Klinika Kardiologii i Nadciśnienia Tętniczego, II Klinika Kardiologii, Klinika Endokrynologii, Klinika Hematologii ul. Kopernika 17
  - Klinika Dermatologii – ul. Kopernika 19a
  - Zespół Oddziałów Klinicznych Klinik Chirurgii Ogólnej, Naczyniowej, Endoskopowej, Medycyny Ratunkowej i Obrażeń Wielonarządowych – ul. Kopernika 21
  - Klinika Psychiatrii Dorosłych, Klinika Psychiatrii Dzieci i Młodzieży – ul. Kopernika 21a
  - Klinika Endokrynologii Ginekologicznej, Klinika Ginekologii i Niepłodności, Klinika Ginekologii i Położnictwa Septycznego, Klinika Ginekologii Położnictwa i Onkologii, Klinika Neonatologii – ul. Kopernika 23
  - Klinika Okulistyki i Onkologii Okulistycznej – ul. Kopernika 38
  - Klinika Chirurgii Ogólnej i Gastroenterologicznej – ul. Kopernika 40
  - Klinika Alergii i Immunologii, Klinika Pulmonologii – ul. Skawińska 8
  - Klinika Chorób Wewnętrznych i Geriatrii, Klinika Gastroenterologii, Oddział Kliniczny Leczenia Bólu Opieki Paliatywnej i Farmakologii Klinicznej, Klinika Onkologii – ul. Braci Jana i Jędrzeja Śniadeckich 10
  - Klinika Otolaryngologii – ul. Braci Jana i Jędrzeja Śniadeckich 2
  - Klinika Gastroenterologii i Hepatologii, Klinika Chorób Zakaźnych – ul. Braci Jana i Jędrzeja Śniadeckich 5
- Uniwersytecka Klinika Stomatologiczna w Krakowie
- Uniwersytecki Szpital Dziecięcy w Krakowie
- Wojewódzki Szpital Okulistyczny w Krakowie
- Wojewódzki Specjalistyczny Szpital Dziecięcy św. Ludwika
- Krakowski Szpital Specjalistyczny im. Jana Pawła II
  - Centrum Interwencyjnego Leczenia Chorób Serca i Naczyń z Pododdziałem Kardiologii Interwencyjnej
  - Wojewódzkie Centrum Diagnostyki i Terapii Wirusowych Zapaleń Wątroby i Hepatologii z Pododdziałem Wirusowego Zapalenia Wątroby i Hepatologii
- Szpital Specjalistyczny im. Józefa Dietla
  - Krakowski Szpital Reumatologii i Rehabilitacji
- Szpital Miejski Specjalistyczny im. Gabriela Narutowicza
- Szpital Specjalistyczny im. Stefana Żeromskiego
- Szpital Kliniczny im. dr. Józefa Babińskiego
- Krakowskie Centrum Rehabilitacji i Ortopedii
- Szpital Położniczo-Ginekologiczny Ujastek
- 5 Wojskowy Szpital Kliniczny z Polikliniką im. Mariana Garlickiego
- Szpital MSWiA w Krakowie
- Szpital Zakonu Bonifratrów św. Jana Grandego.

Wykaz szpitali niepublicznych (2012):
- Wojewódzki Szpital Specjalistyczny im. Ludwika Rydygiera;
- Szpital Położniczo-Ginekologiczny na Siemiradzkiego im. R. Czerwiakowskiego;
- Szpital św. Rafała.
- Szpital na Klinach[194]

## Edukacja

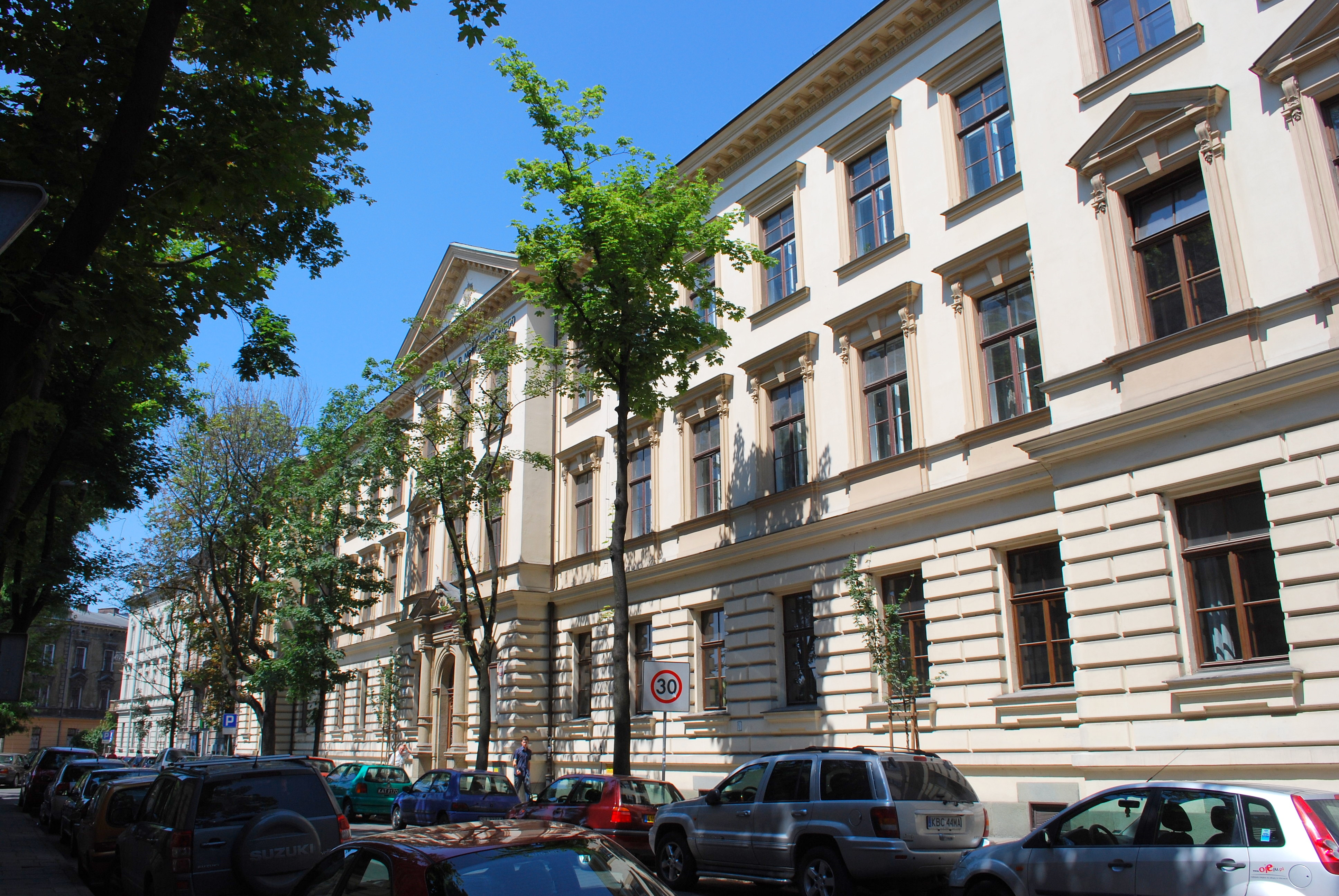
I Liceum Ogólnokształcące – najstarsza w Polsce szkoła średnia o charakterze świeckim

W Krakowie znajdują się liczne placówki oświatowe: przedszkola, szkoły podstawowe, licea ogólnokształcące, zespoły szkół zawodowych (w skład których wchodzą technika, licea profilowane i szkoły zawodowe), szkoły wyższe, instytuty, szkoły muzyczne oraz placówki oświatowe innego typu (szkoły sportowe, centra kultury, punkty kursów językowych itp.).

### Jednostki ogólnopolskie
- Narodowe Centrum Nauki
- Polska Akademia Umiejętności (w tym Biblioteka Naukowa PAU i PAN)
- Oddział Polskiej Akademii Nauk w Krakowie (w tym Archiwum Nauki PAN i PAU).

### Główne jednostki naukowe-dydaktyczne

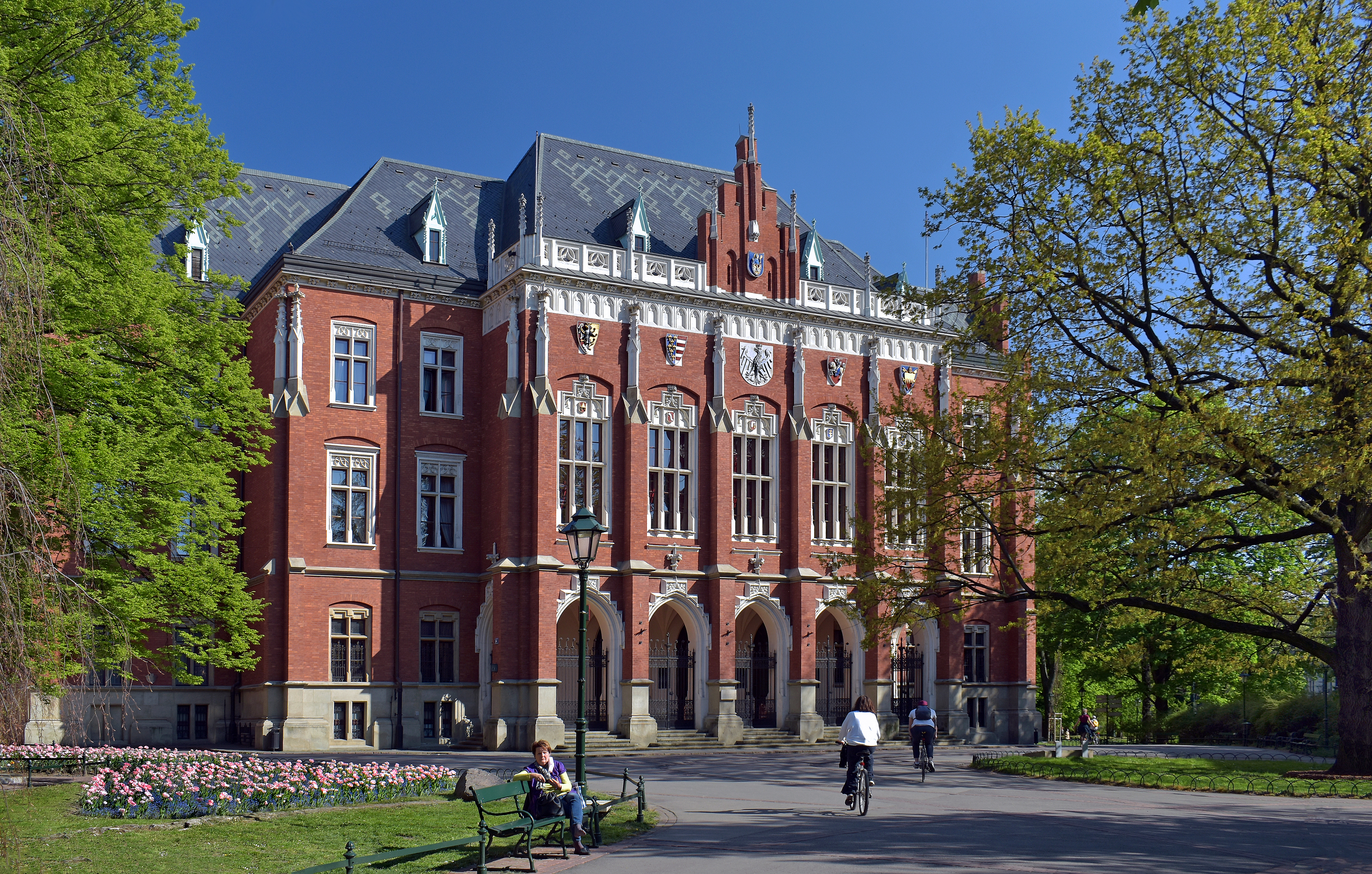
Uniwersytet Jagielloński – Collegium Novum

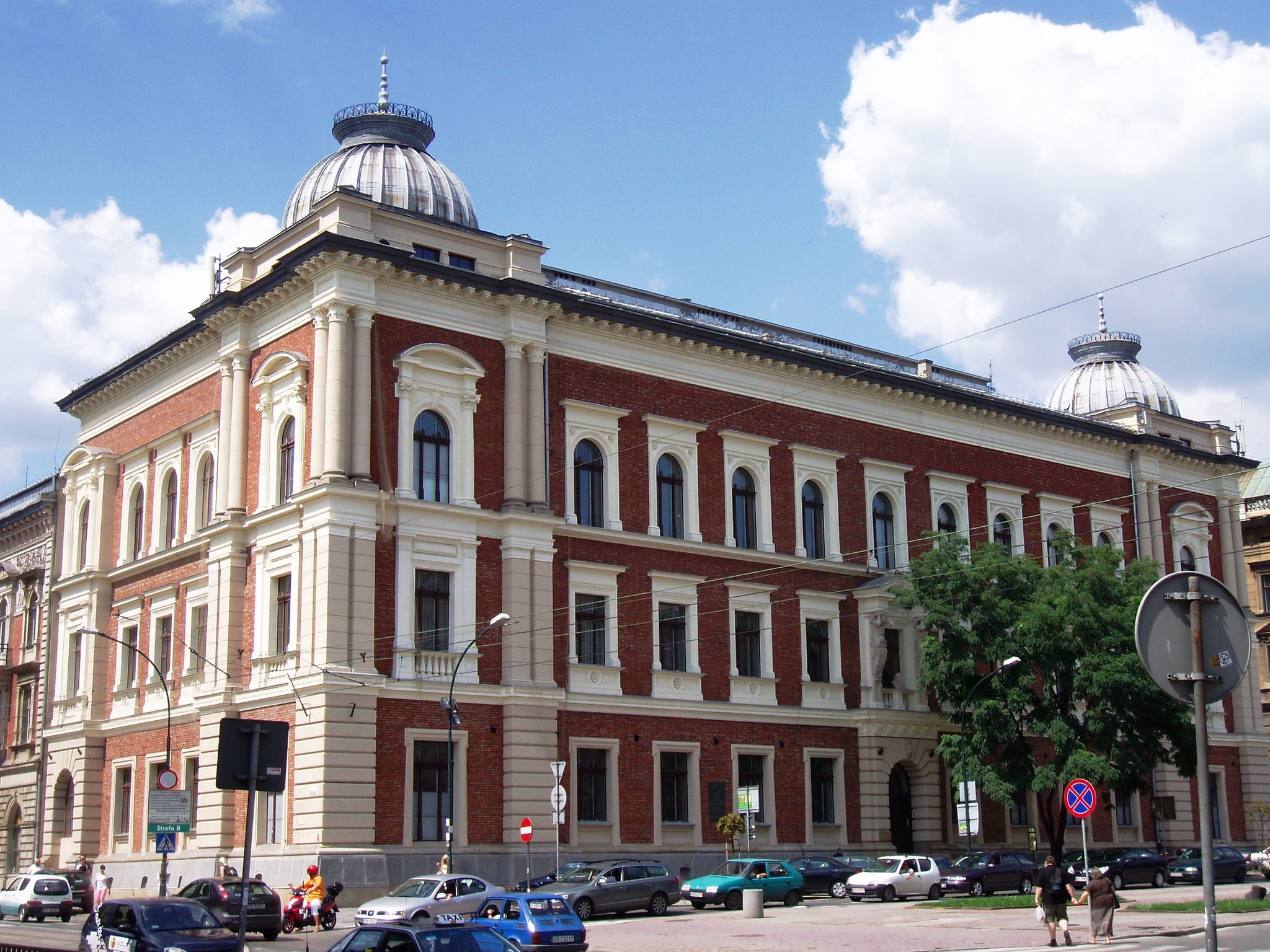
Akademia Sztuk Pięknych przy Placu Matejki

W Krakowie istnieją liczne uczelnie, w tym 10 uczelni publicznych i dwie uczelnie kościelne (uczelnie niepubliczne z przywilejami uczelni publicznych).

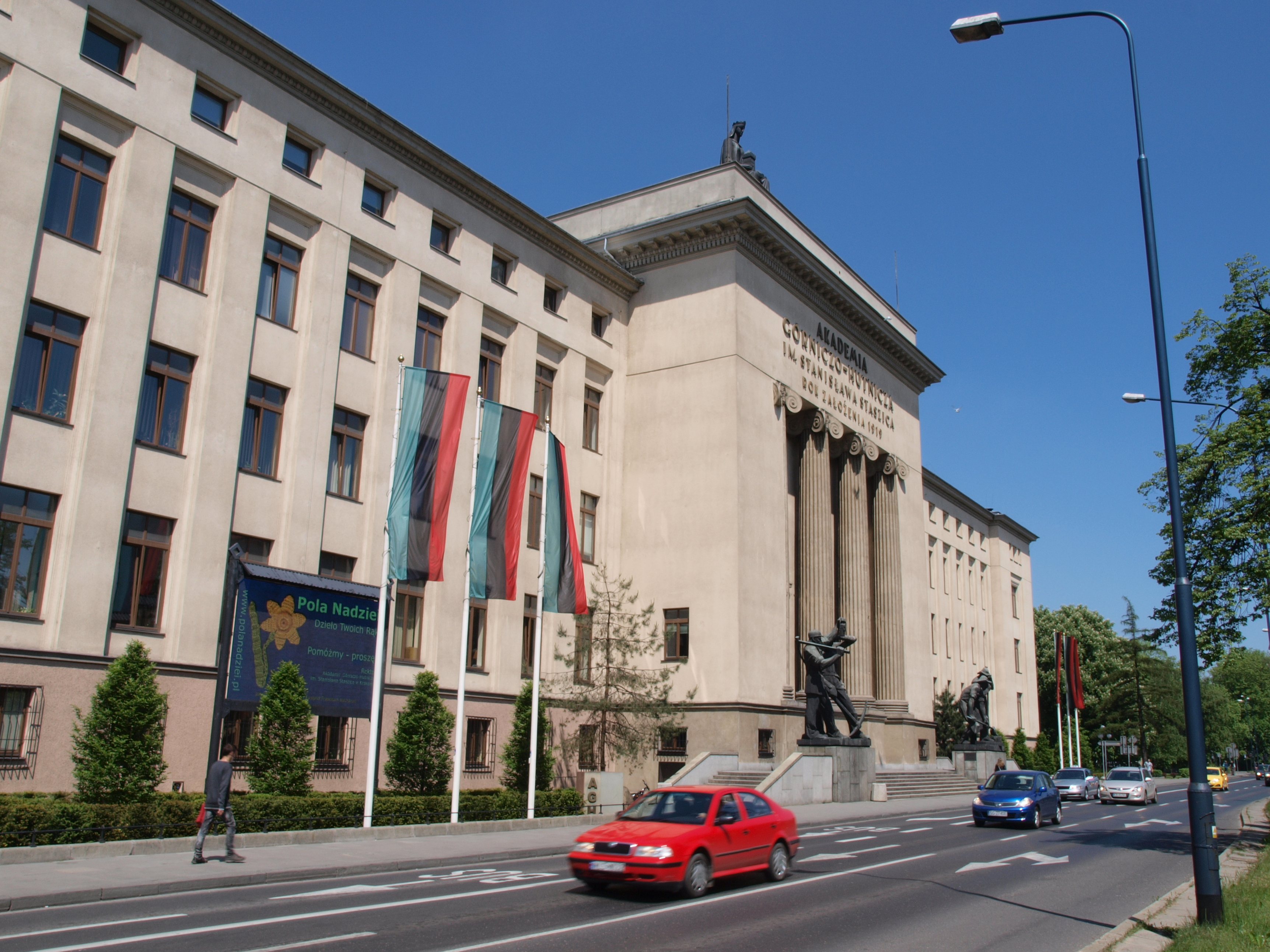
Budynek główny Akademii Górniczo-Hutniczej

Wykaz krakowskich uczelni publicznych przedstawia się następująco:
uniwersytety ogólne:
1. Uniwersytet Jagielloński
2. Uniwersytet Komisji Edukacji Narodowej w Krakowie

uniwersytety przymiotnikowe:
1. Uniwersytet Ekonomiczny
2. Uniwersytet Rolniczy im. Hugona Kołłątaja

politechniki:
1. Politechnika Krakowska im. Tadeusza Kościuszki

akademie:
1. Akademia Górniczo-Hutnicza (uniwersytet techniczny)
2. Akademia Muzyczna
3. Akademia Sztuk Pięknych im. Jana Matejki
4. Akademia Wychowania Fizycznego im. Bronisława Czecha
5. Akademia Sztuk Teatralnych im. Stanisława Wyspiańskiego w Krakowie

uczelnie kościelne o uprawnieniach uczelni publicznych:
1. Uniwersytet Papieski Jana Pawła II
2. Uniwersytet Ignatianum

uczelnie niepubliczne:
1. Uniwersytet Andrzeja Frycza Modrzewskiego w Krakowie
2. Uniwersytet SWPS
3. Wyższa Szkoła Europejska im. ks. Józefa Tischnera
4. Wyższa Szkoła Zarządzania i Bankowości
5. Wyższa Szkoła Ekonomii i Informatyki
6. Wyższa Szkoła Ubezpieczeń
7. Wyższa Szkoła Gospodarki i Zarządzania
8. Małopolska Wyższa Szkoła im. Józefa Dietla
9. Krakowska Wyższa Szkoła Promocji Zdrowia
10. APEIRON Wyższa Szkoła Bezpieczeństwa Publicznego i Indywidualnego
11. Akademia WSB, Wydział Zamiejscowy w Krakowie

### Główne jednostki badawcze
- Instytut Nafty i Gazu – Państwowy Instytut Badawczy
- Instytut Ekspertyz Sądowych
- Instytut Farmakologii PAN
- Instytut Fizyki Jądrowej PAN
- Instytut Katalizy i Fizykochemii Powierzchni im. Jerzego Habera PAN
- Instytut Mechaniki Górotworu PAN
- Instytut Ochrony Przyrody PAN
- Instytut Języka Polskiego PAN
- Instytut Metalurgii i Inżynierii Materiałowej PAN
- Instytut Zootechniki – Państwowy Instytut Badawczy
- Instytut Botaniki im. Władysława Szafera PAN

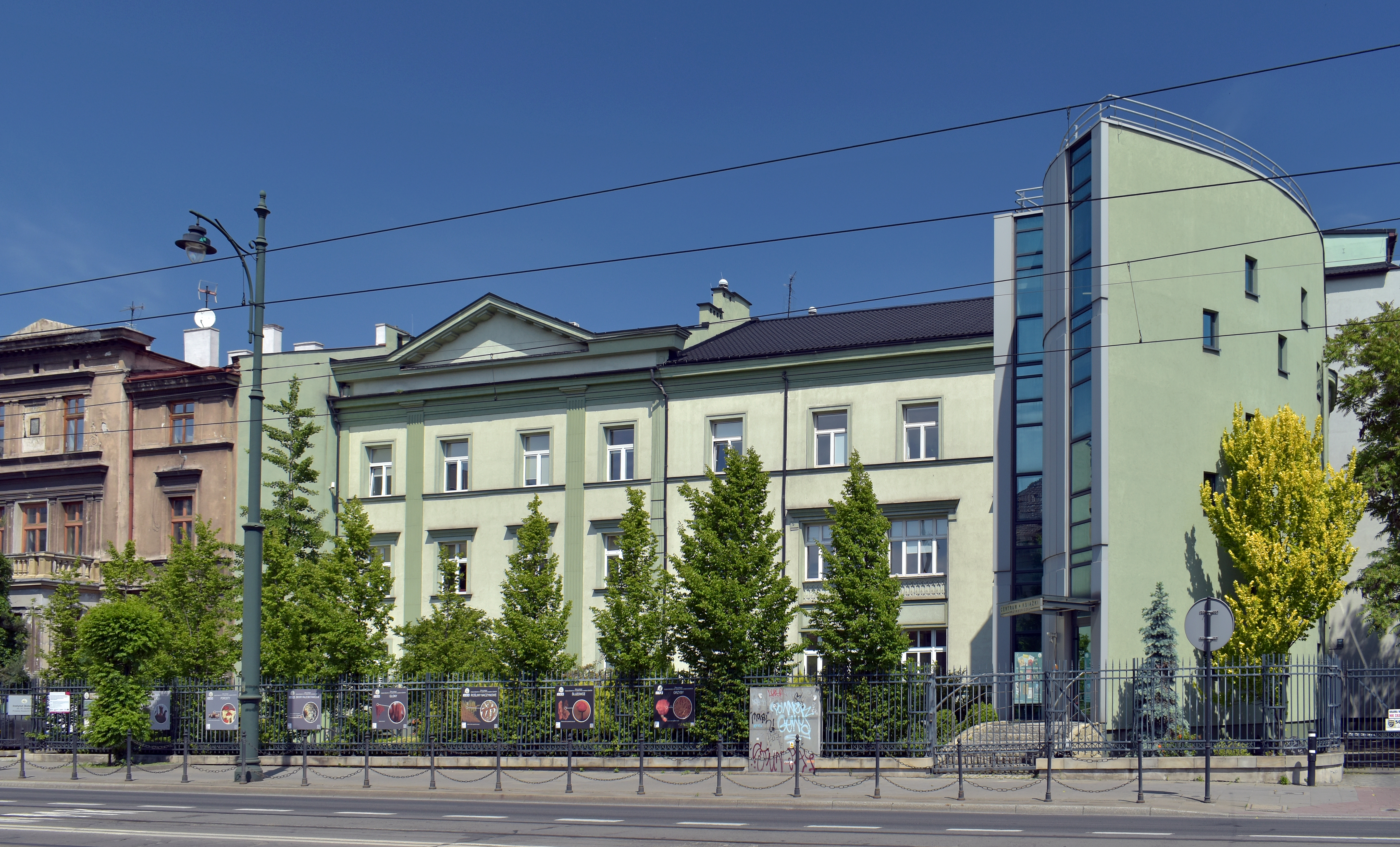
Instytut Botaniki im. Władysława Szafera PAN

- Instytut Gospodarki Surowcami Mineralnymi i Energią PAN
- Instytut Systematyki i Ewolucji Zwierząt PAN
- Instytut Archeologii i Etnologii PAN o/Kraków
- Instytut Fizjologii Roślin im. Franciszka Górskiego PAN
- Instytut Matematyczny PAN
- Instytut Systematyki i Ewolucji Zwierząt w Krakowie
- Obserwatorium Sejsmologiczne Instytutu Geofizyki PAN
- Ośrodek Badawczy w Krakowie Instytutu Nauk Geologicznych PAN
- Pracownia Instytutu Sztuki PAN
- Pracownia Języka Prasłowiańskiego Instytutu Slawistyki PAN
- Pracownia Krakowska Instytutu Historii Nauki PAN
- Pracownia Słownika Historyczno-Geograficznego Małopolski w Średniowieczu PAN
- Zakład Bibliografii Bieżącej PAN
- Zakład Geomorfologii i Hydrologii Gór i Wyżyn PAN
- Zakład Polskiego Słownika Biograficznego PAN
- Ośrodek Badawczo-Rozwojowy Mikroelektroniki Hybrydowej i Rezystorów – oddział zamiejscowy Instytutu Technologii Elektronowej
- Centrum Onkologii – Instytut im. Marii Skłodowskiej-Curie

### Komercjalizacja badań naukowych

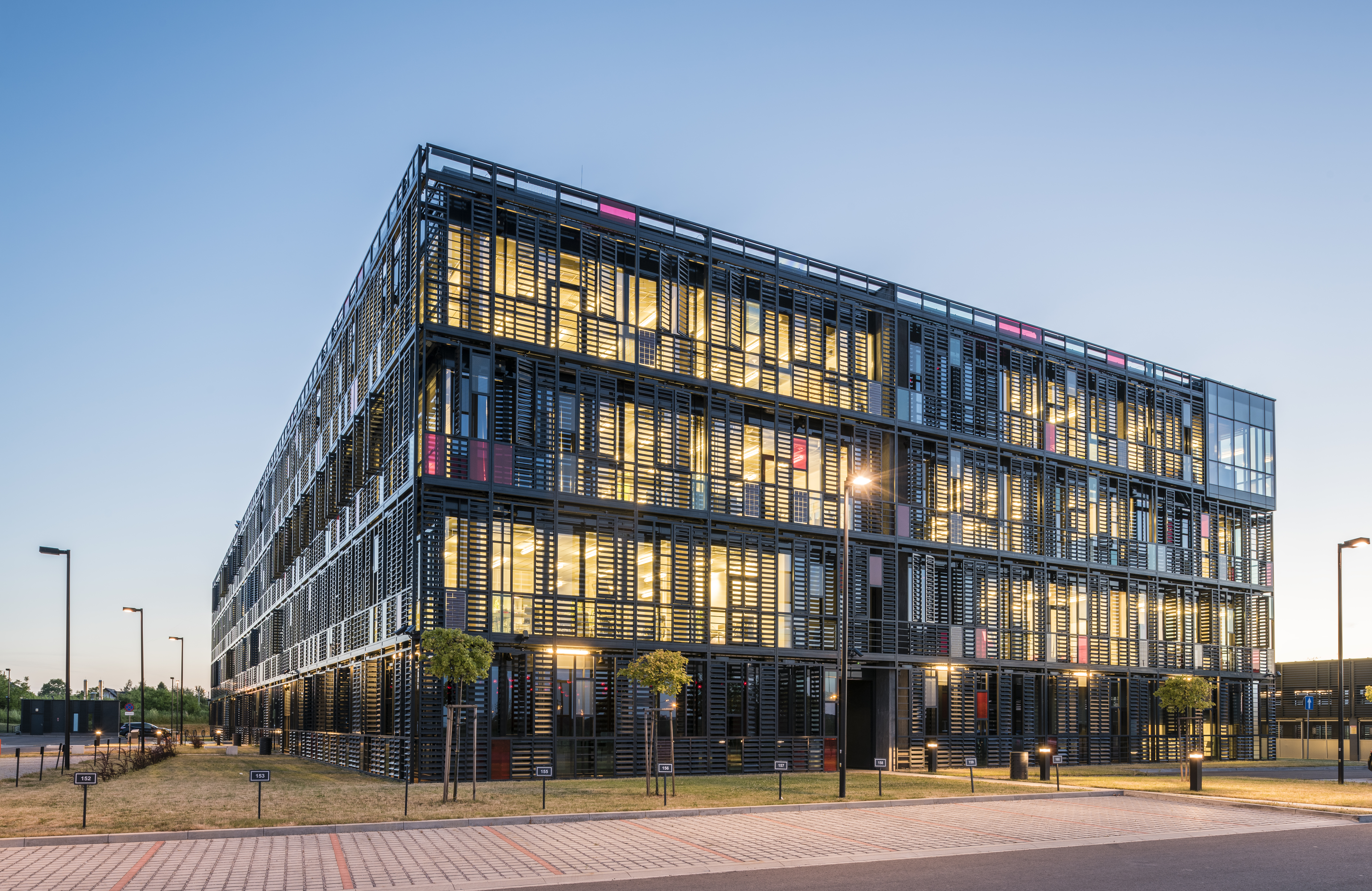
Siedziba Krakowskiego Parku Technologicznego przy ul. Podole 60

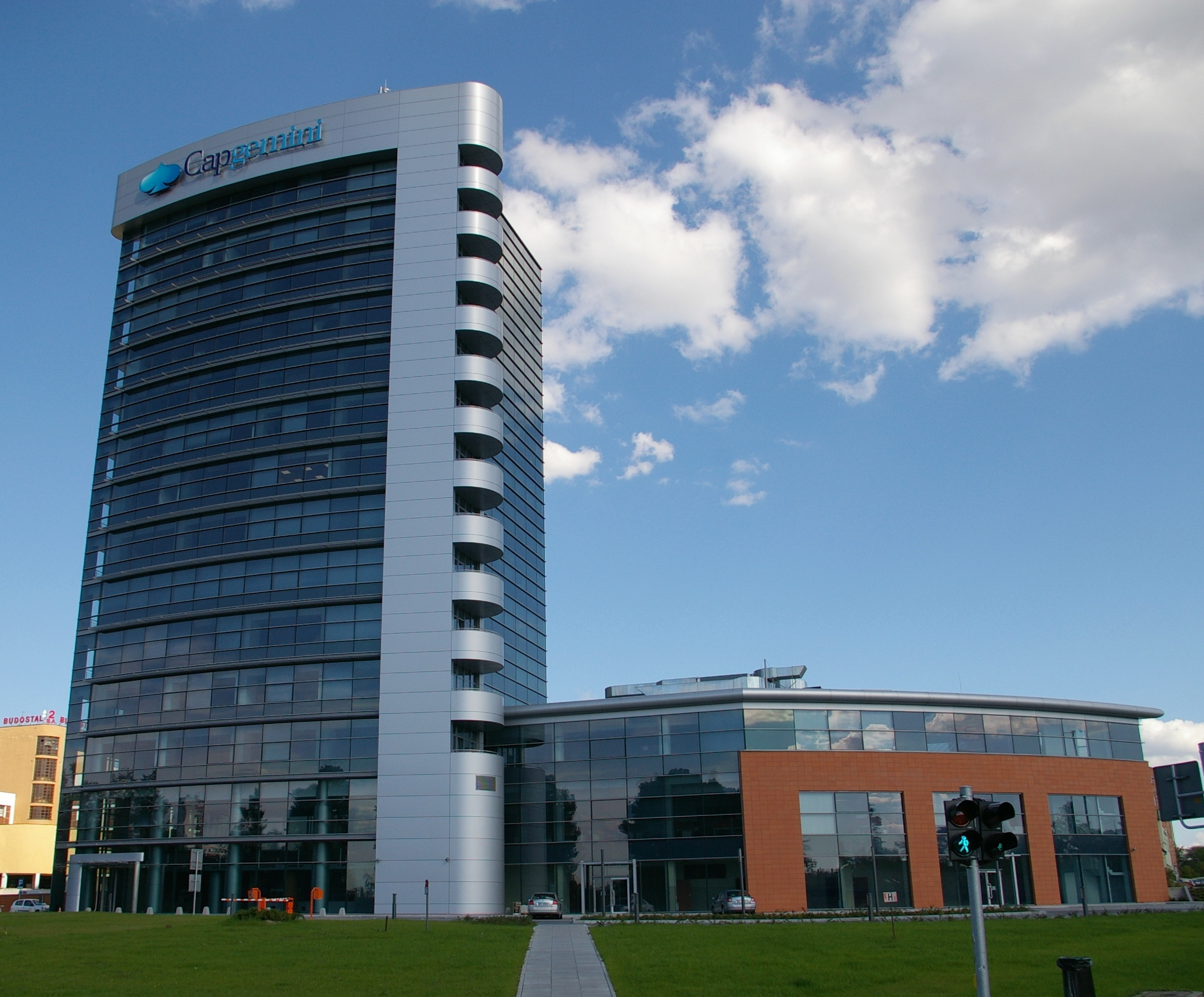
Wieżowiec Rondo Business Park

#### Krakowski Park Technologiczny
Krakowski Park Technologiczny Sp. z o.o. jest spółką zarządzającą specjalną strefą ekonomiczną. Spółka została założona przez trzy największe uczelnie krakowskie: Politechnikę Krakowską, Akademię Górniczo-Hutniczą i Uniwersytet Jagielloński. Wśród założycieli były także władze miasta i województwa. Krakowska strefa przeznaczona jest głównie dla firm z sektora zaawansowanych technologii (elektronika, informatyka, telekomunikacja, biotechnologie), jednak działają w niej również firmy z innych branż, które poszukiwały dogodnych warunków inwestycyjnych (np. poligrafia, motoryzacja, logistyka). Do najbardziej znanych firm z branży motoryzacyjnej, które zainwestowały na terenie strefy w podkrakowskich Niepołomicach należą MAN oraz Nidec Motors.

#### Węzeł Wiedzy i Innowacji EIT
16 grudnia 2009 zarząd Europejskiego Instytutu Technologicznego ogłosił, że w konkursie w ramach KIC – (Knowledge and Innovation Community) w obszarze Zrównoważonej Energii (ang. Sustainable Energy) zwyciężył węzeł – CC PolandPlus – koordynowany przez Akademię Górniczo-Hutniczą w Krakowie. W skład polskiej części konsorcjum wchodzą również: Uniwersytet Jagielloński, Politechnika Śląska, Uniwersytet Śląski, Politechnika Wrocławska, Główny Instytut Górnictwa, IChPW, Tauron, ZAK Kędzierzyn, LOTOS, PGNiG. W projekcie uczestniczą też uczelnie i przedsiębiorstwa z Niemiec, Holandii, Francji, Hiszpanii i Szwecji. Udział w projekcie pozwala na tworzenie zupełnie nowych technologii i ich transfer do biznesu. Obszarem badań polskich naukowców będą czyste technologie węglowe. Na badania wykorzystywane w biznesie przypadnie 120 mln euro rocznie.
Centra Węzła Wiedzy i Innowacji – KIC Inno Energy:
CC Germany: Karlsruhe, CC Alps Valleys: Grenoble, CC Benelux: Eindhoven / Leuven, CC Iberia: Barcelona, CC PolandPlus: Krakow, CC Sweden: Sztokholm

#### Laboratorium badawcze Towarzystwa Maxa Plancka
Krakowski oddział działa na mocy porozumienia o współpracy podpisanego przez Uniwersytet Jagielloński i niemieckie Towarzystwo Maxa Plancka w lipcu 2010 roku. Po polskiej stronie w realizację tej umowy zaangażowane jest Małopolskie Centrum Biotechnologii – jednostka o charakterze parku naukowo-badawczo-rozwojowego oraz Wydział Biochemii, Biofizyki i Biotechnologii UJ. Krakowskie laboratorium jest jedną z nielicznych placówek Towarzystwa Maxa Plancka zlokalizowanych poza granicami Niemiec.

## Turystyka

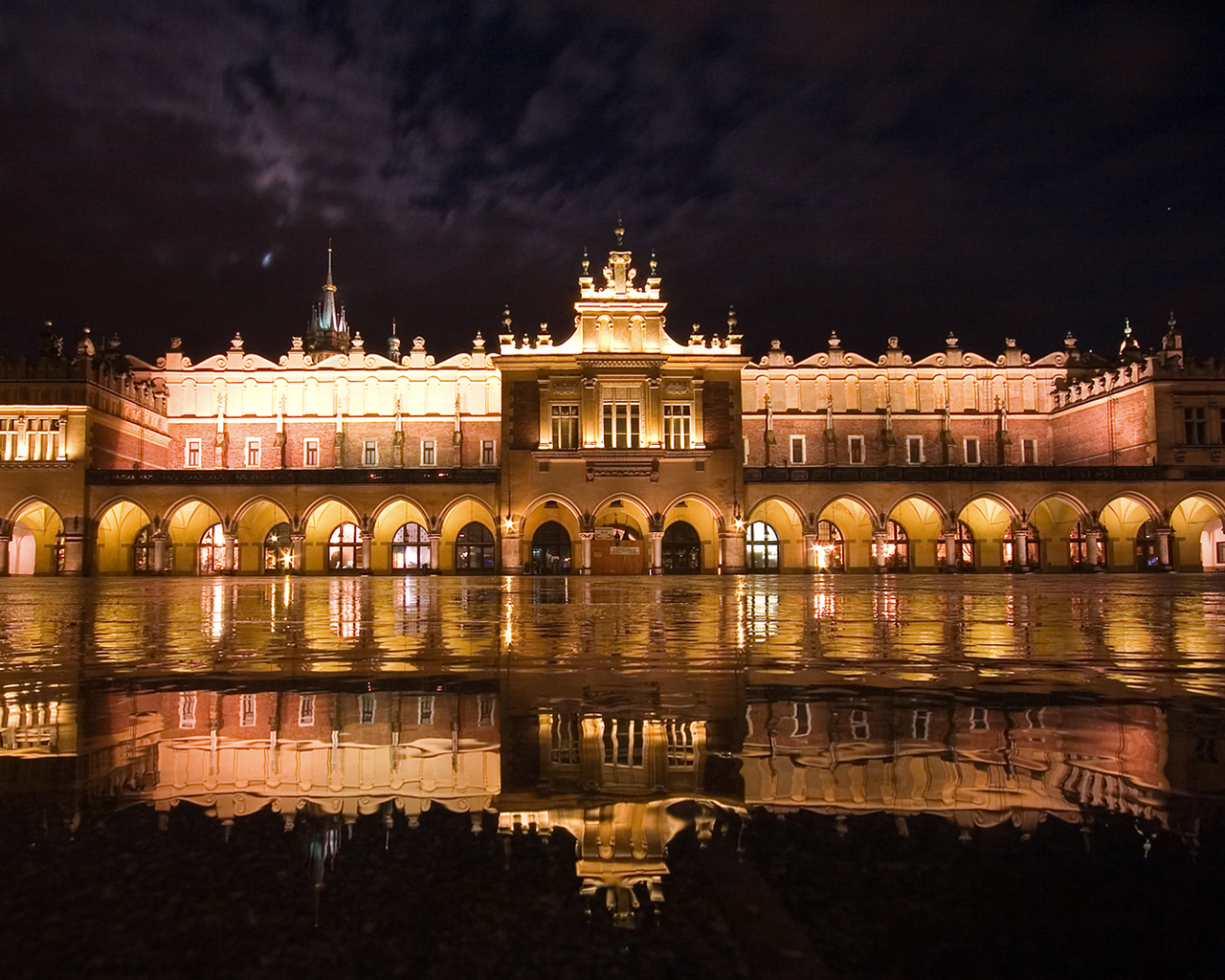
Sukiennice

### Ruch turystyczny
W 2000 r. Kraków jako pierwsze miasto z Polski oraz Europy Środkowo-Wschodniej (równocześnie z Pragą) został Europejską Stolicą Kultury. W drugiej dekadzie XXI wieku został również wyróżniony tytułem Europejskiego Miasta Sportu 2014 i Miasta Literatury UNESCO.

W 2006 r. Kraków został wymieniony wśród 5 najbardziej popularnych miast Europy, w 2007 r. uzyskał miano „najmodniejszego miasta świata” według amerykańskiej agencji internetowej Orbitz, wyznaczającej trendy w światowej turystyce.
W 2019 Kraków odwiedziło ponad 14 mln turystów, to wzrost o 550 tys. w porównaniu z rokiem poprzednim. Goście wydali w mieście prawie 7,5 mld zł, to ponad miliard więcej niż w 2018 roku. W gronie osób, które w tym roku odwiedziły Kraków, było prawie 10,8 mln turystów krajowych i 3,3 mln obcokrajowców (w tym 3,05 mln nocujących).
Najwięcej gości zagranicznych stanowili przyjezdni z: Wielkiej Brytanii (13,9%), Niemiec (14,2%), Włoch (11,5%), Francji (11,2%) i Hiszpanii (10,4%). Wśród głównych celów przyjazdów do Krakowa badani wskazali tradycyjnie zabytki (30,5%), wypoczynek (18,6%), rozrywkę (8,8%), wizytę u znajomych i krewnych (6,8%), tranzyt (6,7%) oraz cel biznesowy (6,1%).
Dla porównania w 2011 r. Kraków odwiedziło 8,6 mln osób, a wcześniej było to 8,1 mln (2010), 7,3 mln (2009) oraz 7,4 mln (2008). Liczba turystów rośnie systematycznie od 2003 r., gdy miasto odwiedziło 5,5 mln osób.
W latach 2014 i 2015 Kraków zdobył nagrody Zoover Award, miasta europejskiego najlepszego dla turystów. W latach 2015, 2017,2018,2019 r. według brytyjskich respondentów magazynu „Which”, Kraków został uznany najbardziej atrakcyjnym celem krótkich podróży (city breaks), wyprzedzając w zestawieniu Sewillę, Walencję, Berlin czy Amsterdam.
Ważną rolę w ostatnim dziesięcioleciu zaczyna odgrywać turystyka religijna, pielgrzymkowa i turystyka śladami kultury żydowskiej.
W 2018 r. Kraków został zamieszczony przez portal podróżniczy TripAdvisor na liście dziesięciu „najwspanialszych miast świata”.
W 2022 roku amerykański magazyn „Travel + Leisure”, w ramach World’s Best Awards, na podstawie ocen czytelników umieścił Kraków na dziewiątym miejscu najlepszych miast w Europie.
Dużym zainteresowaniem turystów cieszy się również województwo małopolskie, które odwiedza 14,5% ogółu turystów spędzających wakacje w Polsce, co daje mu drugie miejsce po województwie zachodniopomorskim.

### Turystyka biznesowa
Od kilku lat intensywnie rozwija się również w Krakowie turystyka biznesowa. W corocznym raporcie Polskiej Organizacji Turystycznej „Przemysł spotkań w Polsce” odnotowywany jest regularny wzrost liczby spotkań. W 2018 roku w Krakowie zarejestrowano 8156 spotkań biznesowych – kongresów, konferencji, wydarzeń korporacyjnych i targów, z czego 5215 to spotkania powyżej 50 uczestników. Udział kongresów i konferencji stanowił 58% wszystkich spotkań w mieście, wydarzeń korporacyjnych i motywacyjnych – 1951 (38%), a targów i wystaw – 171 (3%). W wydarzeniach biznesowych w Krakowie w 2018 roku uczestniczyło 1 114 243 osób. Cechą charakterystyczną Krakowa był również najwyższy, w porównaniu z innymi miastami, udział grup zagranicznych (24%). Trzeba podkreślić, że wśród uczestników kongresów i konferencji najwięcej osób zgromadziły imprezy o tematyce medycznej (ponad 129 tys. osób). Przeciętna długość imprez to 1,68 dnia, ale spotkania międzynarodowe trwały dłużej, średnio ponad 2 dni. Dla porównania w 2017 roku w mieście odnotowano 6014 spotkań, a w 2014 – 3976. W ICCA Statistics Report Country & City Rankings 2018, kluczowym dla branży raporcie, Kraków zajął 45. miejsce w skali świata, zaś 25. w Europie, będąc gospodarzem 53 spotkań stowarzyszeń. Jest to wzrost w porównaniu z rokiem 2017, kiedy to Kraków zajmował 54. miejsce w skali świata, a 27. pośród miast europejskich. Kongresy i konferencje przynoszą miastu coraz większe korzyści. Potwierdzają to badania wpływu ekonomicznego branży spotkań na gospodarkę Krakowa, które w grudniu 2018 roku przedstawili: Małopolska Organizacja Turystyczna, zespół ekspertów turystyki Krakowa z Uniwersytetu Ekonomicznego w Krakowie oraz Miasto Kraków. Uczestnicy wydarzeń biznesowych wydali łącznie 1,4 miliarda złotych, zaś przemysł spotkań wygenerował blisko 2,2 miliarda złotych PKB, co stanowiło 3,38% PKB całej gospodarki Krakowa za 2018 rok.
Ważne dla rozwoju turystyki biznesowej w mieście było otwarcie Centrum Kongresowe ICE Kraków, Tauron Arena Kraków i Expo Kraków.

### Główne atrakcje turystyczne
- Zamek Królewski na Wawelu
  - Katedra Wawelska

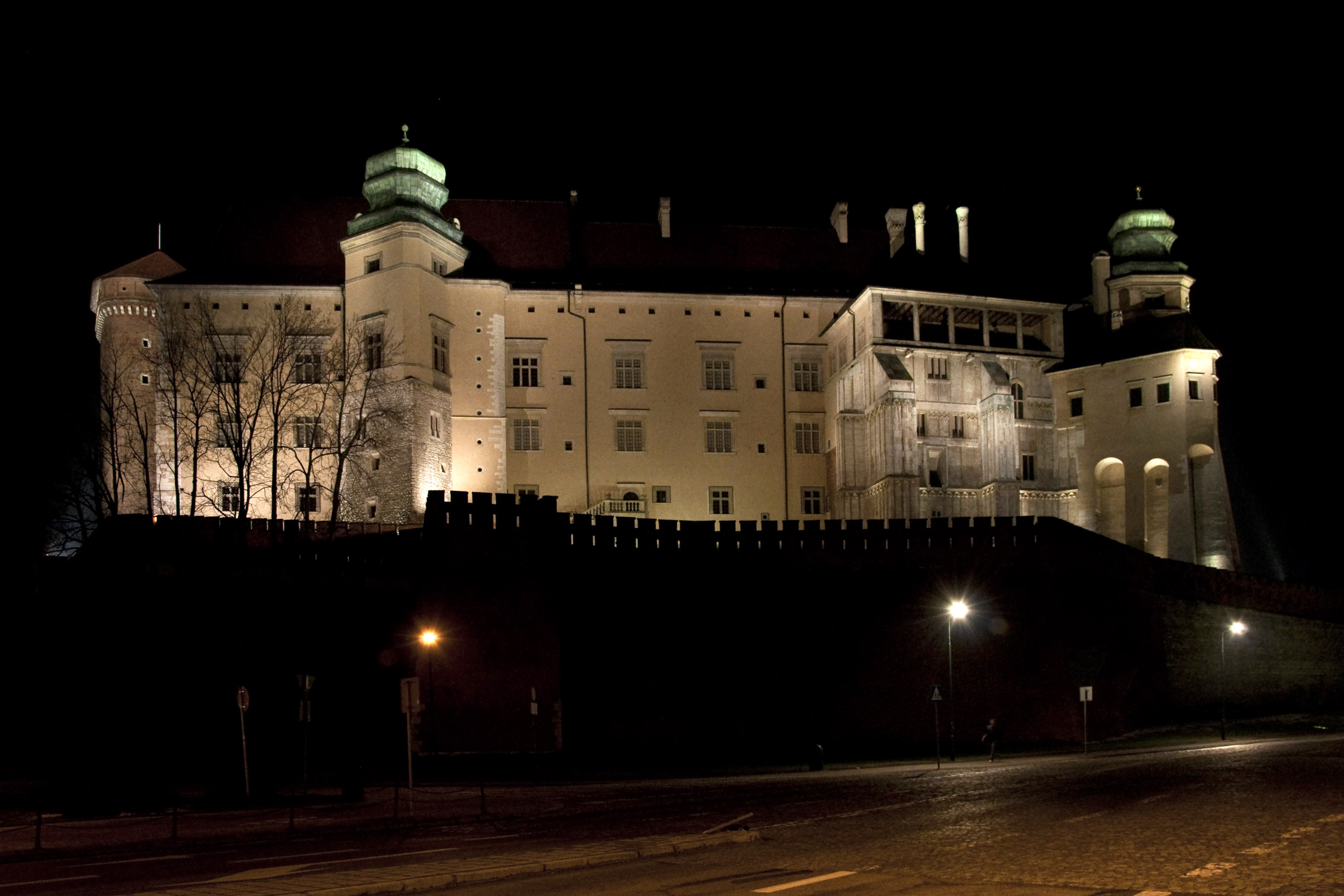
Zamek Królewski na Wawelu

- Stare Miasto – od 1978 r. wpisane na listę światowego dziedzictwa UNESCO
  - Rynek Główny
  - Sukiennice
  - Kościół Mariacki
  - Brama Floriańska
- Kolegiata św. Anny
- Collegium Maius Uniwersytetu Jagiellońskiego
  - Cmentarz Rakowicki
- Kazimierz – od 1978 r. wpisany na listę światowego dziedzictwa UNESCO
  - Cmentarz Remuh
  - Kościół na Skałce
- Kopiec Kościuszki

### Trasy turystyczne

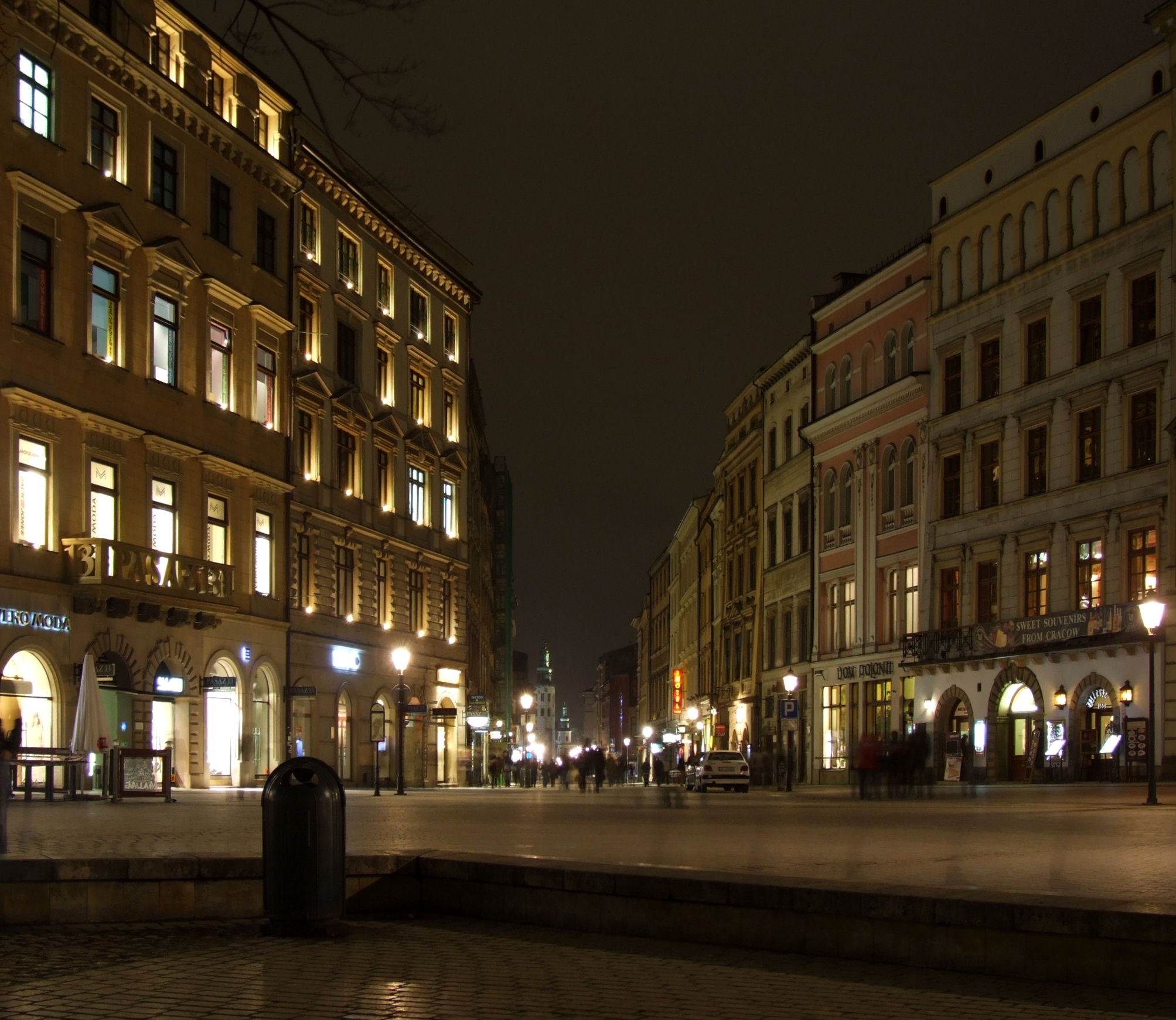
Ul. Grodzka – Droga Królewska tzw. Via Regia

W Krakowie wyznaczono kilkanaście oficjalnych tras turystycznych, większość z nich ma historyczne konotacje. Są to:
1. Droga Królewska (tzw. Via Regia)
2. Droga Skazańców (tzw. Via Dolorosa) z Ratusza przez Sławkowską i Długą do szubienicy za Kleparzem[211].
3. Trasa Uniwersytecka
4. Trasa Świętego Stanisława
5. Trasa Zabytków Żydowskich
6. Trasa Zabytków Zwierzyńca
7. Trasa Zabytków Podgórza
8. Trasa Nowohucka
9. Trasa „Ścieżkami Jana Pawła II”
10. Trasa „Spacer po Plantach wokół Starego Miasta”
11. Trasa „Spacer po Lesie Wolskim”
12. Szlak Twierdzy Kraków
13. Szlak „Kopce Krakowa”
14. Krakowski Szlak Techniki
15. Krakowski Szlak Świętych
16. Krakowski Szlak Generała Bema
17. krakowski odcinek małopolskiego Szlaku Architektury Drewnianej
18. krakowski odcinek (etap IX) Małopolskiej Drogi św. Jakuba

## Kultura

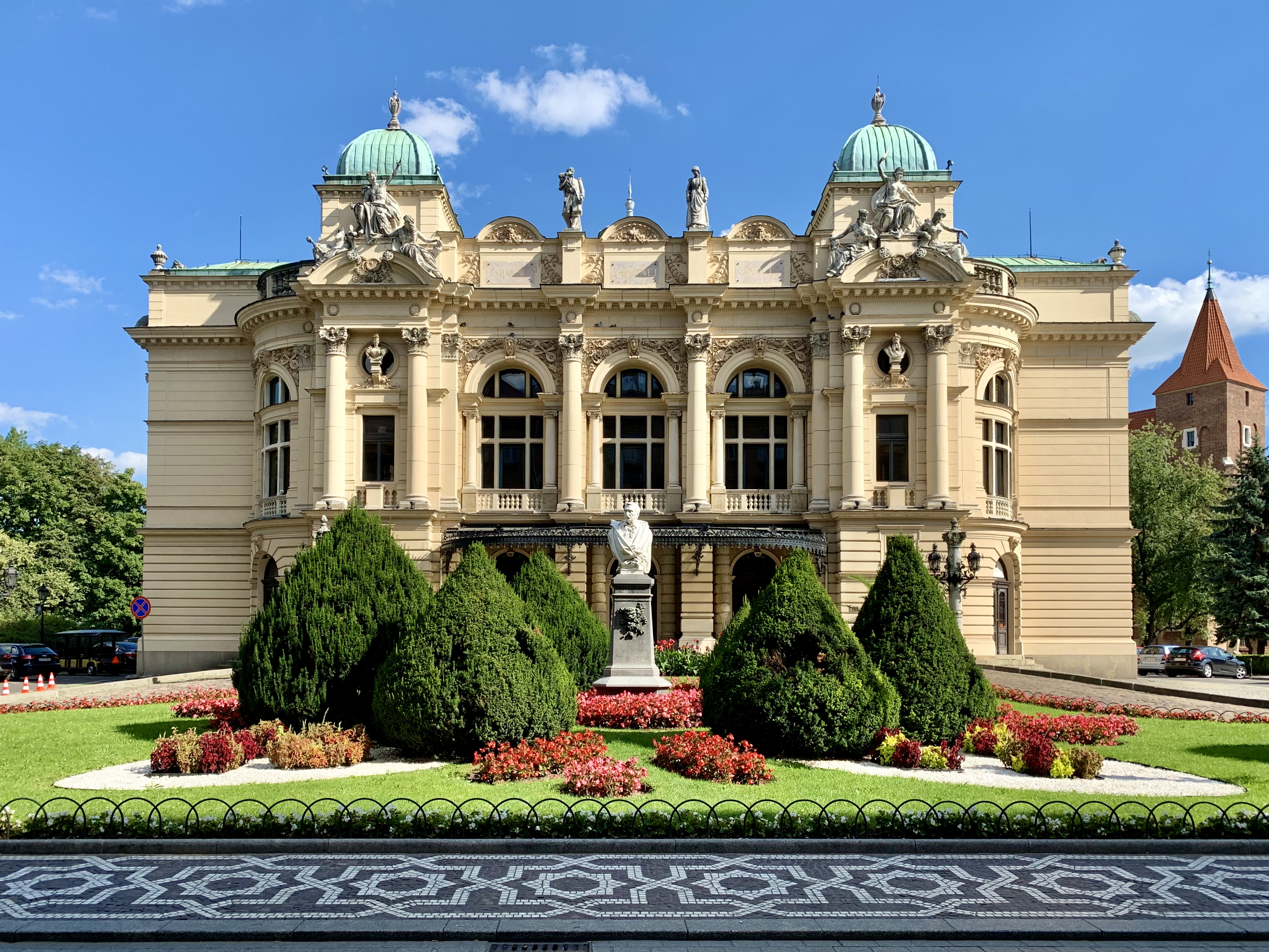
Teatr im. Juliusza Słowackiego

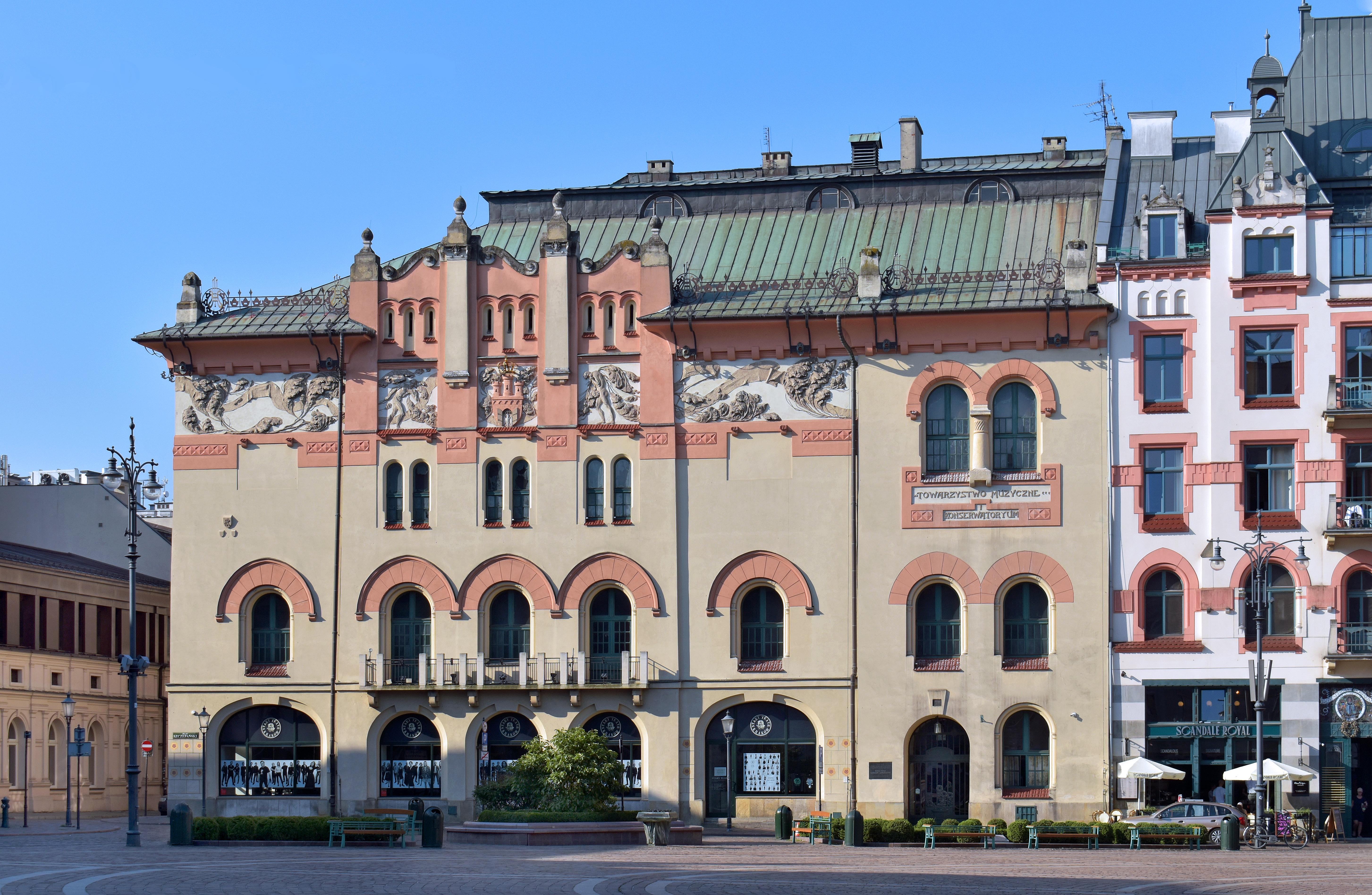
Stary Teatr im. Heleny Modrzejewskiej

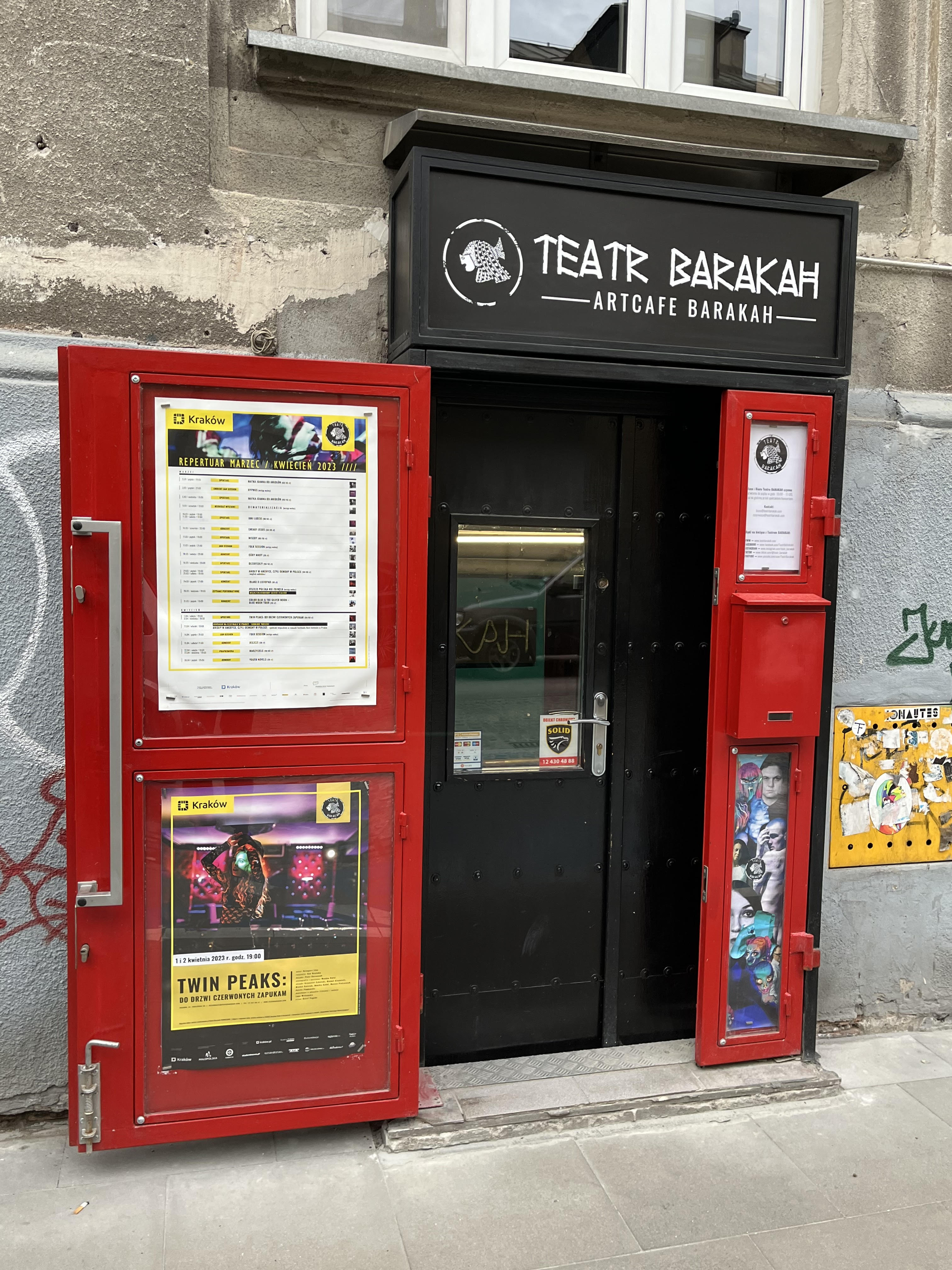
Teatr BARAKAH

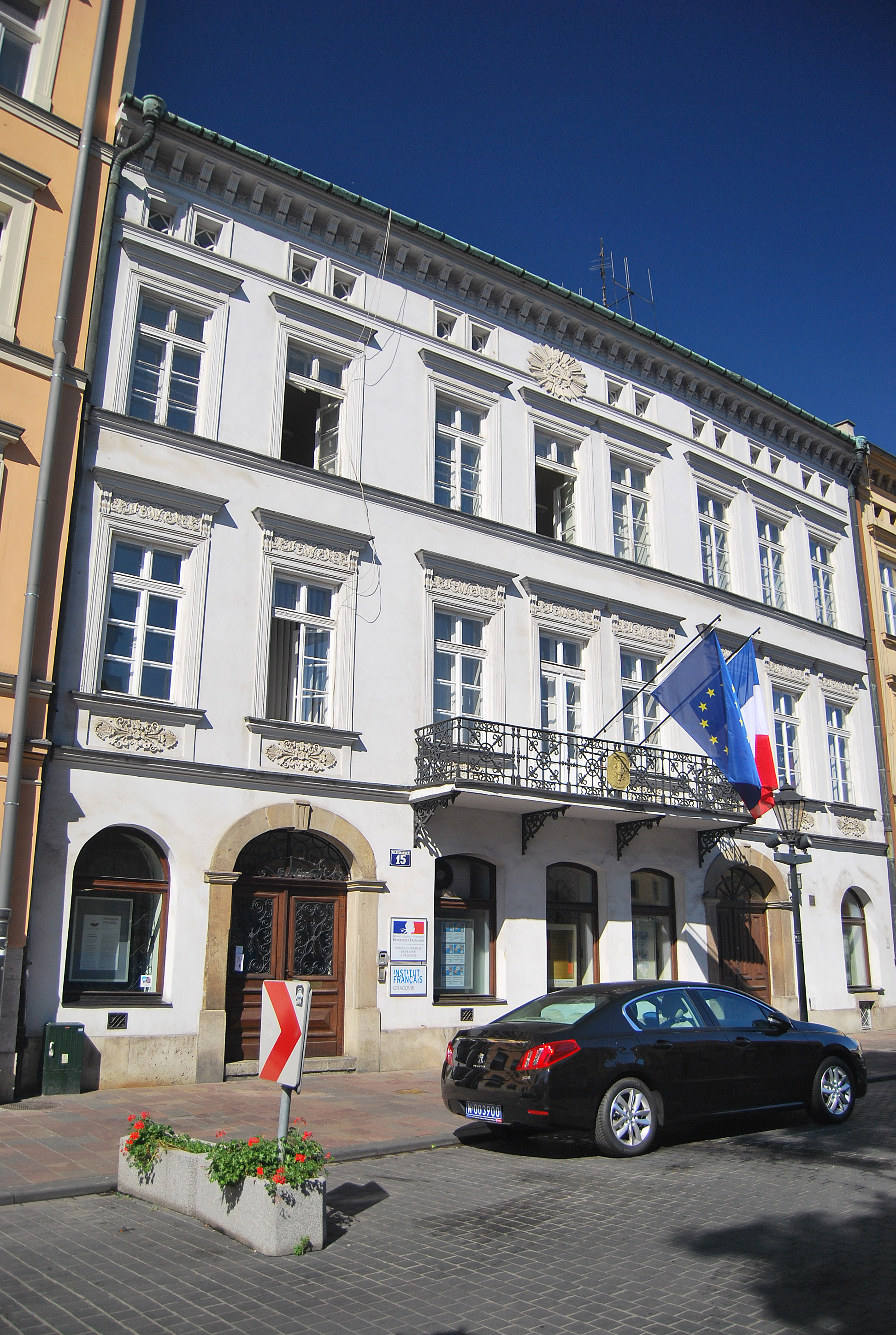
Instytut Francuski w Krakowie

Kraków jest ośrodkiem kulturalnym i turystycznym Europy. Obszar zabytkowego Starego Miasta oraz Kazimierza wpisano w 1978 r. na pierwszą listę światowego dziedzictwa kultury UNESCO. W roku 2000 Kraków otrzymał tytuł Europejskiej stolicy Kultury. W 2008 r. odwiedziło go blisko 7,5 miliona turystów, w tym ponad 2 miliony cudzoziemców. W Krakowie swe siedziby mają instytucje kulturalne o znaczeniu ogólnopolskim. Krakowskie tradycje (w tym pochód Lajkonika i szopkarstwo) są ujęte na Krajowej liście niematerialnego dziedzictwa kulturowego, a w 2018 r. krakowskie szopkarstwo wpisano jako pierwsze polskie zjawisko na Listę niematerialnego dziedzictwa kulturowego UNESCO.

### Teatry
W Krakowie istnieje kilkanaście teatrów, wśród nich pierwszy polski publiczny stały teatr zawodowy, Stary Teatr im. Heleny Modrzejewskiej, jeden z najstarszych w Polsce, który posiada status narodowej instytucji kultury. Ponadto działają m.in. Teatr im. Juliusza Słowackiego, Teatr BARAKAH, Teatr STU, Teatr Nowy, a w Nowej Hucie: Teatr Ludowy i Teatr Łaźnia Nowa. Działa też szereg mniejszych, często niezależnych teatrów.
W 2008 r. wzniesiono budynek Opery Krakowskiej przy ul. Lubicz. Zespół Opery występował wcześniej w budynku Teatru im. J. Słowackiego.

### Muzea i galerie

Muzeum Narodowe – Dama z gronostajem Leonardo da Vinci

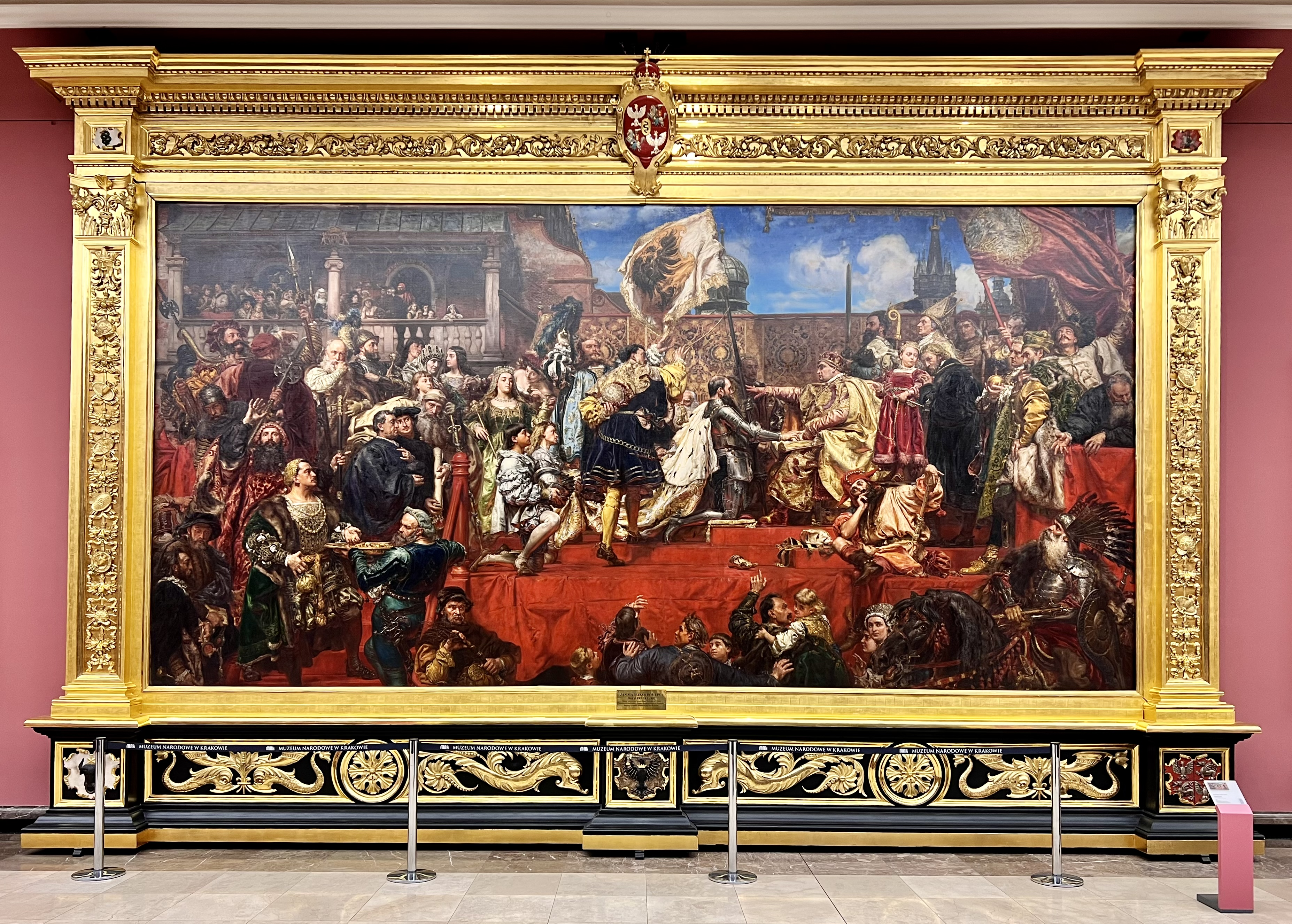
Galeria Sztuki Polskiej XIX wieku w Sukiennicach – Hołd pruski Jana Matejki

Największym działającym w mieście jest Muzeum Narodowe w Krakowie utworzone w 1879 roku, które posiada szereg oddziałów. Poza modernistycznym Gmachem Głównym mieszczącym się przy Alejach Trzech Wieszczów, gdzie prezentowane są głównie duże wystawy czasowe, w skład Muzeum Narodowego wchodzą m.in.: Pałac Biskupa Erazma Ciołka (wystawa sztuki średniowiecznej), Galeria Sztuki Polskiej XIX wieku w Sukiennicach, Kamienica Szołayskich im. Feliksa Jasieńskiego (głównie sztuka Młodej Polski), Muzeum im. Emeryka Hutten-Czapskiego (zbiory numizmatyczne).
W 2016 r. Muzeum Narodowe, w wyniku zakupu przez Skarb Państwa, przejęło również zarząd nad kolekcją i budynkami Muzeum Książąt Czartoryskich, należących do najcenniejszych polskich zbiorów sztuki. Muzeum Książąt Czartoryskich gromadziło od XIX wieku dzieła malarstwa europejskiego, rzemiosła artystycznego, grafiki, sztuki starożytnej oraz militaria. Najcenniejszym dziełem w jego zbiorach jest Dama z gronostajem Leonarda da Vinci.
Do muzeów prezentujących przede wszystkim historię miasta należą Zamek Królewski na Wawelu oraz Muzeum Historyczne Miasta Krakowa, a także zorganizowane w latach 1949–1964 przez Karola Estreichera w Collegium Maius Muzeum Uniwersytetu Jagiellońskiego. Później powstały też m.in. Muzeum Armii Krajowej i Muzeum PRL-u.
W Krakowie działają liczne muzea tematyczne, m.in. Muzeum Inżynierii Miejskiej, Muzeum Archeologiczne, Muzeum Etnograficzne, Żydowskie Muzeum Galicja. Szereg placówek w Krakowie zajmuje się prezentacją sztuki, są to m.in. Muzeum Sztuki i Techniki Japońskiej „Manggha”, Muzeum Sztuki Współczesnej MOCAK, Galeria Sztuki Współczesnej „Bunkier Sztuki”, Cricoteka, Muzeum Historii Fotografii, Pałac Sztuki Towarzystwa Przyjaciół Sztuk Pięknych. Ponadto w Krakowie działają liczne prywatne galerie sztuki.
Podczas krakowskiej Nocy Muzeów wstęp na wszystkie ekspozycje jest darmowy.

### Biblioteki
W Krakowie działają licznie biblioteki, m.in. miejska Biblioteka Kraków grupująca cztery dawne biblioteki dzielnicowe oraz Wojewódzka Biblioteka Publiczna, biblioteka przy Ośrodku Kultury im. C.K. Norwida i biblioteka przy Regionalnym Ośrodku Edukacji Ekologicznej. Poza tym na terenie miasta działa 16 bibliotek naukowych (głównie przy uczelniach i instytutach naukowych), m.in. Biblioteka Jagiellońska, Biblioteka Książąt Czartoryskich, Pedagogiczna Biblioteka Wojewódzka im. Hugona Kołłątaja, Biblioteka Naukowa Polskiej Akademii Umiejętności i Polskiej Akademii Nauk.

### Muzyka

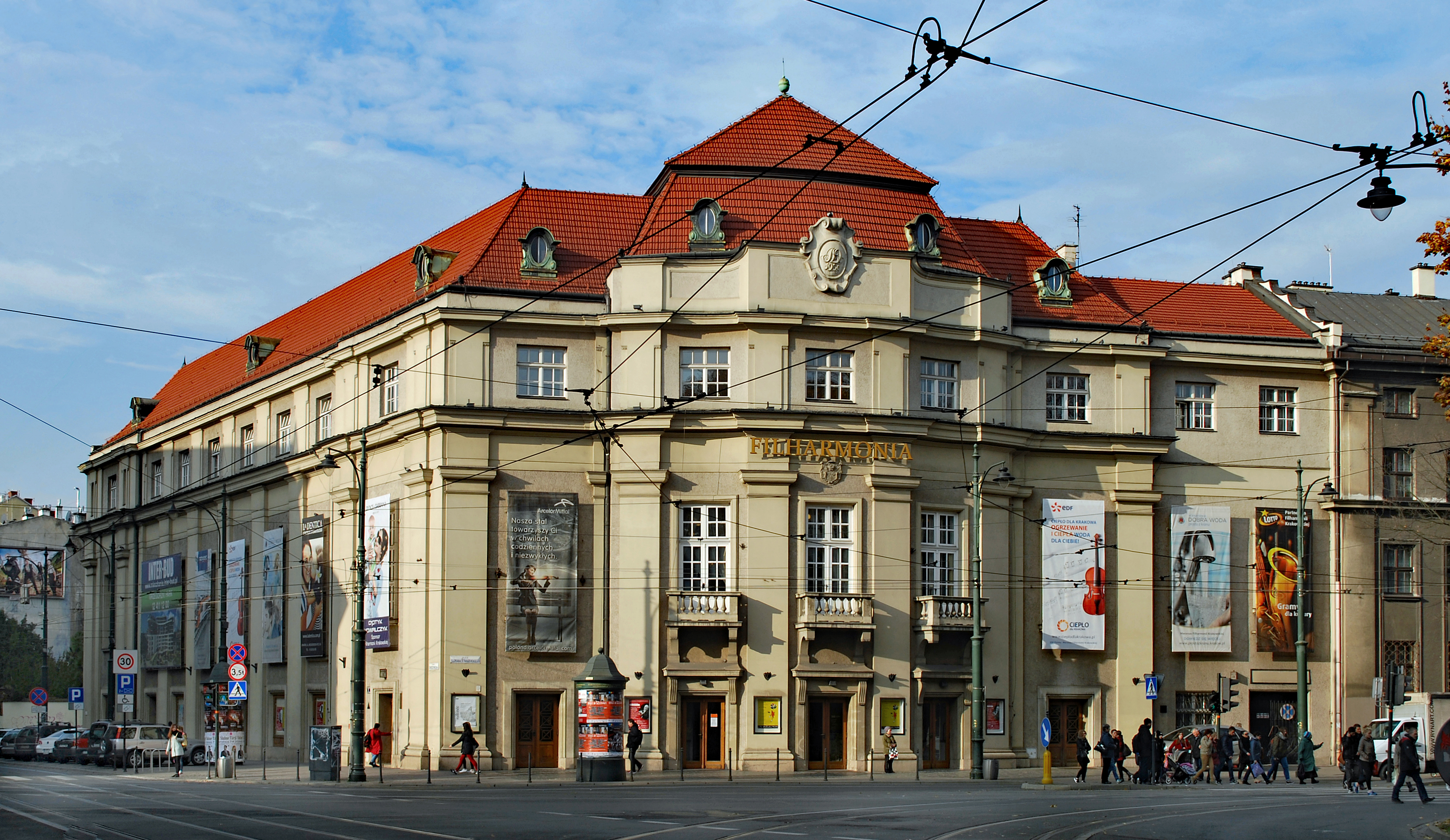
Filharmonia Krakowska

W mieście działa Filharmonia im. Karola Szymanowskiego. Ponadto funkcjonują tu od kilkudziesięciu lat dwie orkiestry, mające status miejskich instytucji kultury: Capella Cracoviensis oraz Sinfonietta Cracovia.

### Kina

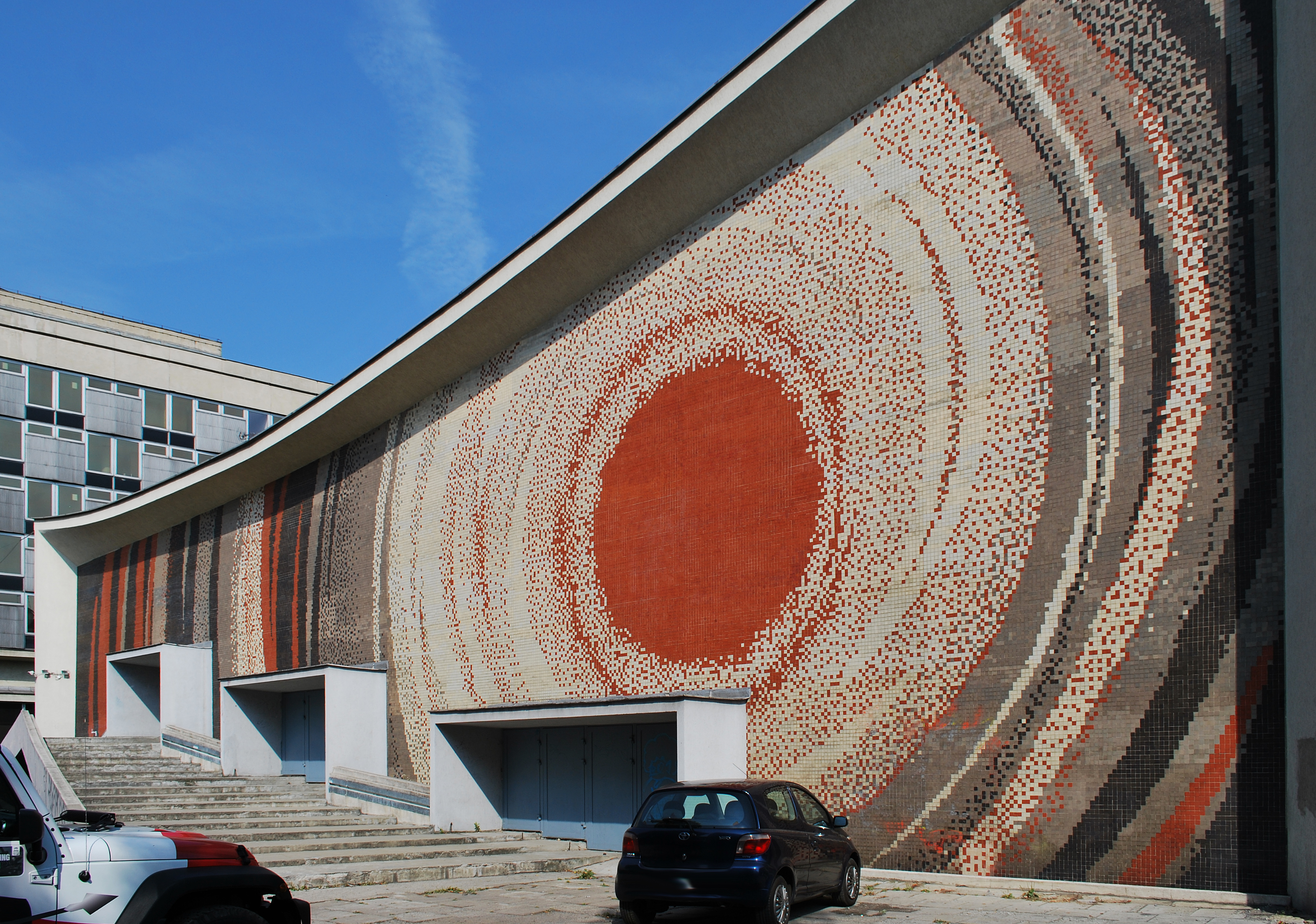
Mozaika na fasadzie modernistycznej bryły Kina Kijów

Poza multipleksami działającymi najczęściej przy galeriach handlowych, Kraków posiada szereg kin studyjnych prezentujących bardziej artystyczny lub niszowy repertuar, z których część zrzeszona jest w Sieci Kin Studyjnych i Lokalnych. Są wśród nich m.in. Kino „Kijów”, Krakowskie Centrum Kinowe ARS, Kino „Pod Baranami”, Kino Mikro i Kino Agrafka.

### Festiwale i wydarzenia kulturalne

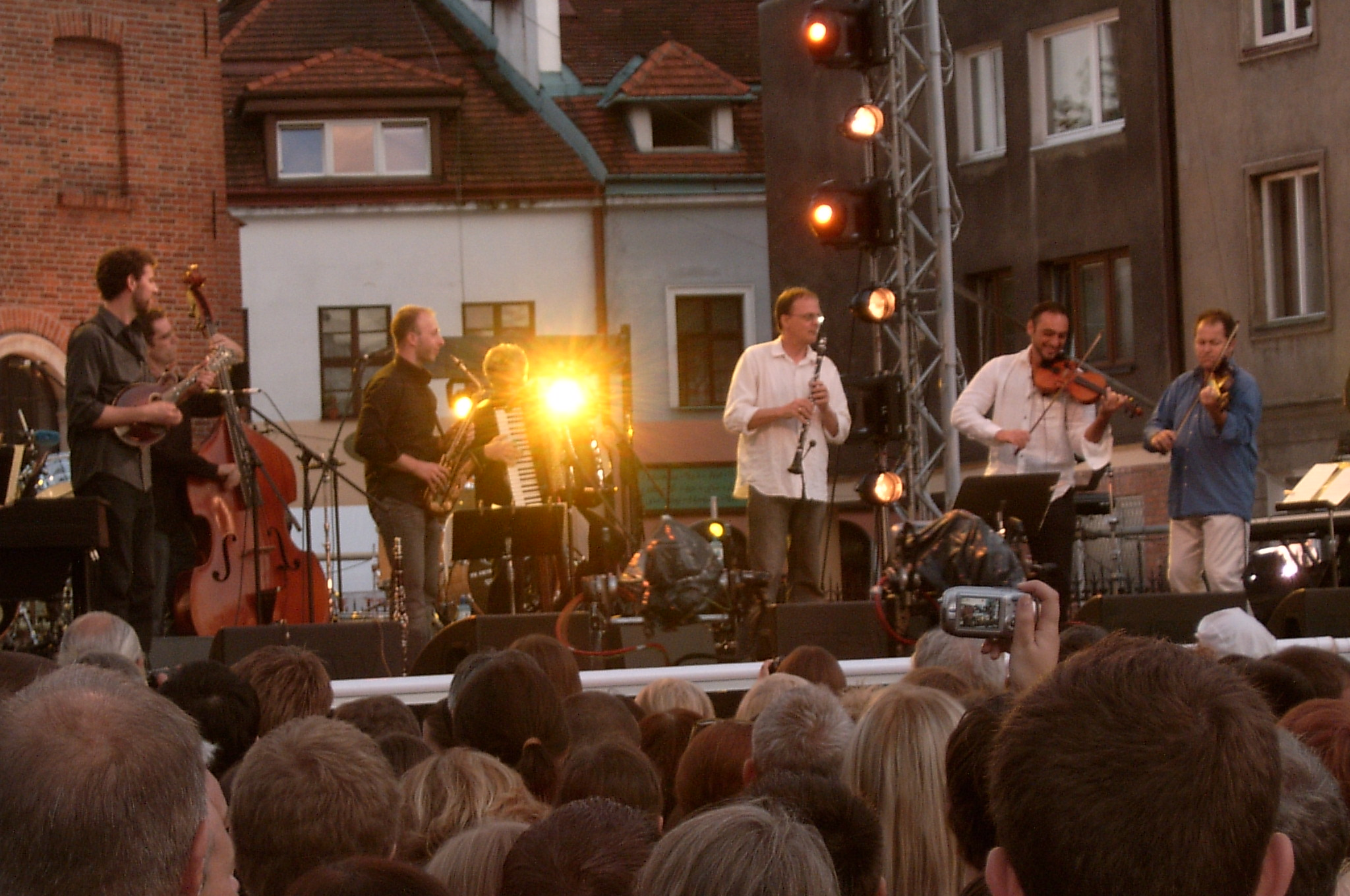
Festiwal Kultury Żydowskiej na krakowskim Kazimierzu

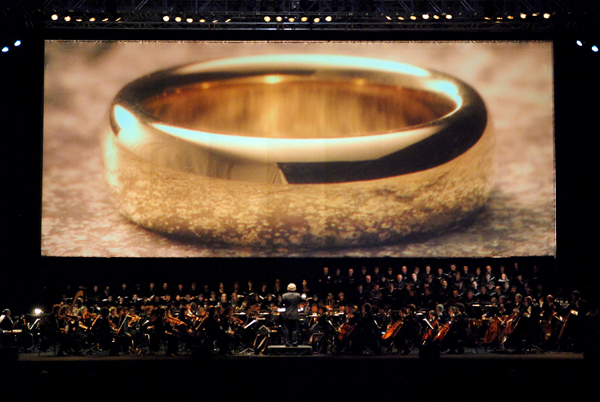
Wykonanie muzyki z filmu Władca Pierścieni na Festiwalu Muzyki Filmowej

W Krakowie odbywają się liczne festiwale, duża część przy współudziale Krakowskiego Biura Festiwalowego, m.in.:
- Festiwal Kultury Żydowskiej

Festiwale muzyczne
- Unsound
- Sacrum Profanum
- Festiwal Muzyki Filmowej
- Misteria Paschalia
- Muzyka w Starym Krakowie
- Festiwal Muzyki Polskiej
- Studencki Festiwal Piosenki
- Jazz Juniors
- Bluesroads Festival
- Krakowska Wiosna Muzyki
- Dni Muzyki Organowej
- Międzynarodowy Festiwal Piosenki Żeglarskiej „Shanties”
- Coke Live Music Festival
- Festiwal Zaczarowanej Piosenki

Festiwale filmowe
- Krakowski Festiwal Filmowy
- Międzynarodowy Festiwal Kina Niezależnego Off Camera
- Etiuda & Anima

Festiwale teatralne
- Międzynarodowy Festiwal Teatralny Boska Komedia[214]
- Opera Rara
- Międzynarodowy Festiwal Teatrów Ulicznych Ulica
- Krakowskie Reminiscencje Teatralne
- PaKA

Festiwale literackie
- Festiwal Literacki Czesława Miłosza
- Conrad Festival

Festiwale sztuki
- ArtBoom Festival
- Cracow Art Week
- Międzynarodowe Triennale Grafiki w Krakowie (do 1991 r. Międzynarodowe Biennale Grafiki)

Festiwale naukowe
- Copernicus Festival
- Festiwal Nauki w Krakowie
- Noc Naukowców
- Studencki Festiwal Informatyczny
- Krakowski Piknik Archeologiczny

### Imprezy
- Emaus
- Festiwal Pierogów
- Juwenalia – coroczne święto studentów
- Lajkonik
- MediaTory – Studenckie Nagrody Dziennikarskie
- Parada Jamników
- Powitanie Nowego Roku i Zabawa Sylwestrowa na Rynku Głównym
- Rękawka
- Wianki
- Wielka Parada Smoków

### Filmy nakręcone w Krakowie
W Krakowie zrealizowano zdjęcia do szeregu filmów i seriali, wśród których były m.in.:
- 33 sceny z życia Małgorzaty Szumowskiej
- Anioł w Krakowie Artura Więcka
- Boże skrawki Yurka Bogayevicza
- Bracia Karamazow Petra Zelenka
- Człowiek z marmuru Andrzeja Wajdy
- Historie miłosne Jerzego Stuhra
- Jowita Janusza Morgensterna
- Karol – człowiek, który został papieżem Giacomo Battiato
- Katyń Andrzeja Wajdy
- Kler Wojciecha Smarzowskiego
- Lista Schindlera Stevena Spielberga
- Miasto skarbów Marcina Ziębińskiego i Piotra Jaworskiego
- Na srebrnym globie Andrzeja Żuławskiego
- Noce i dnie Jerzego Antczaka
- Parada serc Filipa Zyblera
- Pod Mocnym Aniołem Wojciecha Smarzowskiego
- Podróż za jeden uśmiech Adama Bahdaja
- Podwójne życie Weroniki Krzysztofa Kieślowskiego
- Rysa Michała Rosy
- Spis cudzołożnic Jerzego Stuhra
- Trzecia część nocy Andrzeja Żuławskiego[215]
- Uwikłanie Jacka Bromskiego
- Vinci Juliusza Machulskiego
- Wesele Wojciecha Smarzowskiego

Szczególnie częste wykorzystanie krakowskich plenerów można zaobserwować w pierwszych latach XXI wieku w związku z rosnącym zainteresowaniem twórców z Bollywood.

## Religia

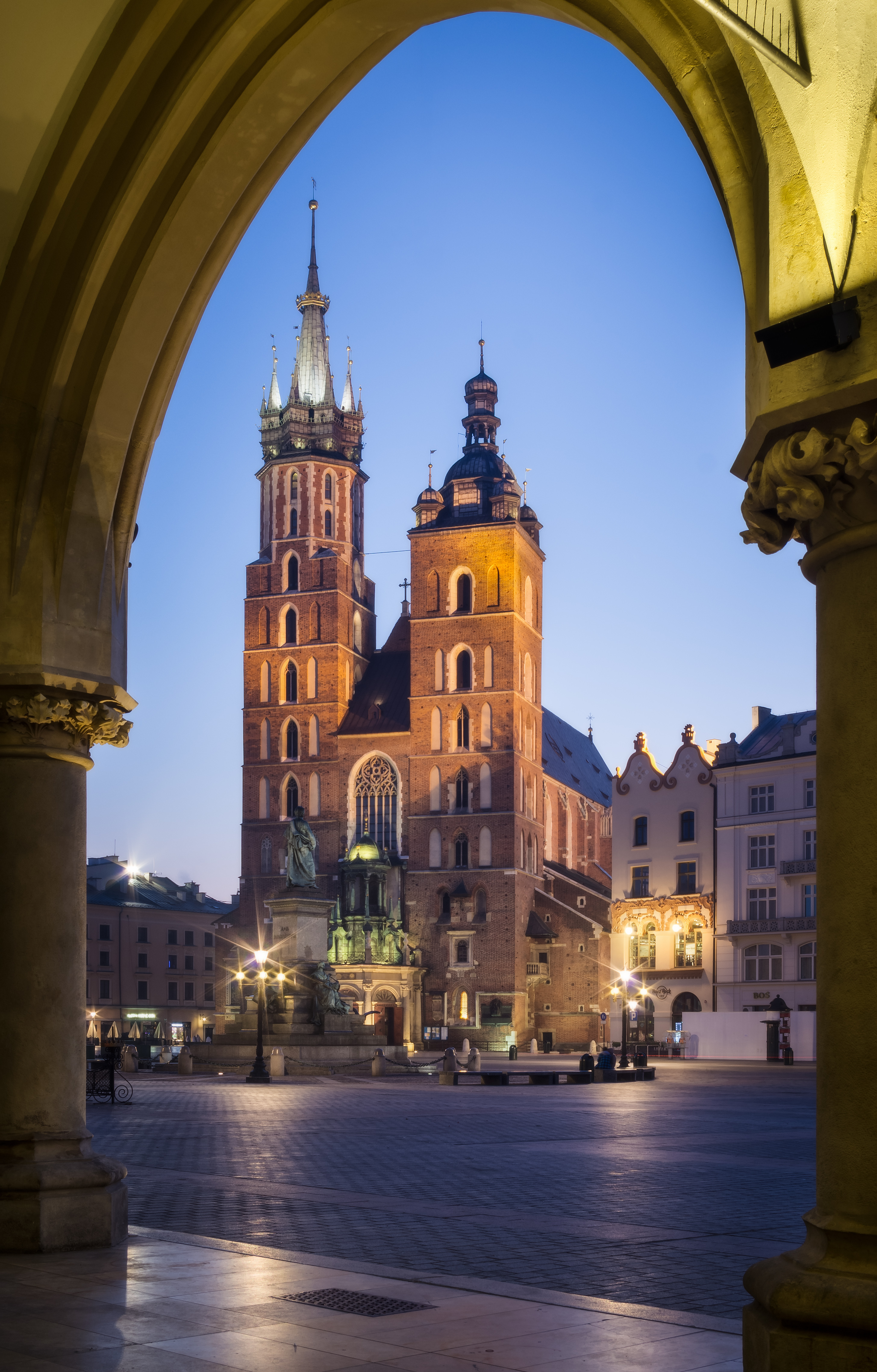
Kościół Mariacki

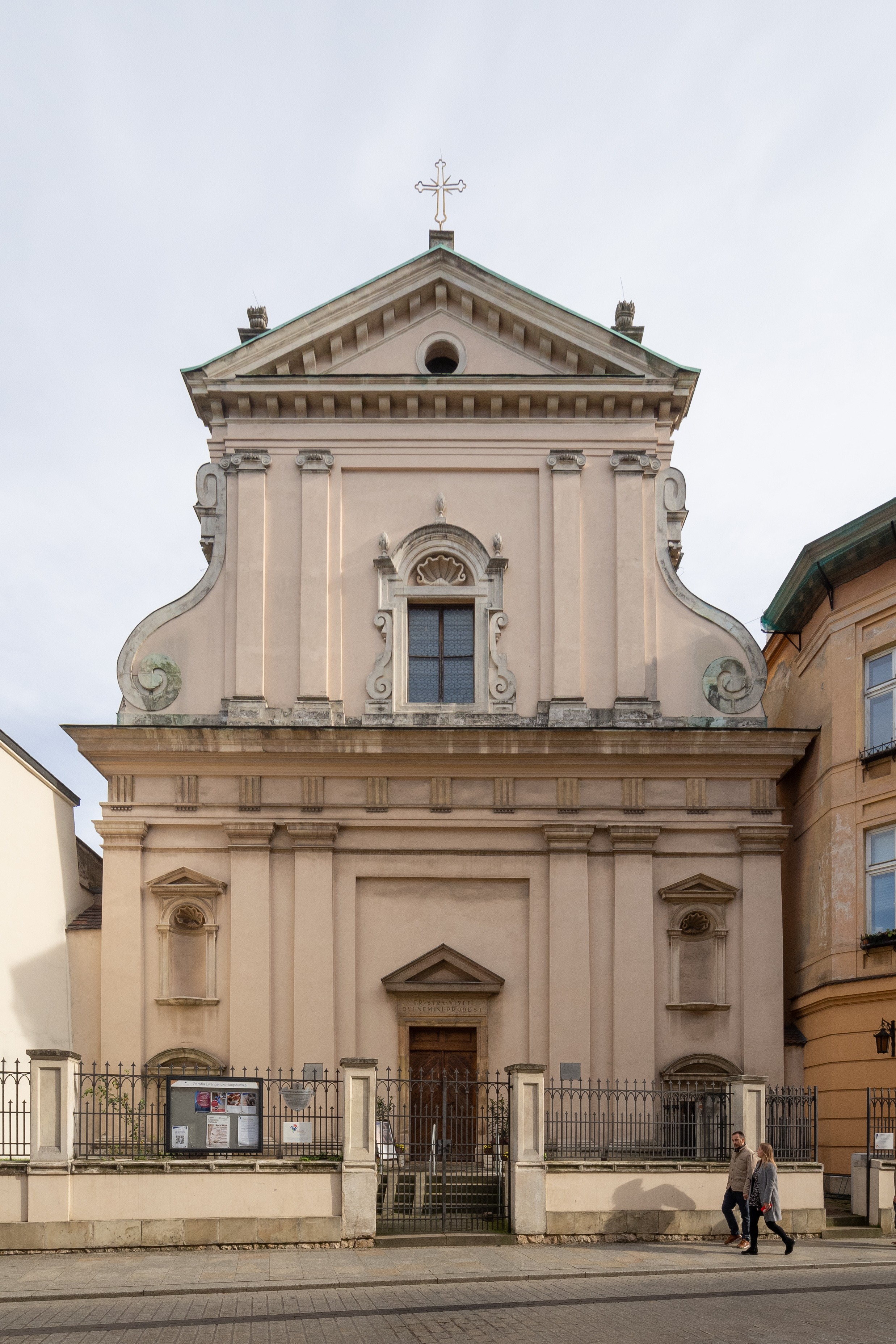
Kościół ewangelicko-augsburski św. Marcina w Krakowie

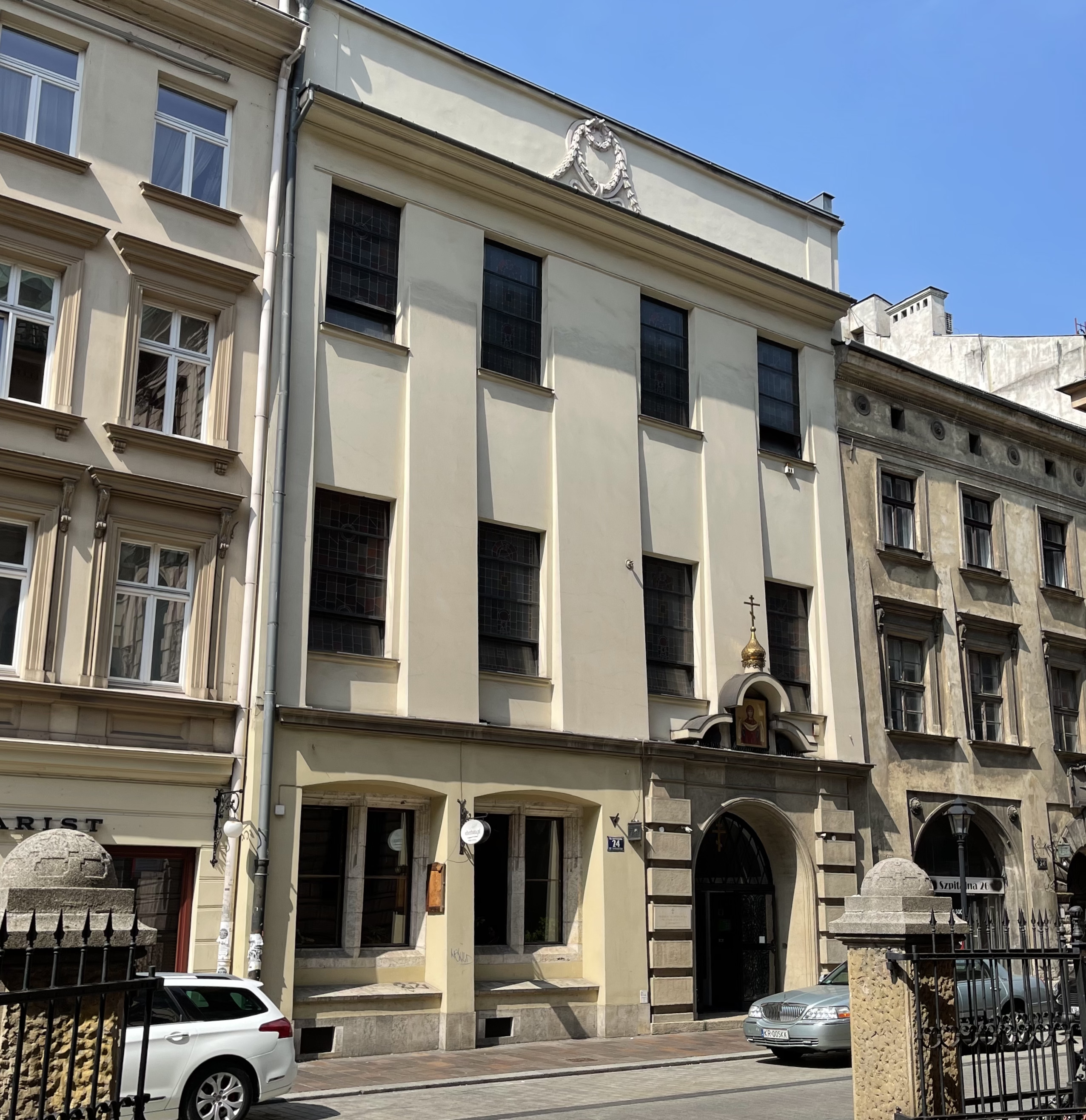
Cerkiew prawosławna Zaśnięcia Najświętszej Maryi Panny w Krakowie

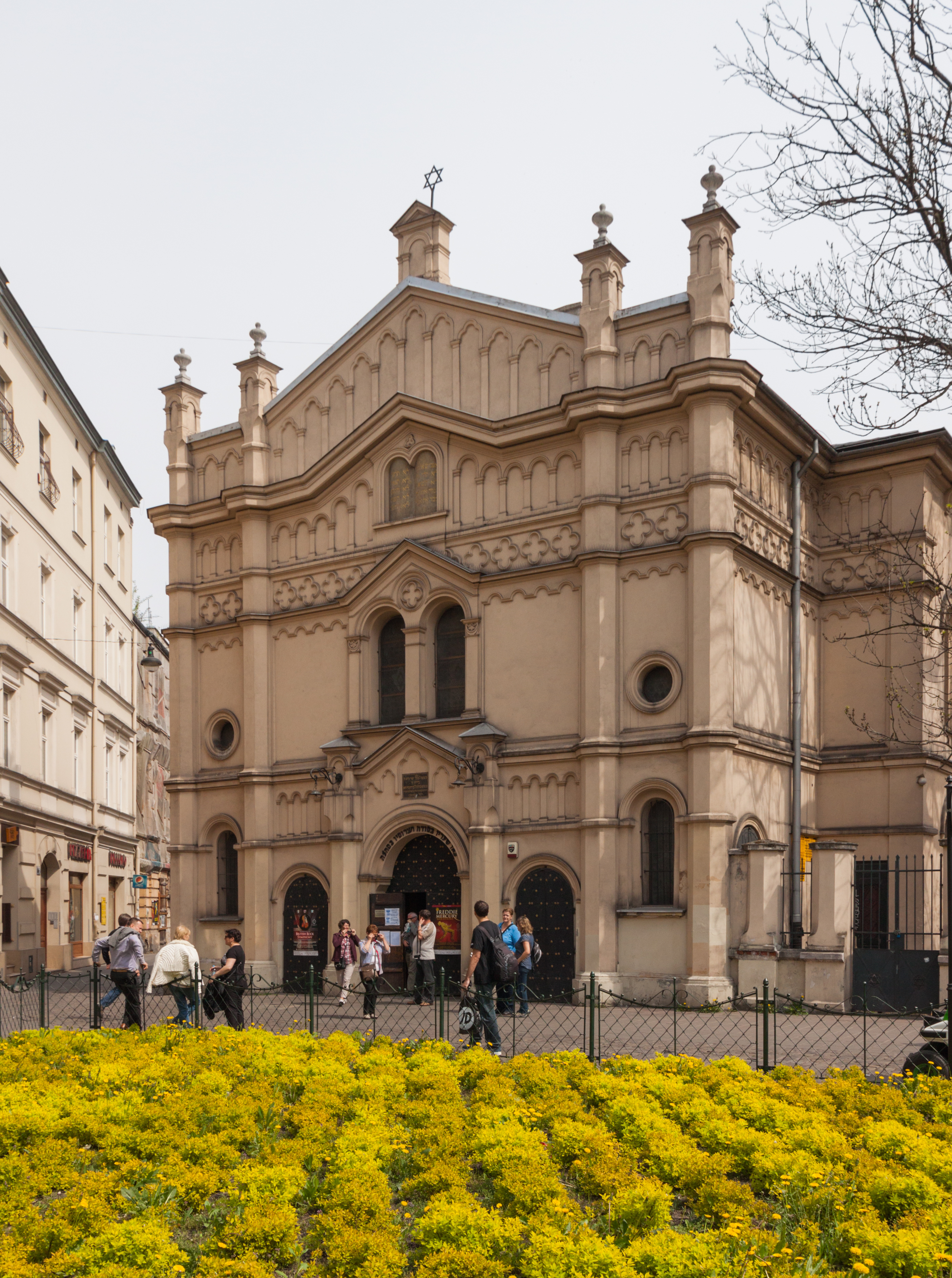
Synagoga Tempel

Na mocy decyzji podjętych na zjeździe gnieźnieńskim, od 1000 roku nieprzerwanie stolica diecezji krakowskiej (jednej z pięciu w ówczesnej Polsce), a od 1925 r. archidiecezji i metropolii. Kraków jest miastem o największej w Polsce liczbie świątyń katolickich – w mieście znajdują się 182 kościoły. Głównym patronem miasta obranym przez mieszkańców i radę miejską w 1715 r. jest św. Józef Oblubieniec NMP. Kraków był gospodarzem Światowych Dni Młodzieży w 2016 r.
Według Narodowego Spisu Powszechnego w 2021 roku 59,02% mieszkańców Krakowa deklarowało się jako osoby wierzące, w tym 58,02% należało do Kościoła rzymskokatolickiego; 13,73% osób nie należało do żadnego wyznania, 27,17% osób odmówiło odpowiedzi na pytanie.
Wspólnoty wyznaniowe w Krakowie:
- Wiara Bahá'í w Polsce[217][218][219]
- Buddyzm – Szkoła Zen Kwan Um w Polsce; Sanga Zen uczniów Mistrza Kaisena; Wspólnota Buddyjska Triratna; Związek Buddyjski Tradycji Karma Kamtzang; Buddyjski Związek Diamentowej Drogi Linii Karma Kagyu.
- Hinduizm – Międzynarodowe Towarzystwo Świadomości Kryszny[220]
- Islam – Liga Muzułmańska w RP[221]
- Judaizm – w Krakowie przed II wojną światową funkcjonowało co najmniej 90 synagog[222], z czego obecnie czynne są 2, ale tylko w synagodze Remu regularnie odbywają się nabożeństwa[223].
  - Beit Kraków[224]
  - Chabad-Lubawicz[225]
  - Światowa Unia dla Judaizmu Postępowego – Or Hadasz – Stowarzyszenie Żydów Postępowych w Krakowie[226]
  - Związek Gmin Wyznaniowych Żydowskich w Rzeczypospolitej Polskiej – Gmina Wyznaniowa Żydowska w Krakowie[227]
- Katolicyzm:
  - Kościół katolicki
    - Obrządek bizantyjsko-ukraiński (greckokatolicki) (jedna parafia)[228],
    - Obrządek łaciński (120 kościołów, w tym 44 kościoły parafialne, 4 kościoły rektoralne oraz 1 parafia wojskowa),
    - Obrządek ormiański – jedna parafia[229].

  - Starokatolicyzm:
    - Kościół Polskokatolicki w RP[230];
    - Reformowany Kościół Katolicki w Polsce[231];
    - Mariawici z Kościoła Starokatolickiego Mariawitów[232] i Kościoła Katolickiego Mariawitów
- Prawosławie – Polski Autokefaliczny Kościół Prawosławny[233].
- Protestantyzm:
  - Ewangeliczny Kościół Chrześcijański[234]
  - Ewangeliczny Kościół Metodystyczny w RP[235];
  - Kościół Adwentystów Dnia Siódmego[236] (siedziba diecezji południowej Kościoła Adwentystów Dnia Siódmego)[237]
  - Kościół Anglikański w Polsce[238];
  - Kościół Baptystyczny „Betel”[239];
  - Kościół Boży w Chrystusie[240];
  - Kościół Boży w Polsce[241]
  - Kościół Chrześcijan Baptystów[242];
  - Kościół Chrześcijan Pełnej Ewangelii Obóz Boży[243][244];
  - Kościół Chrześcijan Wiary Ewangelicznej w RP[245];
  - Kościół Chrześcijański w Krakowie[246]
  - Kościół Chrześcijański „Dobra Nowina” w Krakowie[247]
  - Kościół Chwały[248]
  - Kościół Ewangelicko-Augsburski w RP[249];
  - Kościół Ewangelicko-Metodystyczny w RP[250];
  - Kościół Ewangelicko-Prezbiteriański w Polsce[251];
  - Kościół Ewangelicko-Reformowany w RP[252];
  - Kościół Ewangeliczny „Misja Łaski”[253];
  - Kościół Zielonoświątkowy w RP[254];
- Restoracjonizm:
  - Kościół Jezusa Chrystusa Świętych w Dniach Ostatnich[255]
  - Świadkowie Jehowy
    - 26 zborów (w tym zbór angielskojęzyczny, zbór hiszpańskojęzyczny, języka migowego, dwa zbory rosyjskojęzyczne, dwa zbory ukraińskojęzyczne)[256], korzystających z trzech pojedynczych Sal Królestwa i dwóch kompleksów Sal Królestwa.

  - Świecki Ruch Misyjny „Epifania”[257]
  - Zrzeszenie Wolnych Badaczy Pisma Świętego[258].
- Rodzimowierstwo słowiańskie – Gromada MIR[259], Gromada „Wanda”[260], Krakowscy Rodzimowiercy[261], Rodzima Wiara[262], Wolni Rodzimowiercy Krakowa[263]
- Nowe ruchy religijne – Lectorium Rosicrucianum[264], Wspólnota Chrześcijan[265][266], Zakon Braci Zjednoczenia Energetycznego[267].

## Media

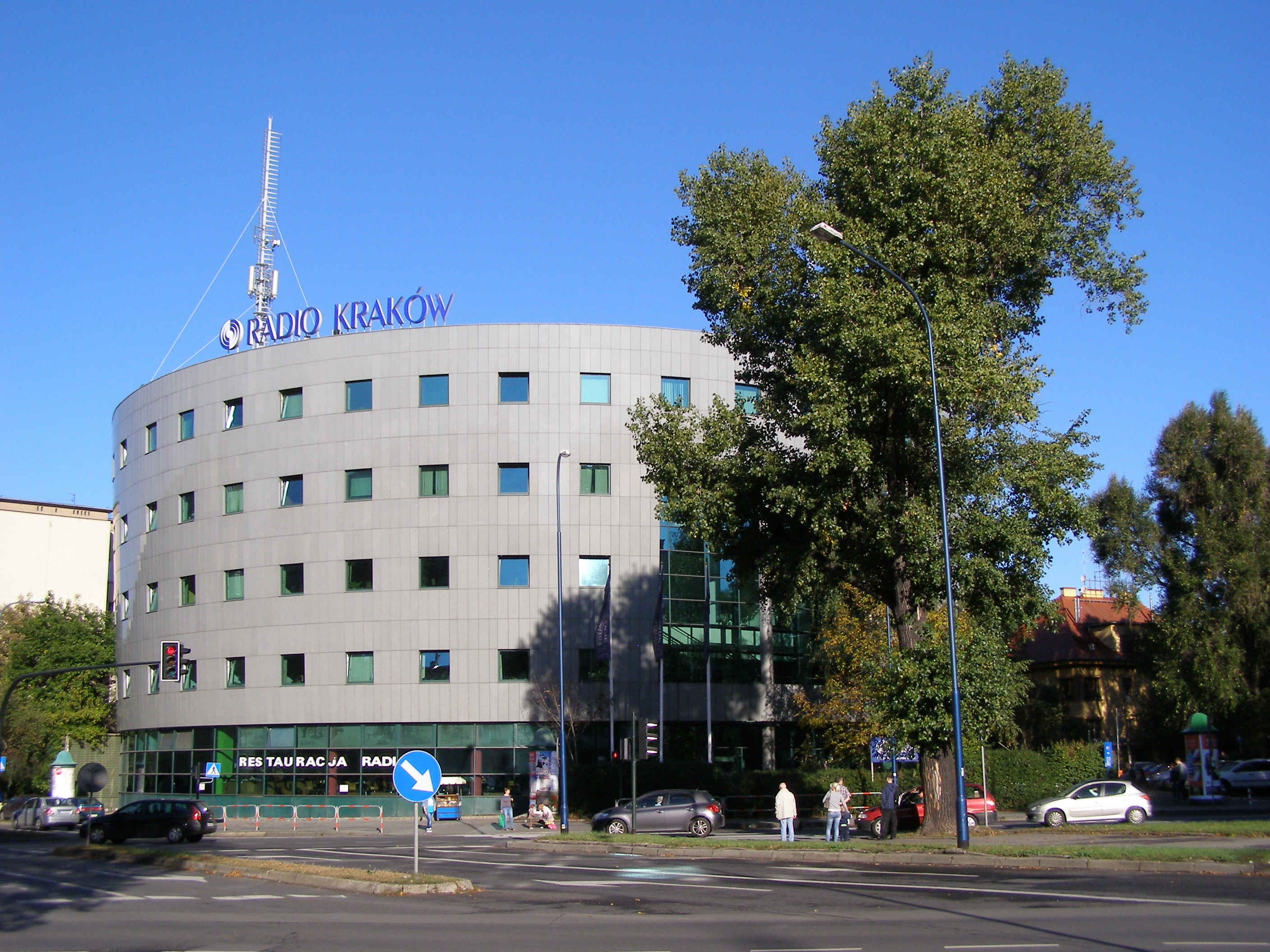
Siedziba Radia Kraków (al. Słowackiego)

Do gazet o zasięgu ogólnopolskim, wywodzących się z Krakowa należą „Przekrój” oraz „Tygodnik Powszechny”. W Krakowie siedziby mają ponadto dwa znaczące portale internetowe Onet i Interia oraz najpopularniejsze radio w Polsce RMF FM.

### Prasa
Regionalnymi gazetami wydawanymi codziennie są „Gazeta Krakowska” i „Dziennik Polski”.

### Stacje radiowe
W Krakowie nadaje kilka rozgłośni radiowych. W budynku przy Kopcu Kościuszki mieści się siedziba rozgłośni RMF FM, RMF Classic i RMF Maxxx, a w budynku na al. Słowackiego – regionalnego Radio Kraków. Działa również oddział radia ESKA oraz kilka internetowych rozgłośni studenckich.

### Stacje telewizyjne
Miasto jest siedzibą oddziału regionalnego Telewizji Polskiej – TVP3 Kraków, mieszczącego się na Krzemionkach Podgórskich. Przy ul. płk. Dąbka 2 znajduje się kompleks budynków największego oddziału regionalnego telewizji TVN (dawniej TV Wisła i TVN Południe) oraz TTV, w którym mieszczą się redakcje programów Uwaga! i Superwizjer, a także studia m.in. „Rozmów w toku”, 36,6. Były tam również produkowane popularne programy, takie jak Nie do wiary, Na ratunek, Detektywi, Kryminalne gry, Granice, Agent, Fakty Południe, Multikino, czy seriale – jak na przykład Julia, W11, czy Szkoła. W biurowcu przy ul. Ludwinowskiej 7 mieści się krakowska redakcja kanału TVN24 oraz czołowego programu informacyjnego telewizji TVN – Faktów TVN. W Kamienicy Pod Konikiem przy Rynku Głównym siedzibę ma lokalny oddział telewizji Polsat oraz lokalny oddział telewizji Superstacja.

## Sport

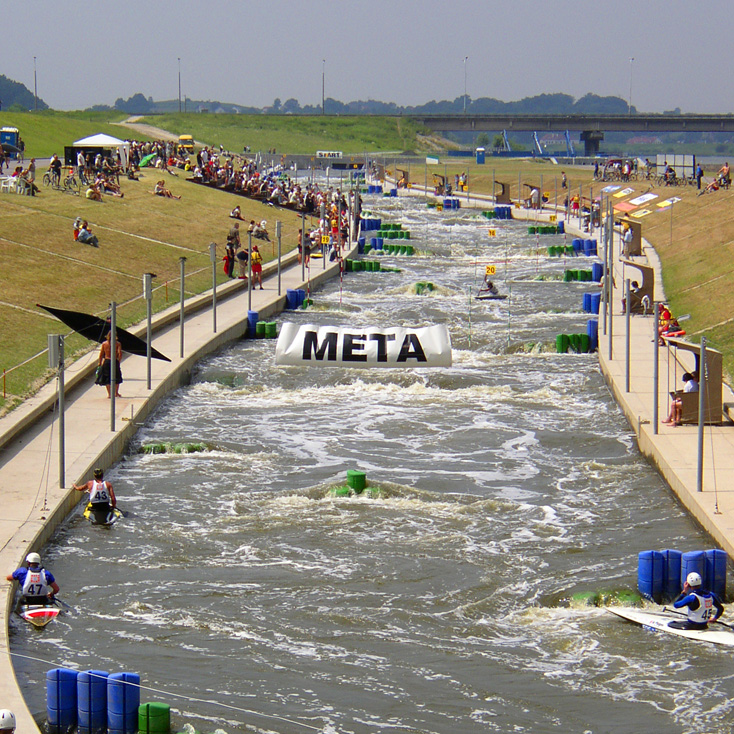
Tor kajakarstwa górskiego

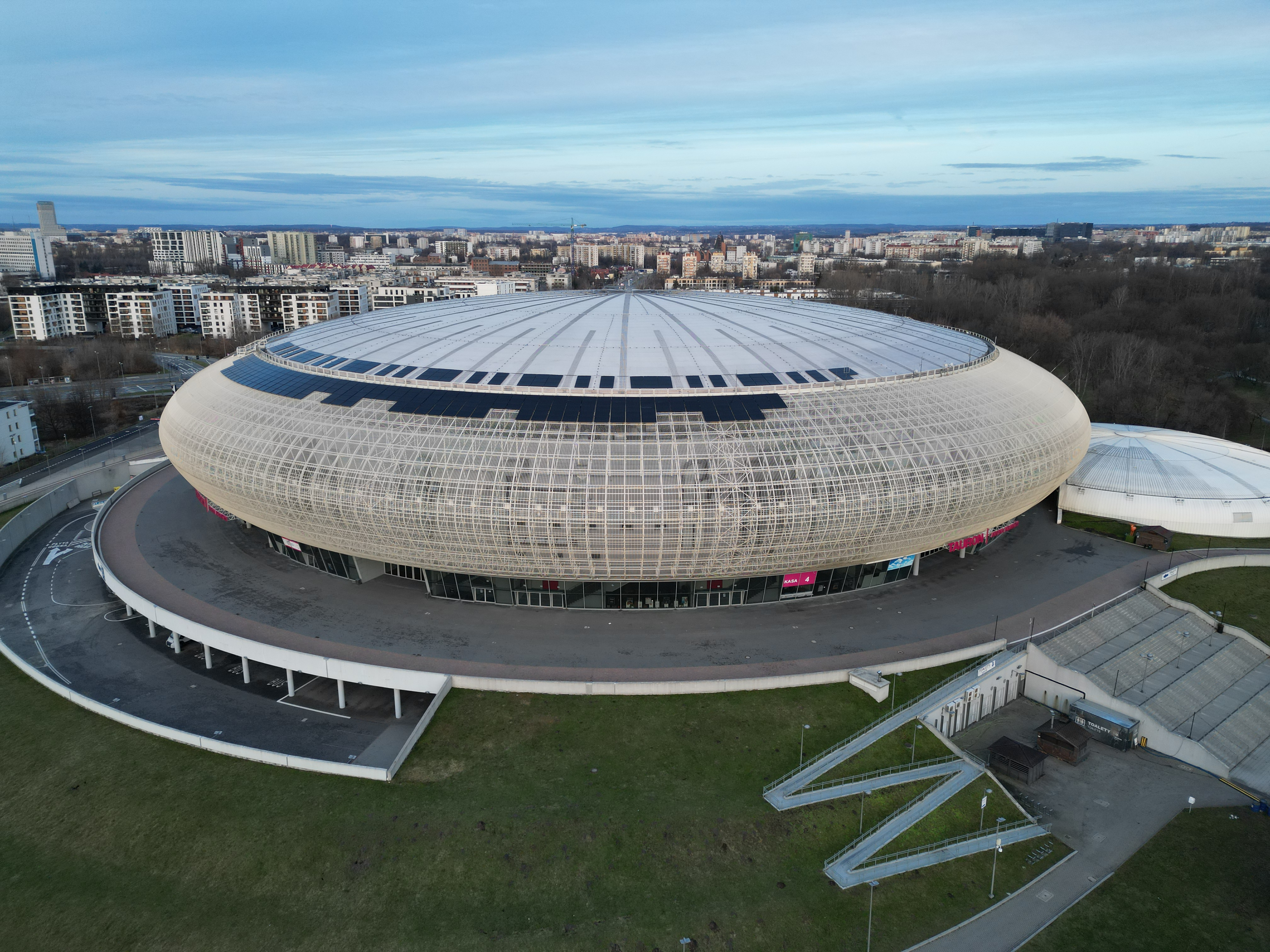
Kraków Arena – największa hala widowiskowo-sportowa w Polsce i jeden z obiektów MŚ w Piłce Siatkowej Mężczyzn 2014

W 1869 r. wprowadzono w Galicji (a więc również w Krakowie) wychowanie fizyczne do szkół. W roku 1885 utworzone zostało krakowskie Towarzystwo Gimnastyczne „Sokół”, a w 1892 jego Oddział Wioślarski. W 1889 r. prof. dr Henryk Jordan założył w Krakowie Park Zabaw i Gier, gdzie młodzież mogła swobodnie poznawać i uprawiać sport. Przełomowym okresem w historii krakowskiego sportu był rok 1906, kiedy powstały najstarsze obecnie kluby piłkarskie w Polsce: Cracovia i Towarzystwo Sportowe Wisła. W tym samym czasie powstał Klub Sportowy Juvenia – początkowo również piłkarski, znany obecnie głównie z sekcji rugby. W 1919 r. powstał Wojskowy Klub Sportowy „Wawel Kraków”. Właśnie w Krakowie, jeszcze w czasie zaborów, powstał Związek Polskiej Piłki Nożnej dla Galicji (1911). Historia polskiej lekkoatletyki, rozpoczęła się w Krakowie, powołaniem w 1867 r. Towarzystwa Gimnastycznego „Sokół”. W połowie 1919 r., rozpoczęto w tym mieście, tworzenie struktur Polskiego Związku Lekkiej Atletyki, oraz powstał komitet organizacyjny Polskiego Związku Narciarskiego (obecną jego siedzibą jest Kraków).
W Krakowie, w 1919 r., powołano do życia Polski Komitet Olimpijski, początkowo pod nazwą Polski Komitet Igrzysk Olimpijskich.
Od lat 20. do 50. XX wieku funkcjonowały w mieście skocznie narciarskie.
Krakowscy sportowcy odnoszą sukcesy na arenach krajowych i międzynarodowych, lecz wciąż potrzeba budowy odpowiednich obiektów sportowych, które pozwoliłyby na dalszy rozwój i krzewienie kultury fizycznej wśród młodzieży. W 2002 r. powstał w Krakowie tor kajakarstwa górskiego – jeden z najnowocześniejszych europejskich obiektów tego typu (obiekt o charakterze olimpijskim). Organizowane są tam spływy kajakowe oraz pontonowe (rafting).
Ponadto Kraków był także jednym z miast-gospodarzy Mistrzostw Świata w Piłce Siatkowej Mężczyzn 2014 oraz Mistrzostw Europy w Piłce Ręcznej Mężczyzn w 2016 r. Podczas Mistrzostw Europy U-21 w Piłce Nożnej 2017, Kraków był gospodarzem pierwszego z półfinałów oraz finału turnieju. W 2017 r. w Krakowie odbył się Finał Mistrzostw Europy w siatkówce mężczyzn. Kraków w grudniu 2017 r. był gospodarzem Klubowych Mistrzostw Świata w Piłce Siatkowej.
Kraków został miastem gospodarzem Igrzysk Europejskich w 2023 roku.
W 2023 roku Kraków zajął 6. miejsce w sportowym rankingu miast Polski.